# Liste der Baudenkmäler in Bad Königshofen im Grabfeld
Auf dieser Seite sind die Baudenkmäler in der unterfränkischen Stadt Bad Königshofen im Grabfeld zusammengestellt. Diese Tabelle ist eine Teilliste der Liste der Baudenkmäler in Bayern. Grundlage ist die Bayerische Denkmalliste, die auf Basis des Bayerischen Denkmalschutzgesetzes vom 1. Oktober 1973 erstmals erstellt wurde und seither durch das Bayerische Landesamt für Denkmalpflege geführt wird. Die folgenden Angaben ersetzen nicht die rechtsverbindliche Auskunft der Denkmalschutzbehörde.

## Ensembles

### Ensemble Altstadt Bad Königshofen im Grabfeld

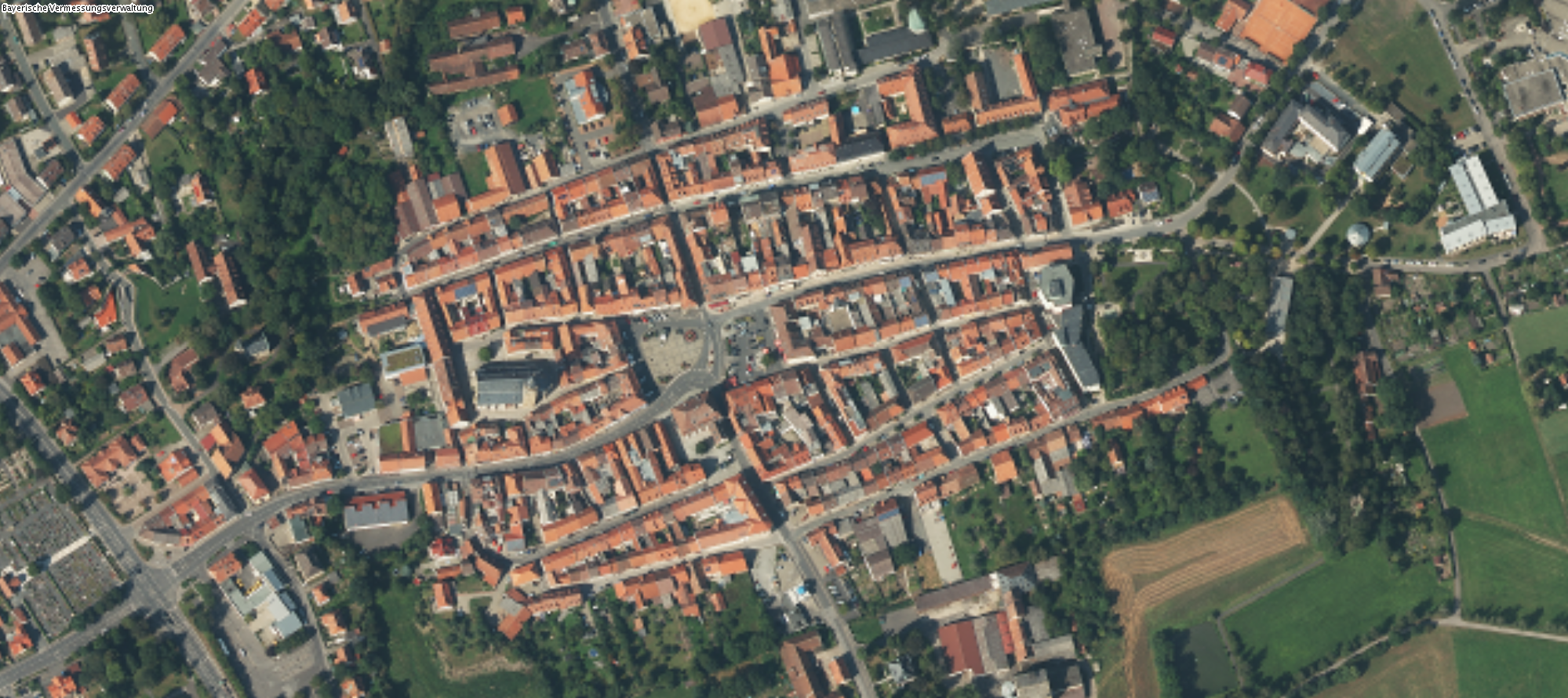
Die Altstadt von Bad Königshofen aus der Luft

Königshofen ist eine hennebergische Gründungsstadt des 13./14. Jahrhunderts. Der namenprägende karolingische Königshof befand sich weiter westlich. Der Stadtgrundriss ragt durch seine geometrische Klarheit hervor. Innerhalb eines rechteckigen Umrisses sind die Baublöcke schachbrettartig verteilt. Vier untereinander parallele Straßenzüge durchlaufen den Ort der Länge nach. Die Quergassen besitzen nur verbindende Bedeutung. Das Herzstück ist der weiträumige, rechteckige Marktplatz, Mittelpunkt des Kreuzes der Durchgangsstraßen.
Der in der Längsachse liegende Hauptstraßenzug (Hindenburg- und Martin-Reinhard-Straße) erfährt am Marktplatz eine Abknickung: von Westen kommend mündet er bündig mit dessen Südkante, setzt sich aber in der Flucht der nördlichen Marktplatzwand nach Osten fort. Dieser Straßenzug besitzt als einziger beidseitige Hauptbebauung. Die Parallelstraßen zeigen jeweils nur auf einer Seite Vorderhausbebauung, auf der anderen sind sie von Scheunen und Hintergebäuden begleitet. Die Grundstücke ziehen sich als schmale, tiefe Streifen von einer Straße zur anderen und besitzen eine gleich bleibende Tiefenstaffelung aus Vorderhaus, Verbindungsflügel und Rückgebäude. Die Wirtschaftsbauten und der Hof werden ausnahmslos durch die hintere Parallelstraße erschlossen. Die Stadt besitzt darin deutlichen Ackerbürgercharakter.
In der nordöstlichen Ecke befand sich ursprünglich das Würzburger Amtsschloß. Der Kirchenbezirk liegt im westlichen Stadtbereich, zwischen Markt und Stadtbefestigung. Die Kirche steht auf einem rings von Häuserzeilen umschlossenen Platz und betont darin und in Verbindung mit Pfarrhaus, Schule und ehem. Spital ihre herausgehobene Bedeutung. Von der spätgotischen Pfarrkirche und einigen Bauten der Juliuszeit abgesehen ist der Ort heute in seiner Bebauung durch das 18. und das 19. Jahrhundert geprägt. Großbrände haben die ältere Bausubstanz weitgehend vernichtet. Die Martin-Reinhard-Straße zeigt auf ihrer nördlichen Seite eine geschlossene Reihe zweigeschossiger Traufseithäuser des 18. Jahrhunderts mit meist verputzten Fachwerkobergeschossen.
Breiten Raum nehmen im Stadtbild Häuserzeilen der 1. Hälfte und der Mitte des 19. Jahrhunderts mit biedermeierlichem und spätbiedermeierlichem Charakter ein. Namentlich die äußeren Straßenzüge (Elisabetha-, Kellerei- und Schottstraße) sind durch einheitliche Reihen großer Ackerbürgerhöfe mit zweigeschossigen Werksteinbauten geprägt.
Der Marktplatz ist von Bürgerhäusern des 18. und des 19. Jahrhunderts umgeben. Beherrschend steht auf seiner Südseite das im 18. Jahrhundert umgestaltete Rathaus der Juliuszeit. Der spätgotische Turm der Stadtpfarrkirche wirkt bestimmend in das Platzbild hinein.
Als nordöstlichster Stützpunkt des Hochstifts Würzburg war Königshofen immer festungsartig ausgebaut. Die einfache Mauer mit Graben wurde seit dem endenden 16. Jahrhundert um Vorwerke erweitert. In der ersten Hälfte 18. Jahrhundert bekam der Befestigungsgürtel unter der Leitung Balthasar Neumanns eine vaubansche Ausgestaltung. An diese im 19. Jahrhundert geschleiften Anlagen erinnert der breite, die Stadt einfassende Grüngürtel. Umfassung: Jahnpromenade bis Zeughausstraße, rückwärtige südliche  Grundstücksgrenzen der Zeughausstraße entlang Bachverlauf bis Bamberger Straße, rückwärtige südliche Grundstücksgrenzen der Brauhausstraße entlang Bachverlauf bis Südwesteckbastion., westliche Festungsgrenze von Südwesteckbastion bis Hindenburgstraße und Fortsetzung zwischen Hindenburgstraße 26 und 30 bis Juliuspromenade, Verlauf der Juliuspromenade bis Sparkassenstraße, entlang Sparkassenstraße bis Ecke Wallstraße, Verlauf der Wallstraße nach Westen, östliche Grundstücksgrenzen vor Kellereistraße 61, von Schnellerstraße einschließlich östliches Ravelin bis Juliuspromenade. Aktennummer: E-6-73-141-1.

## Stadtbefestigung
Erhalten sind Reste des im 17.–18. Jahrhundert angelegten Festungsgürtels, Aufschüttungen der ehemals vier Eckbastionen:
- die Futtermauer eines ehemaligen Ravelins, am östlichen Stadtausgang mit Kellern, Kasematten und Gängen (Lage)
- der Pfeiler des äußeren Nordtores, 2. Hälfte 18. Jahrhundert, im Bereich der alten Ziegelei (Lage)
- Aufschüttungen der südöstlichen Eckbastion  mit Futtermauer und Gewölben (Lage)
- Aufschüttungen der nordöstlichen Eckbastion (Lage)
- Graben und Aufschüttungen der nordwestlichen Eckbastion (Lage)
- Graben und Aufschüttungen der südwestlichen Eckbastion (Lage)

Aktennummer: D-6-73-141-7.

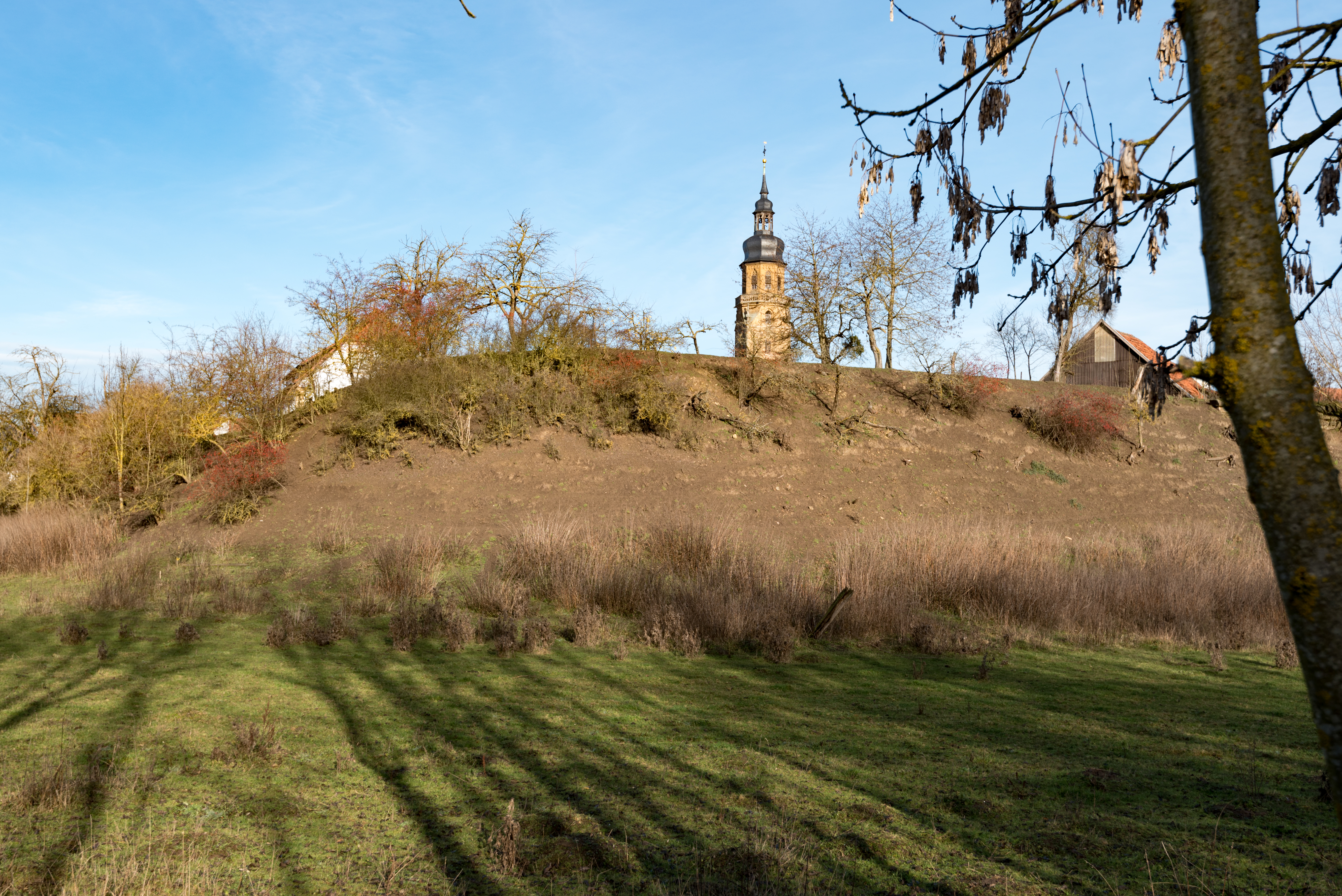
südwestliche Eckbastion, Feldseite
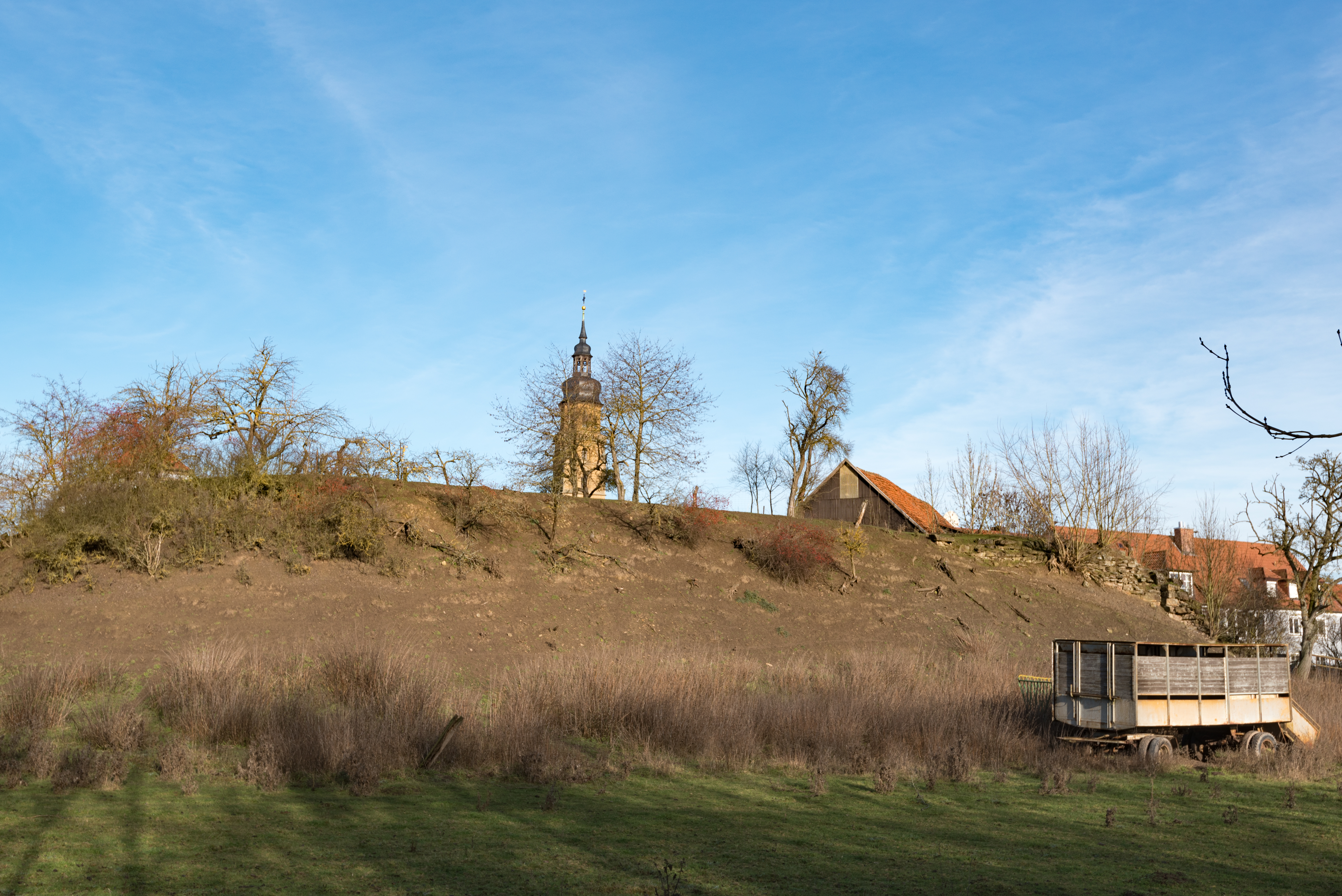
südwestliche Eckbastion, Feldseite
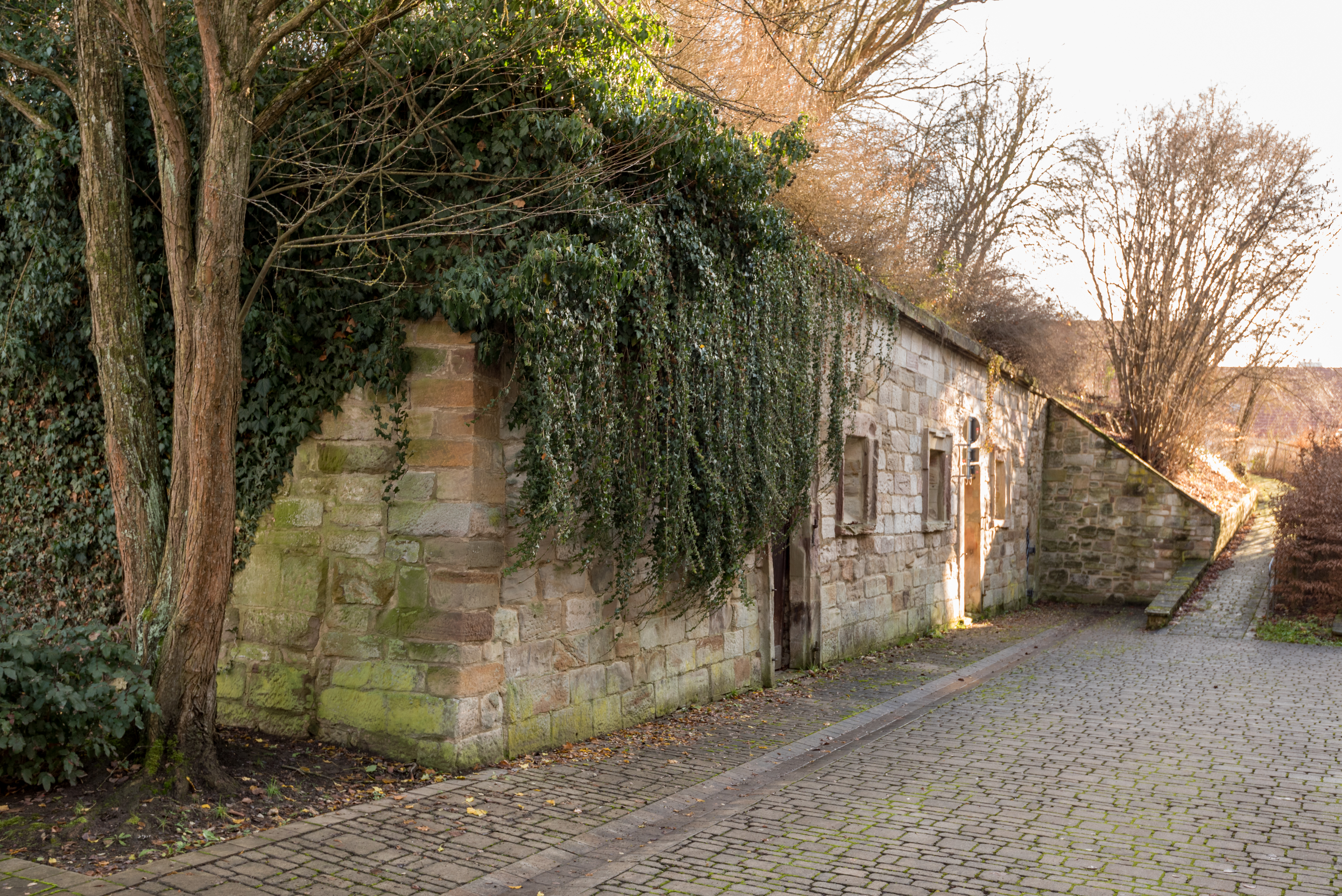
südöstliche Bastionsmauer, Feldseite
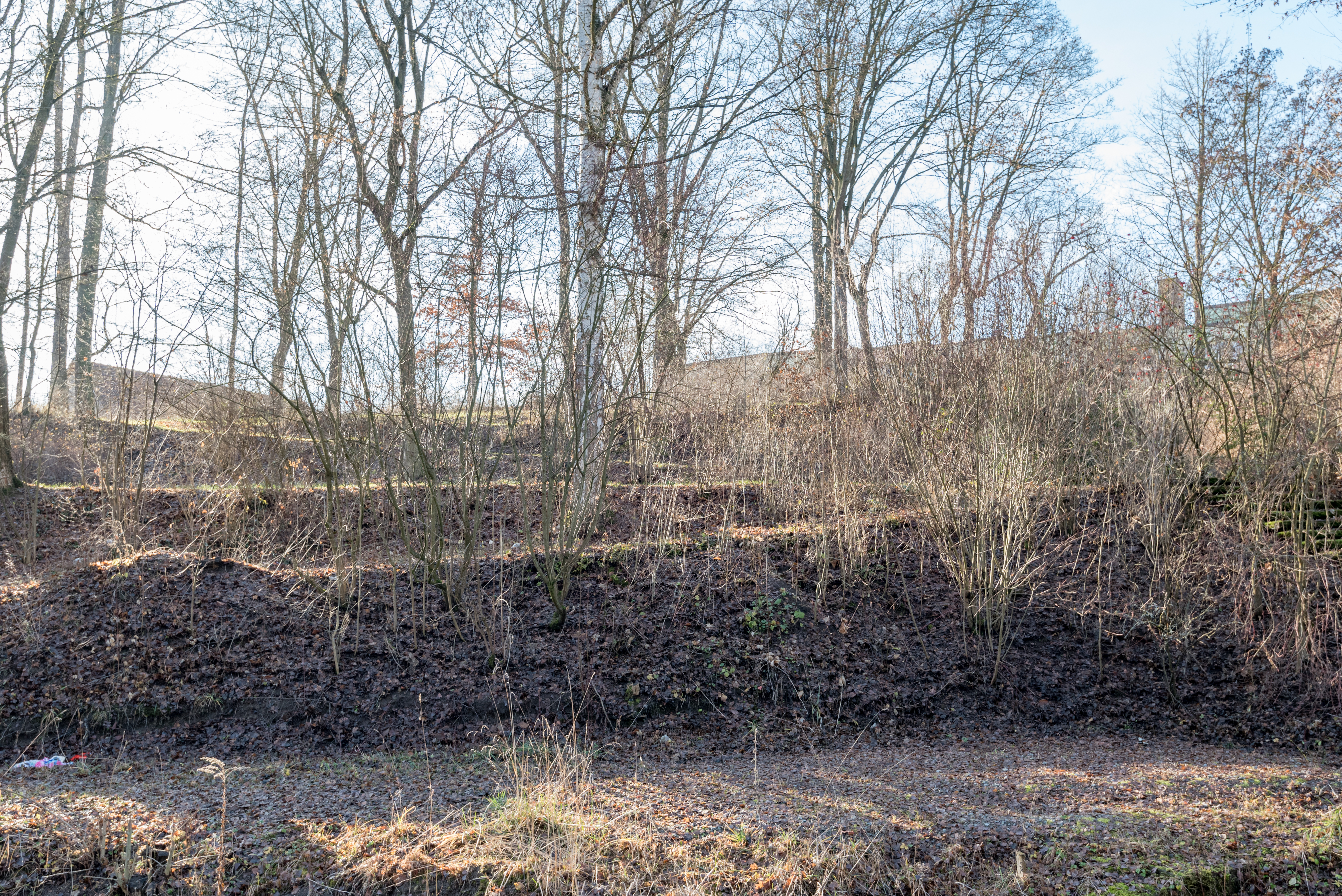
südöstliche Bastionsaufschüttung, Stadtseite
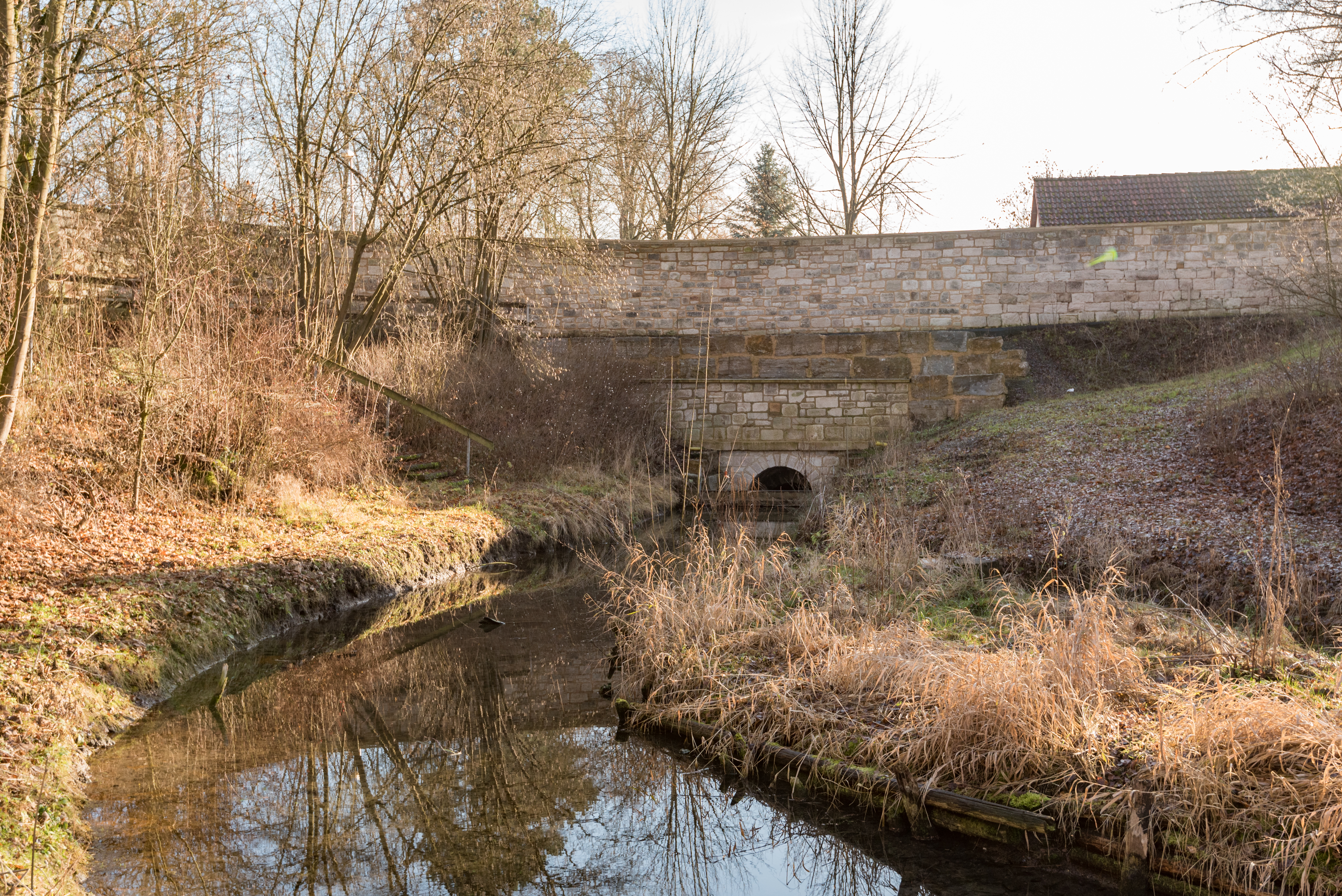
südöstlicher Festungsgraben
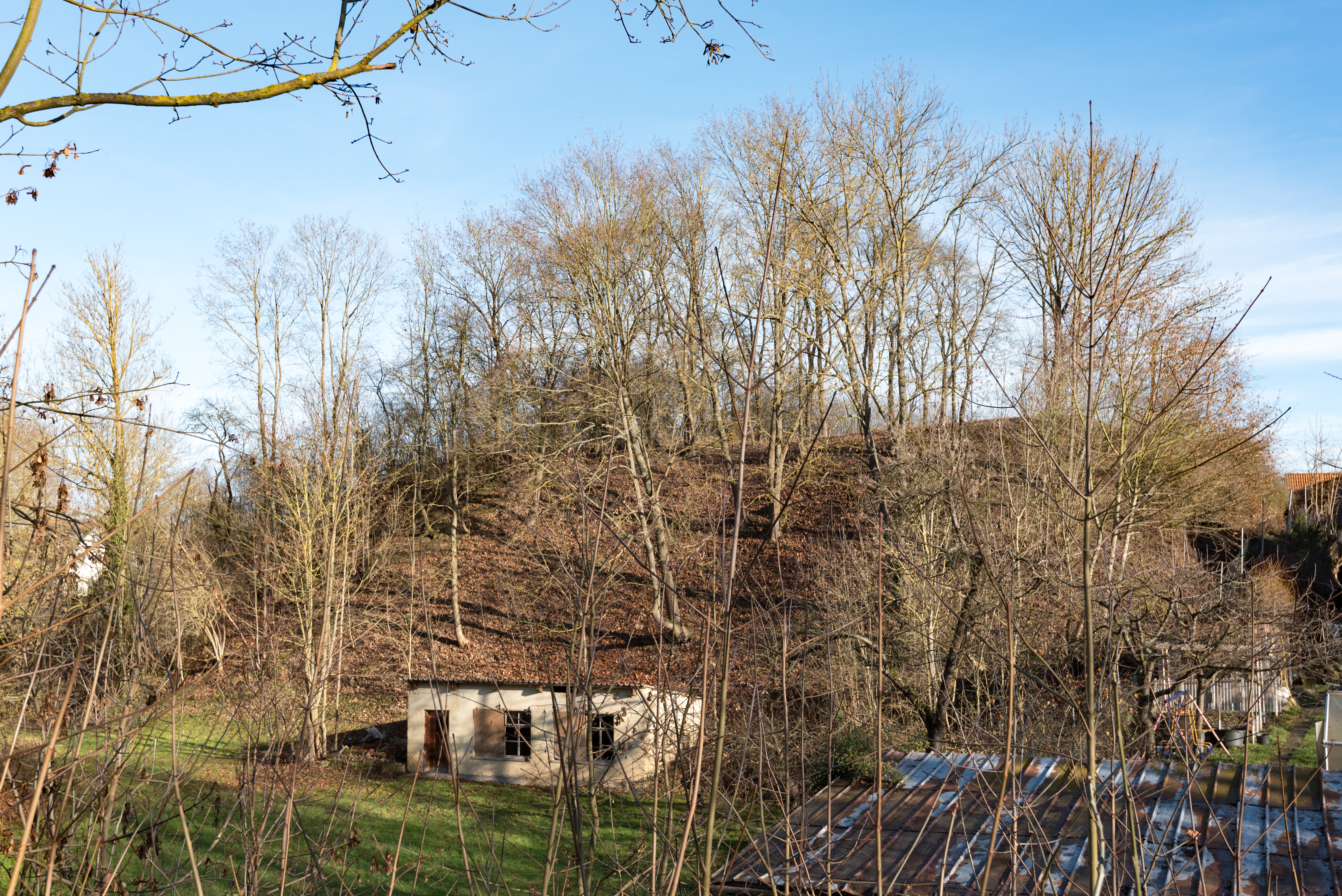
nordwestliche Eckbastion, Feldseite
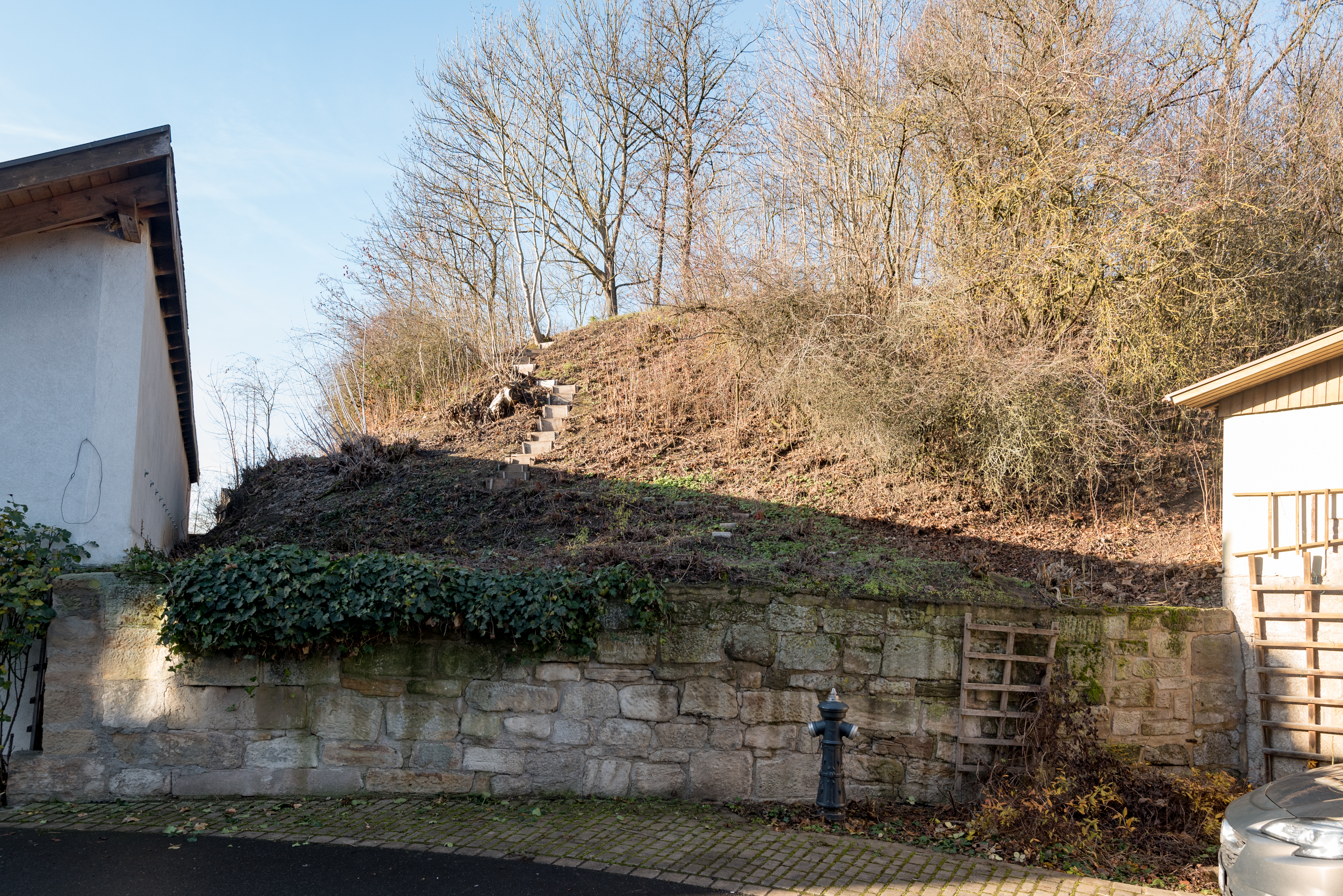
nordwestliche Eckbastion, Stadtseite
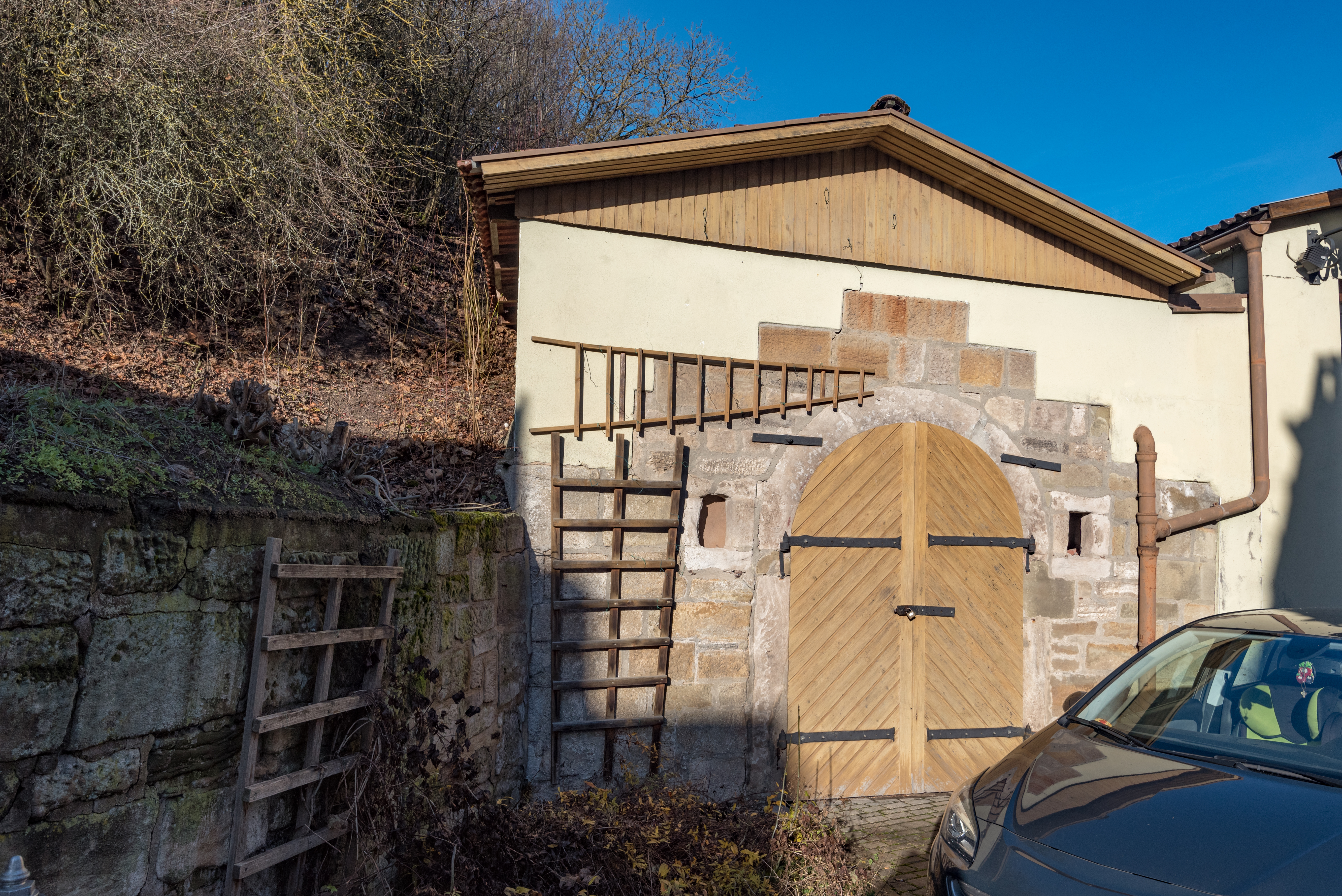
nordwestliche Eckbastion, Stadtseite
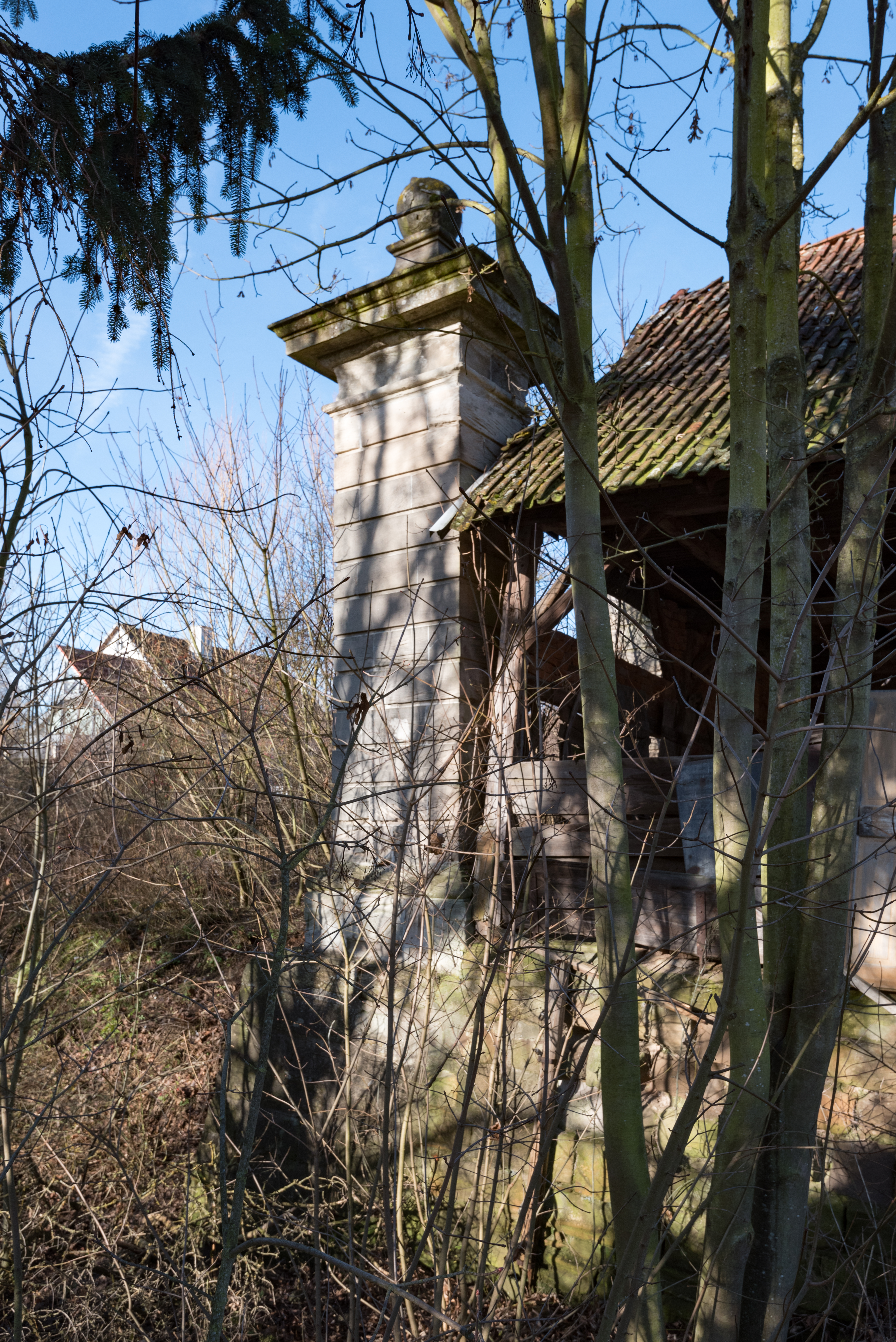
Pfeiler des äußeren Nordtores
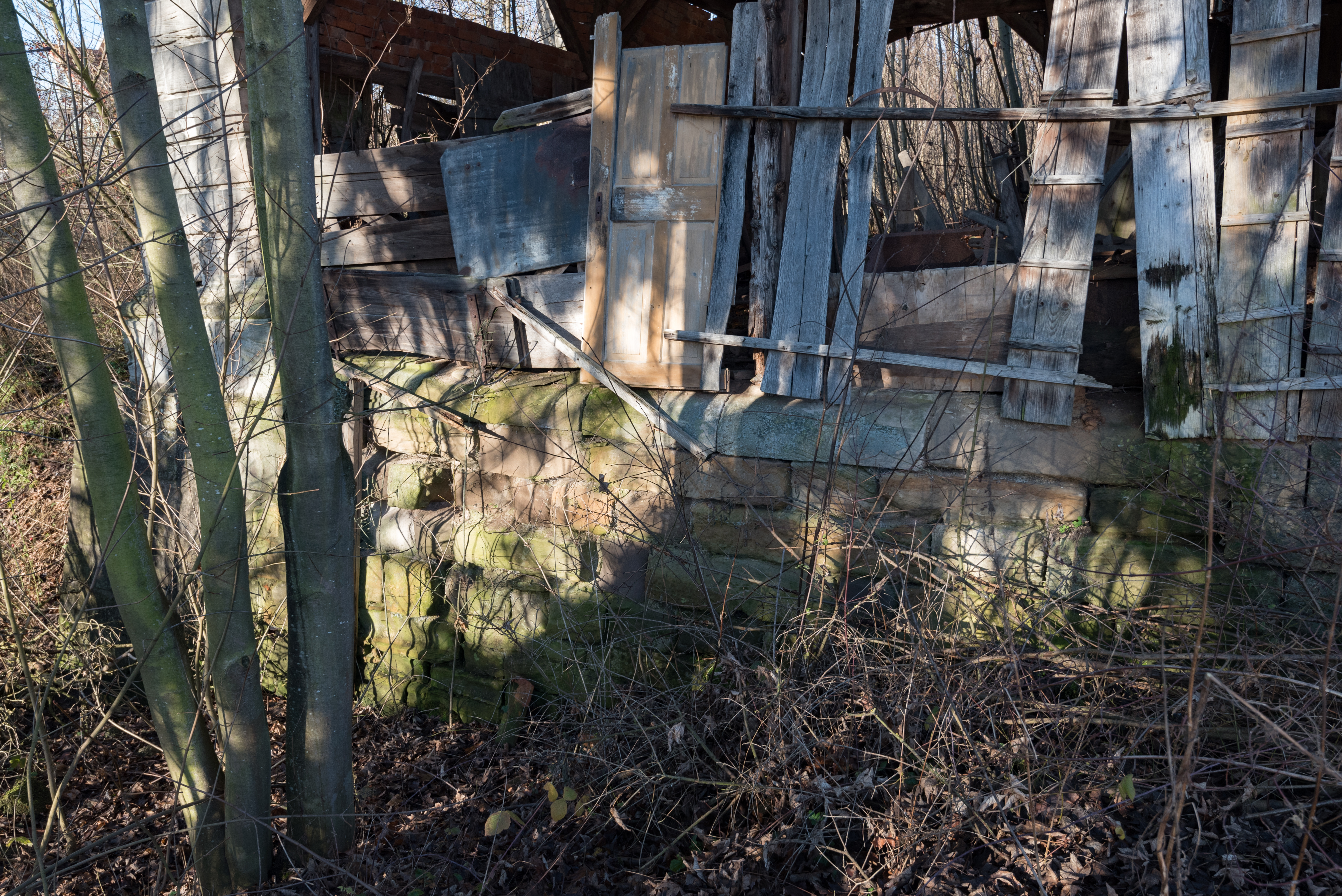
Pfeiler des äußeren Nordtores
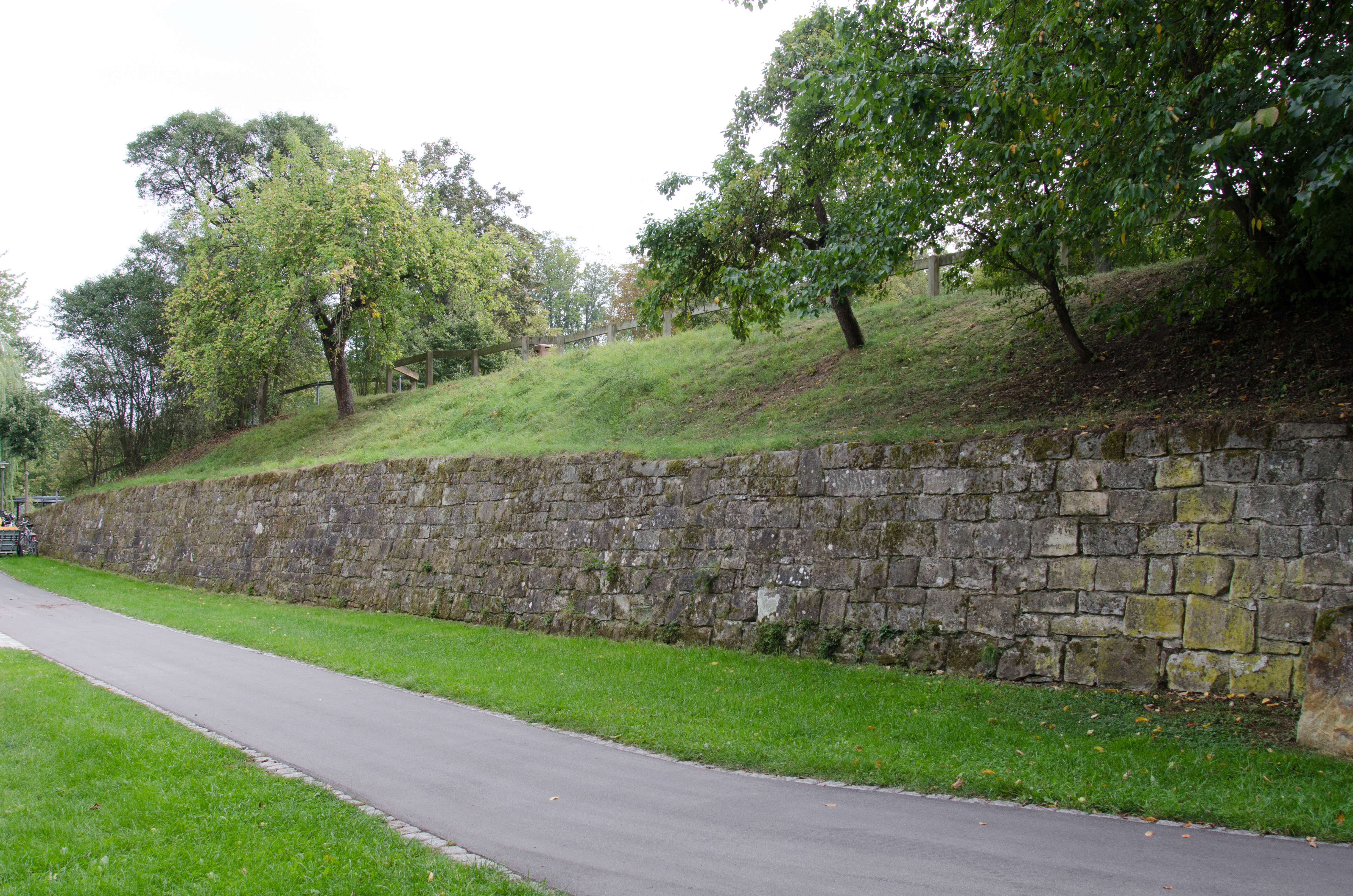
Futtermauer des nordöstlichen Ravelins
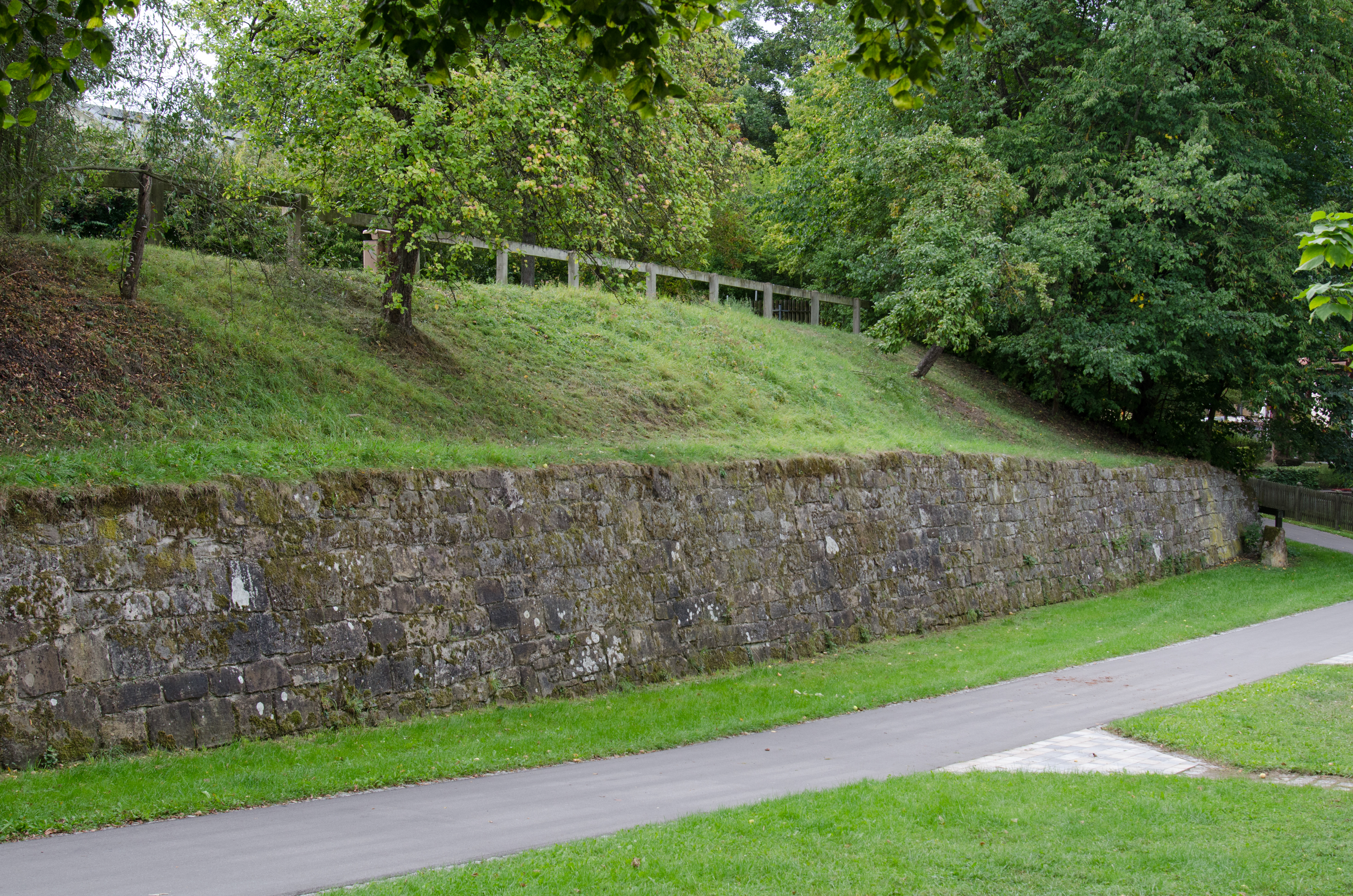
Futtermauer des nordöstlichen Ravelins

## Geschlossene Reihen von Ackerbürgerhöfen
In der Altstadt von Bad Königshofen im Grabfeld gibt es drei geschlossene Straßenzüge von Ackerbürgernhöfen.

### Elisabethastraße und Brauhausstraße
Am Südwestrand der Altstadt gelegen (Lage). Einheitliche, geschlossene Reihe von Ackerbürgerhöfen mit Einzel- und Doppelwohnhäusern zur Elisabethstraße und Wirtschaftsgebäuden zur Brauhausstraße, die Wohnbauten durch leichte Vor- und Rücksprünge variiert, zweigeschossige Traufseithäuser, Werksteinbauten mit Stichbogenfenstern, Nebengebäude mit massivem Erdgeschoss und Obergeschoss in Fachwerk, nach Brand 1845. Nr. 1–5 sind heute Teil des Elisabetha-Spitals (vgl. Rathausstraße 10). Umfassung: Rathausstraße 10, Elisabethastraße 1, 3, 5, 7, 9, 11, 13, 15, 17, 19, 21, 23, 25, 27.Aktennummer: D-6-73-141-12.

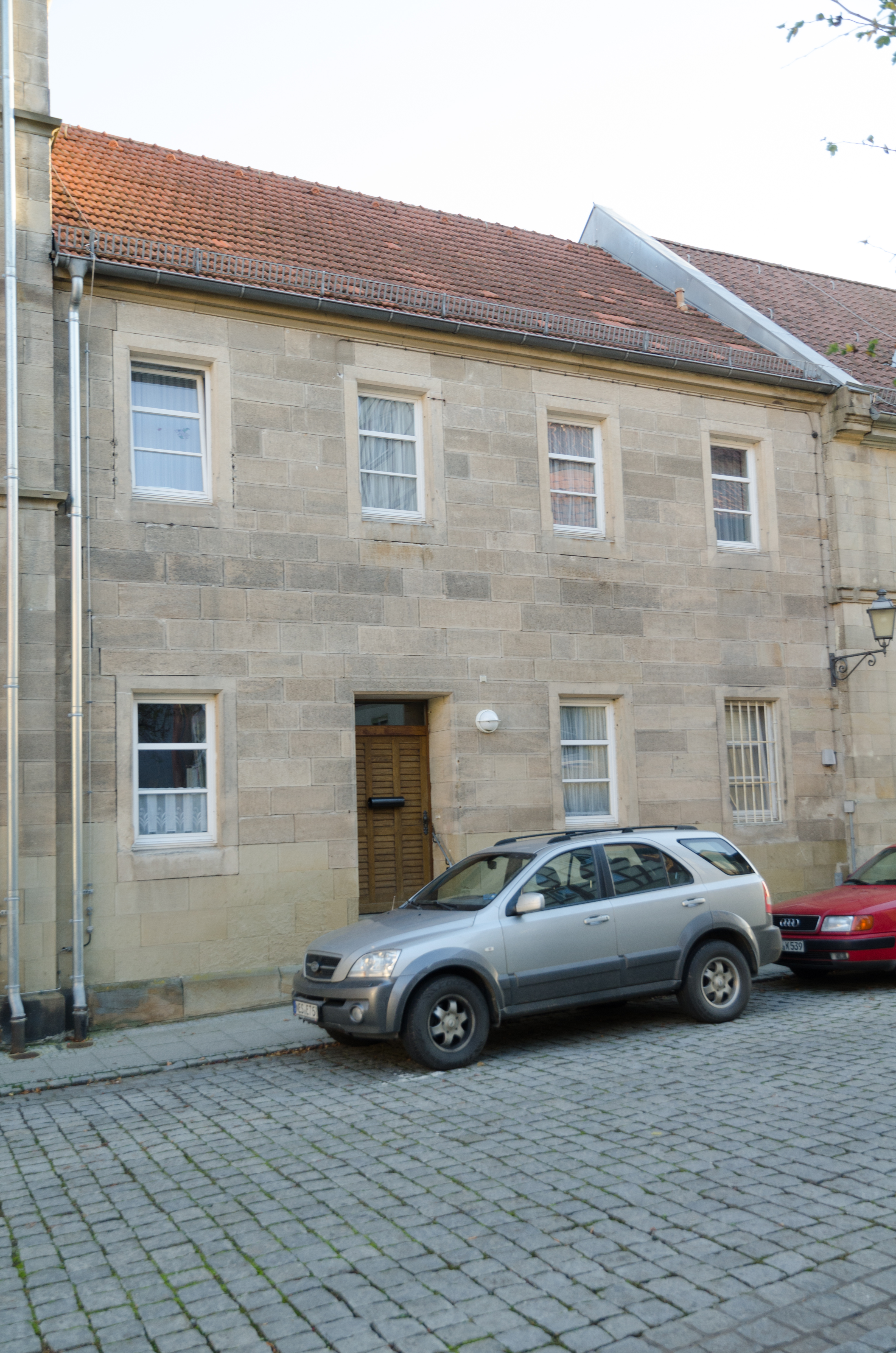
Elisabethastraße 1
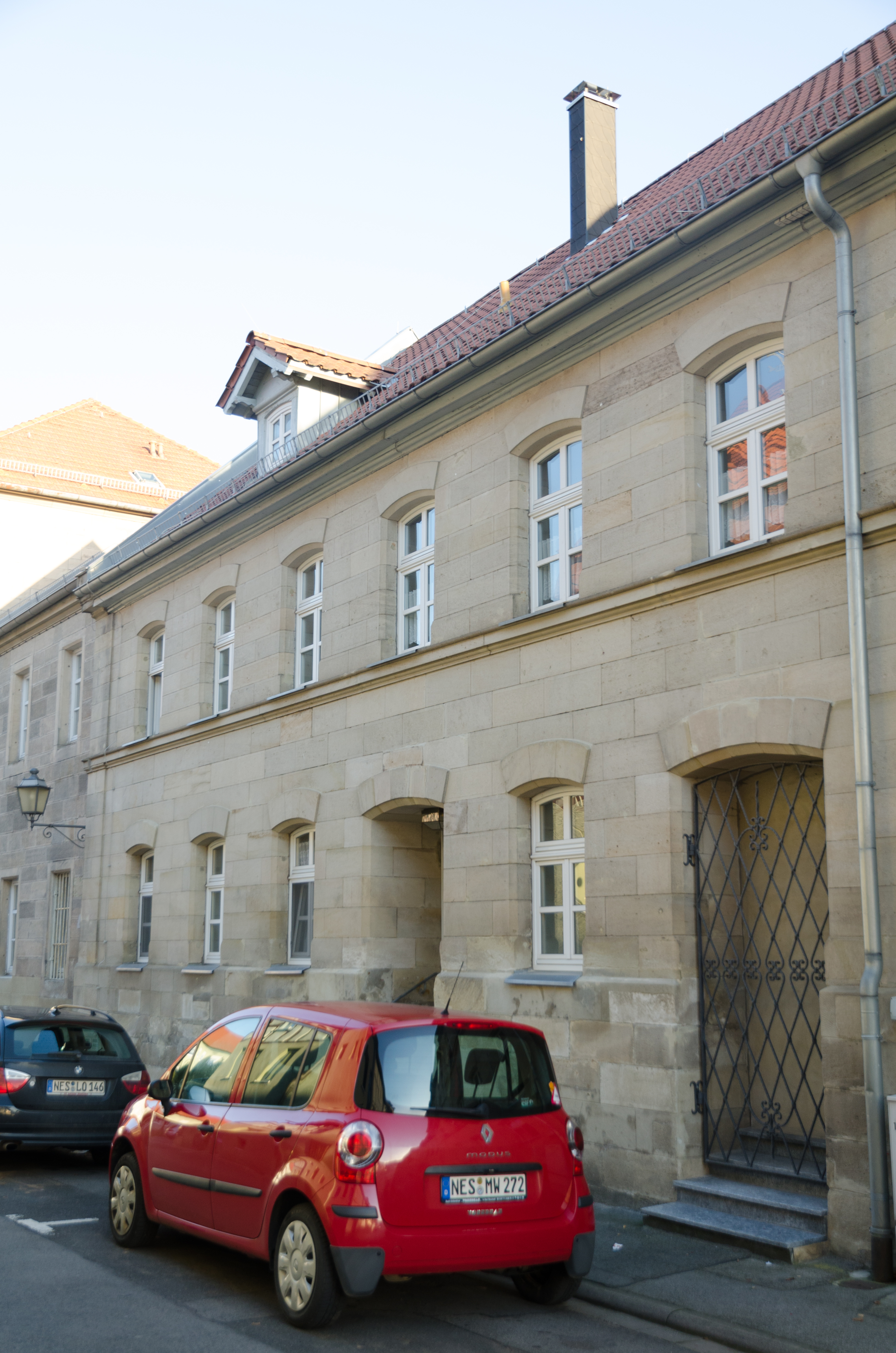
Elisabethastraße 3
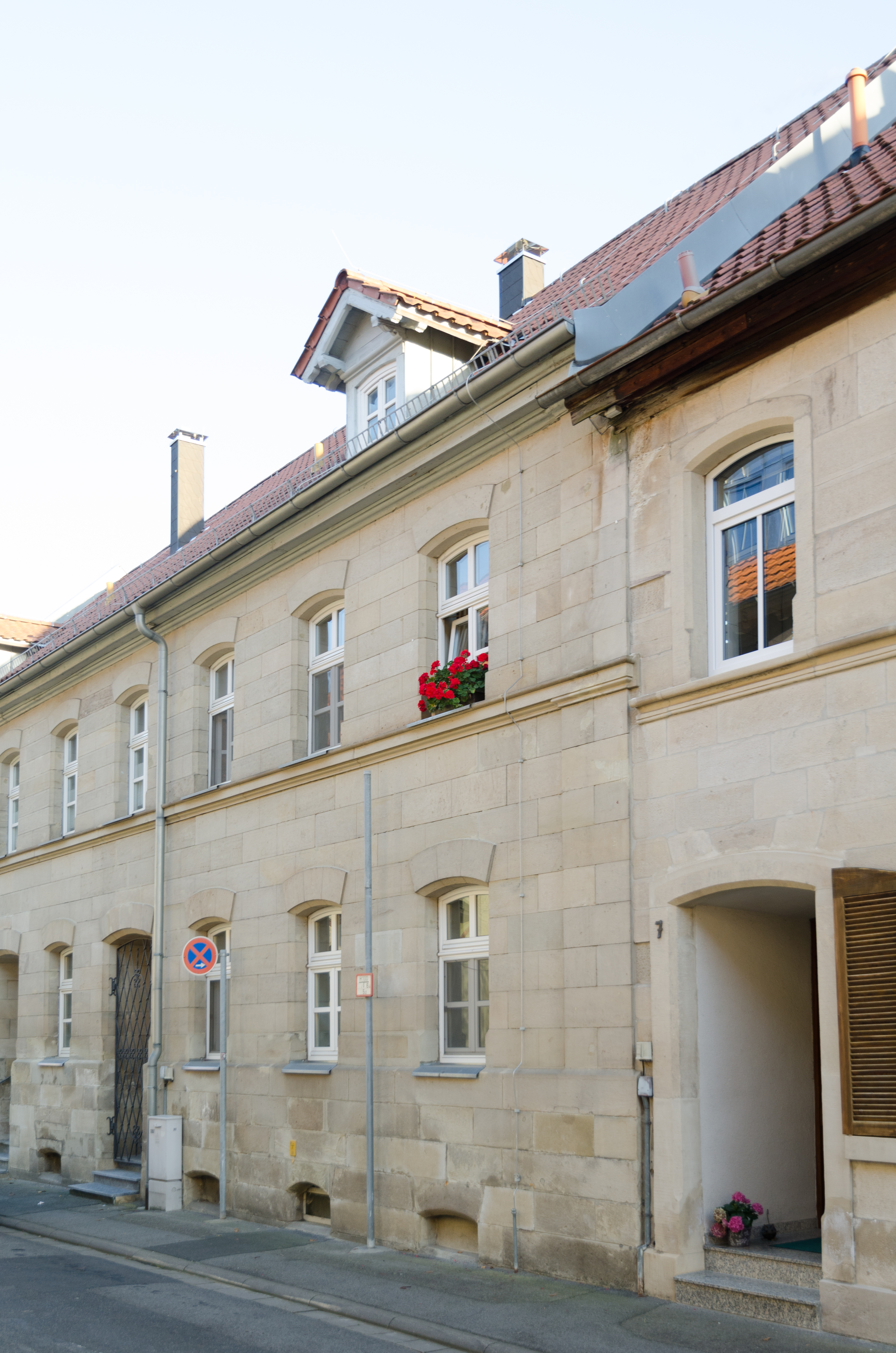
Elisabethastraße 5
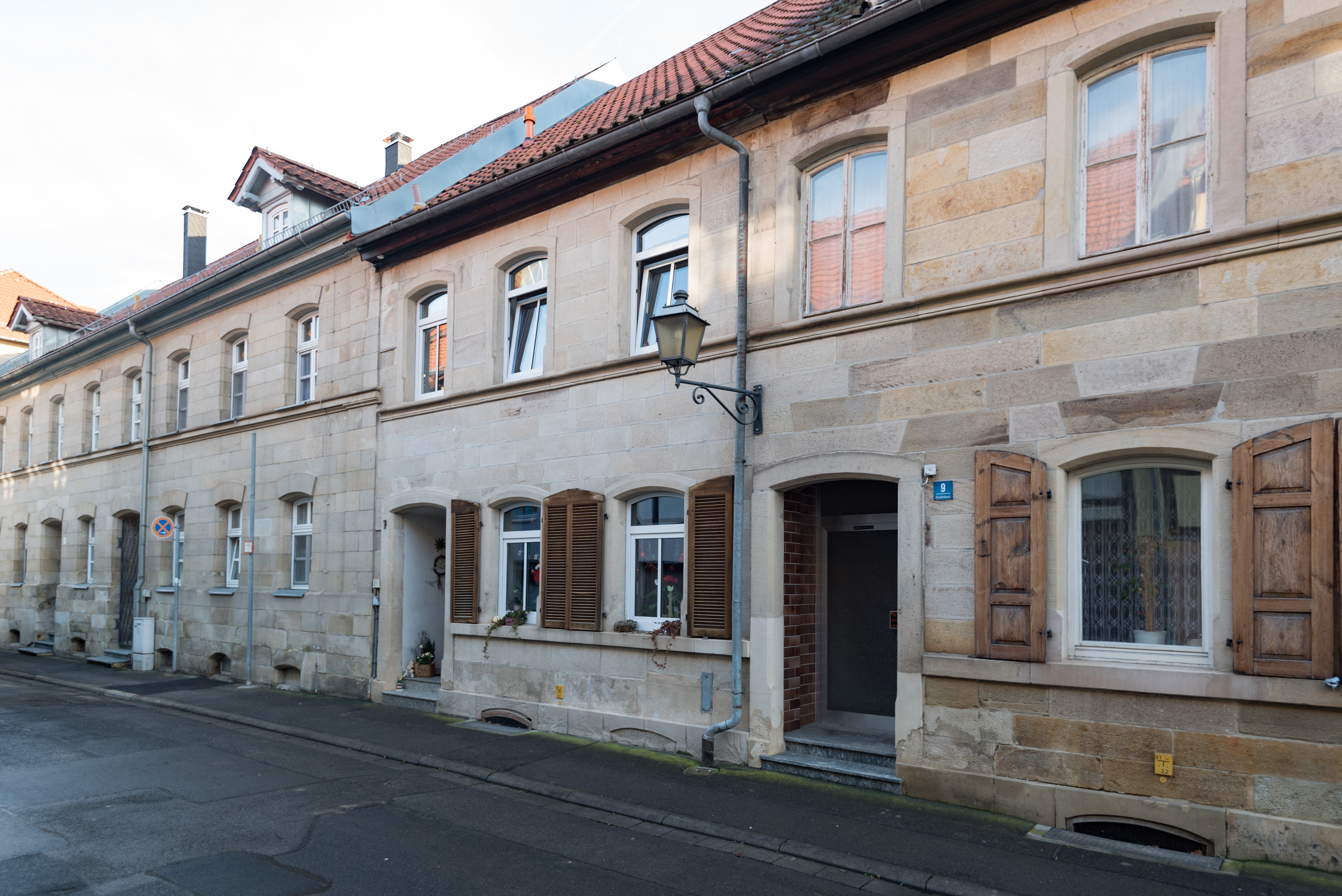
Elisabethastraße 7
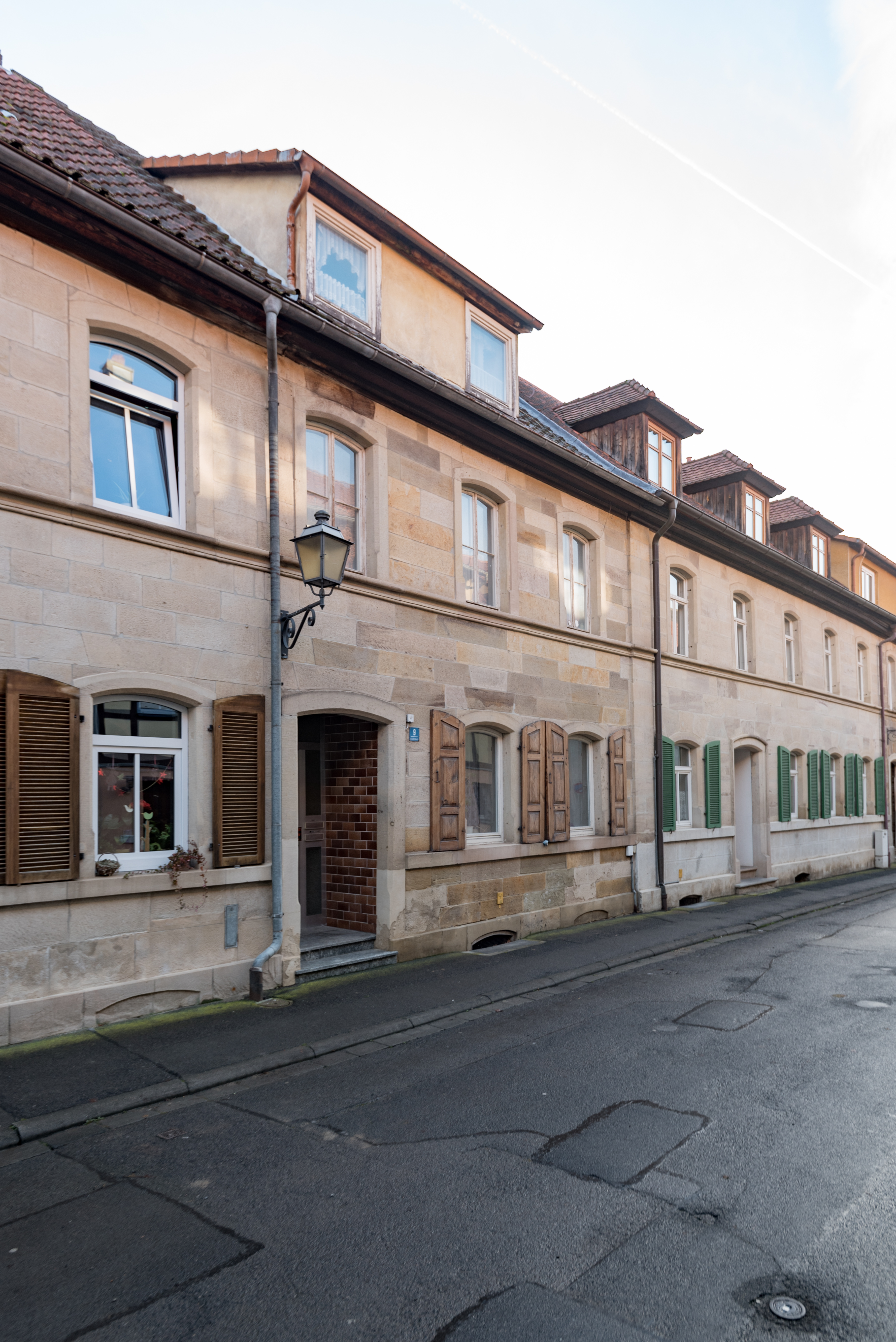
Elisabethastraße 9
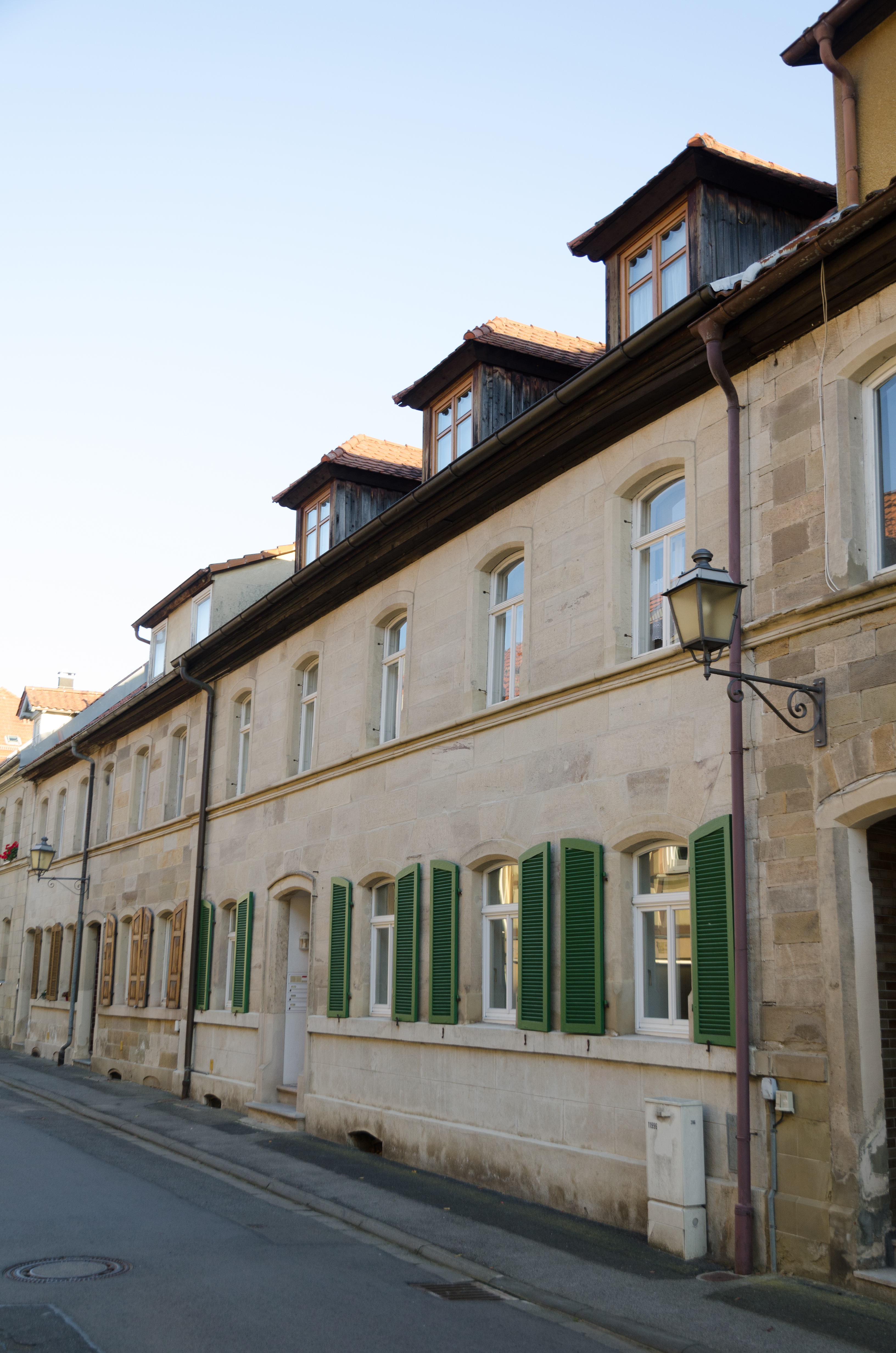
Elisabethastraße 11
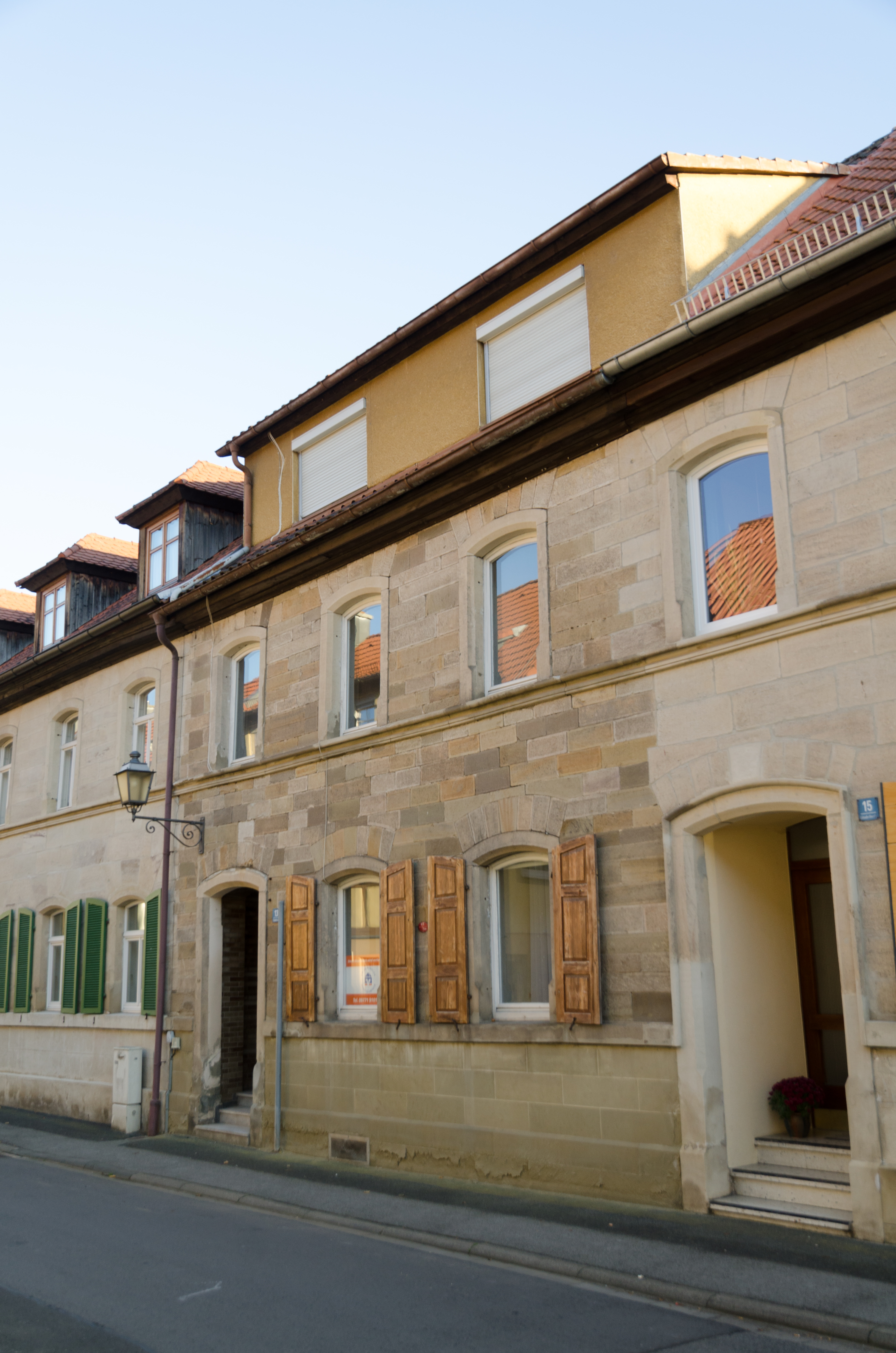
Elisabethastraße 13
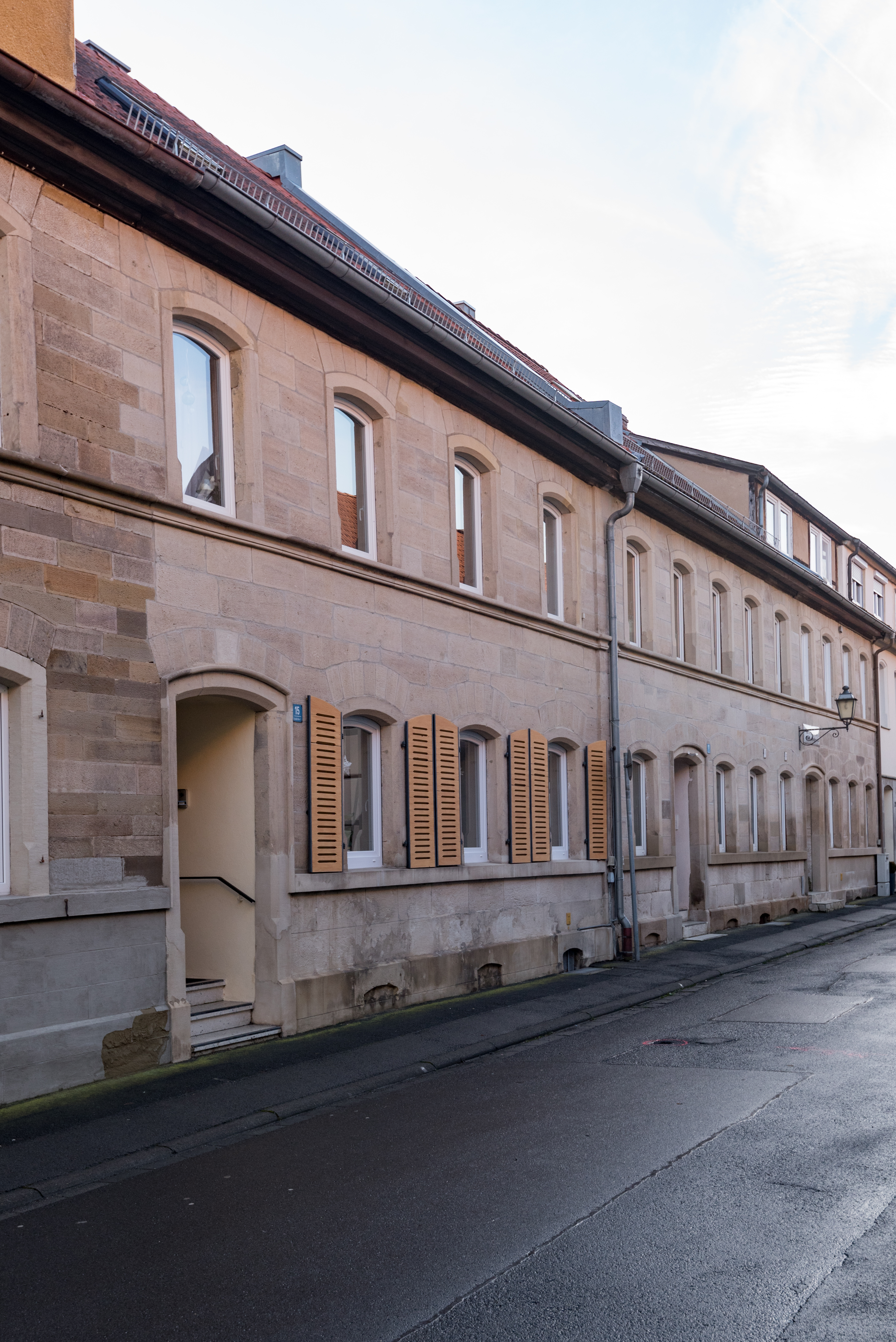
Elisabethastraße 15
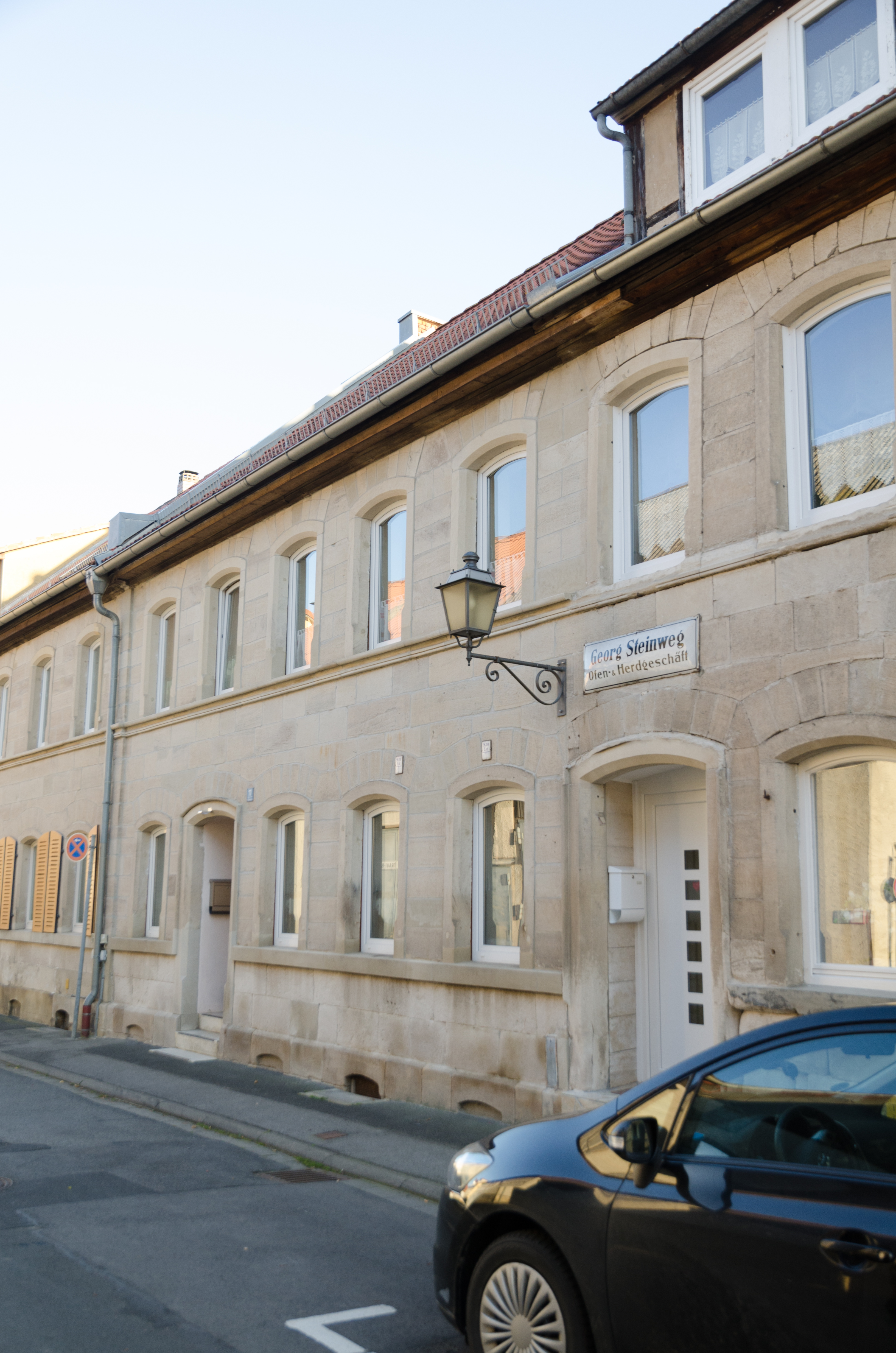
Elisabethastraße 17
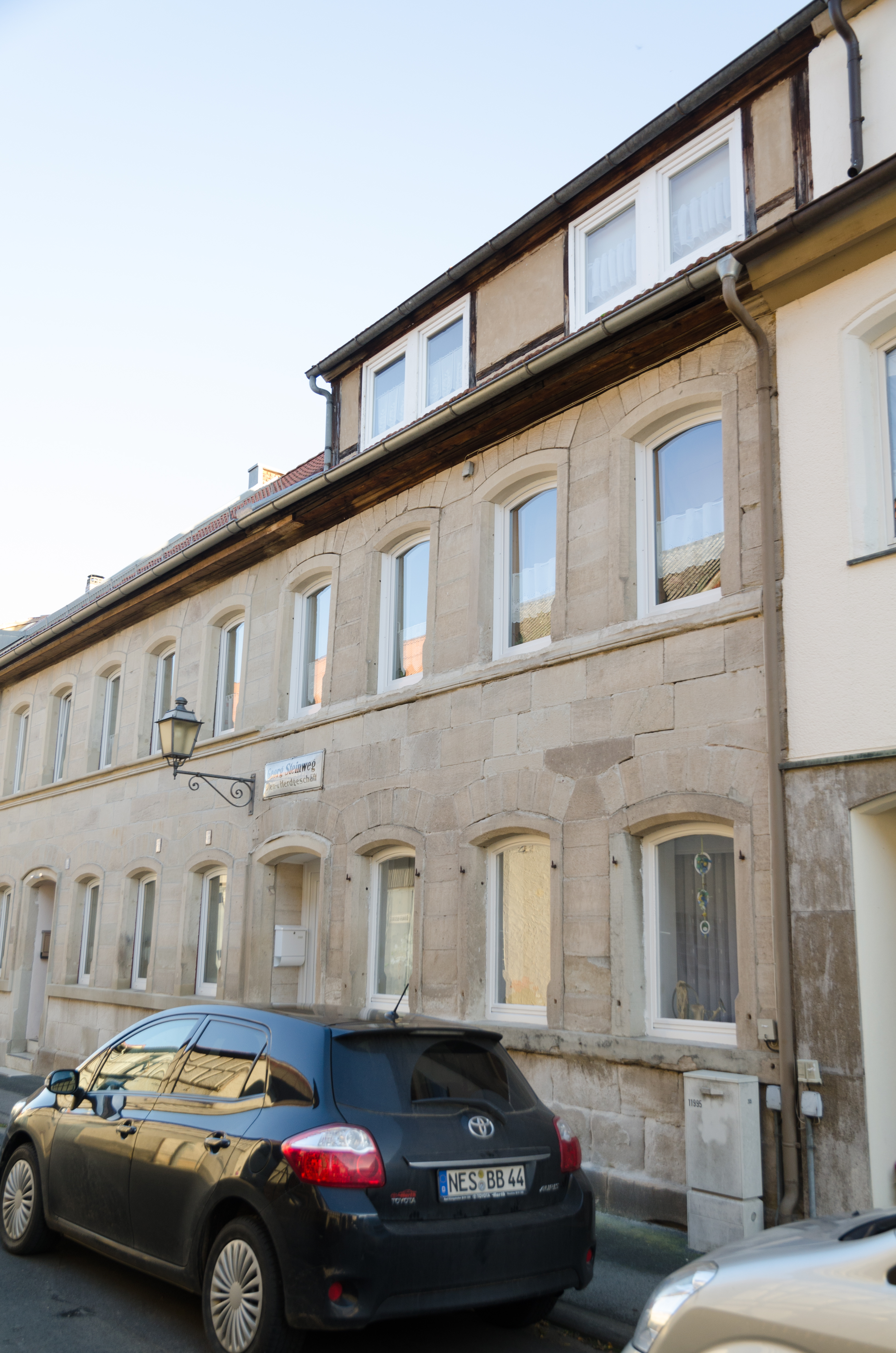
Elisabethastraße 19
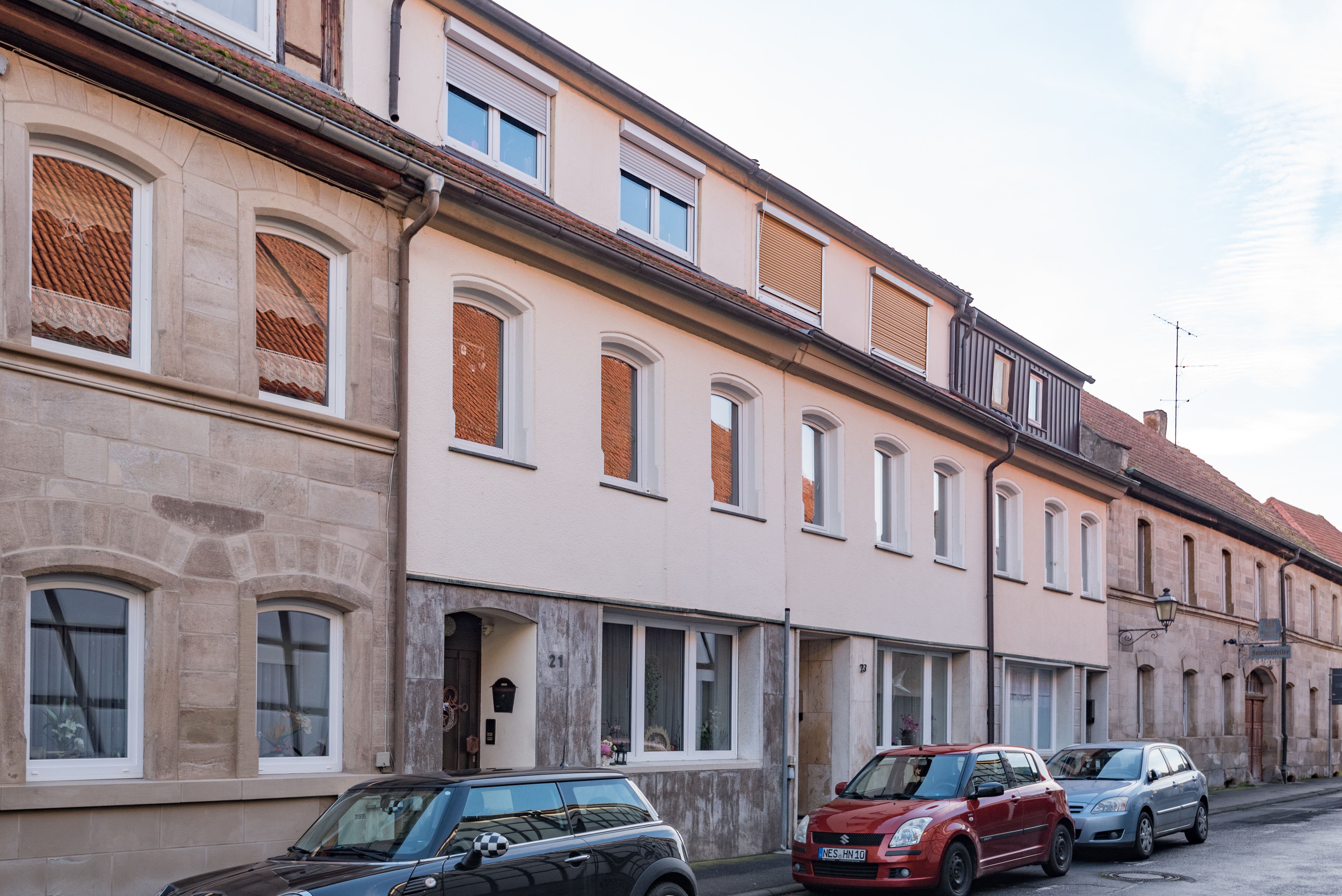
Elisabethastraße 21
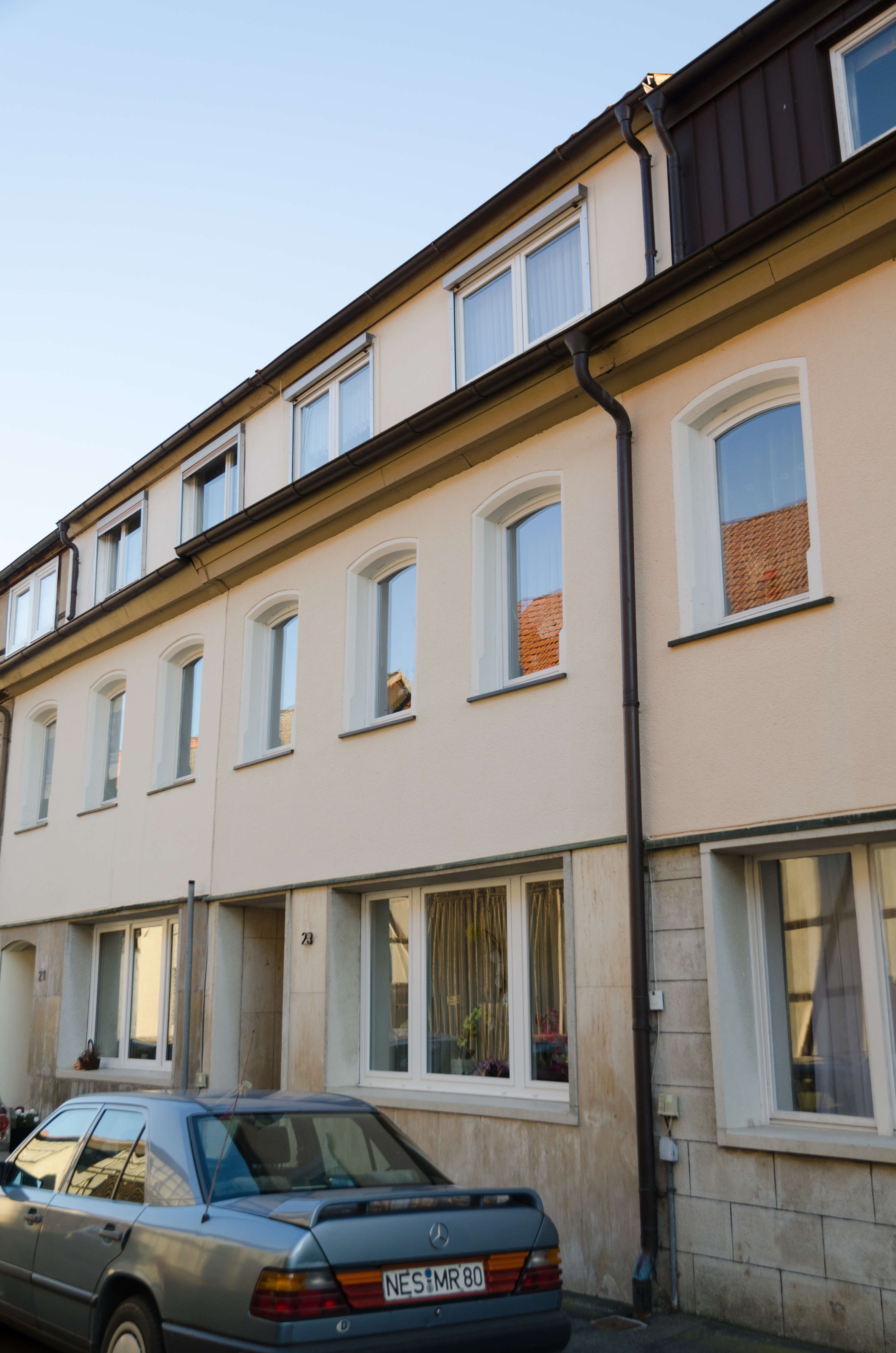
Elisabethastraße 23
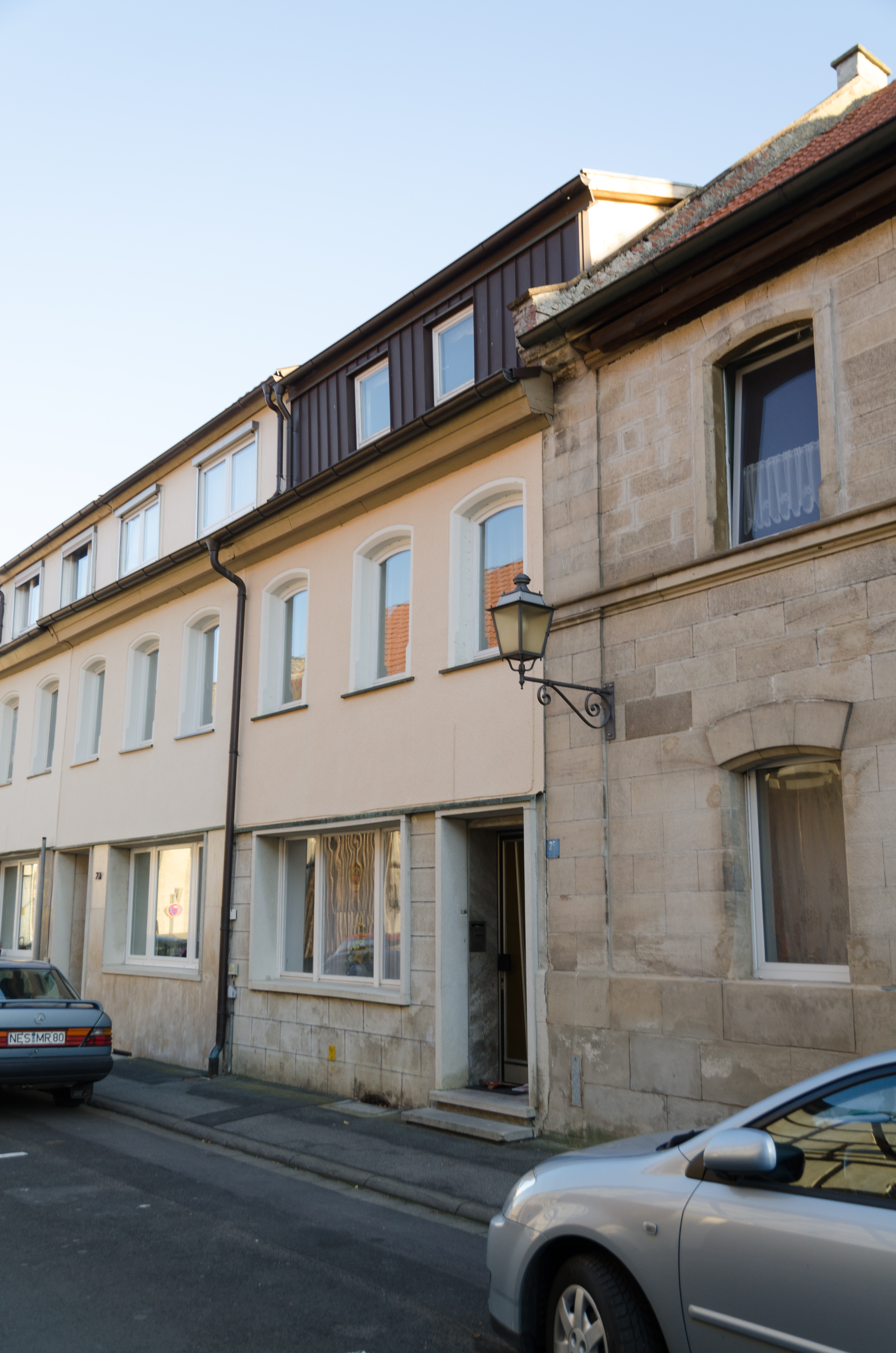
Elisabethastraße 25
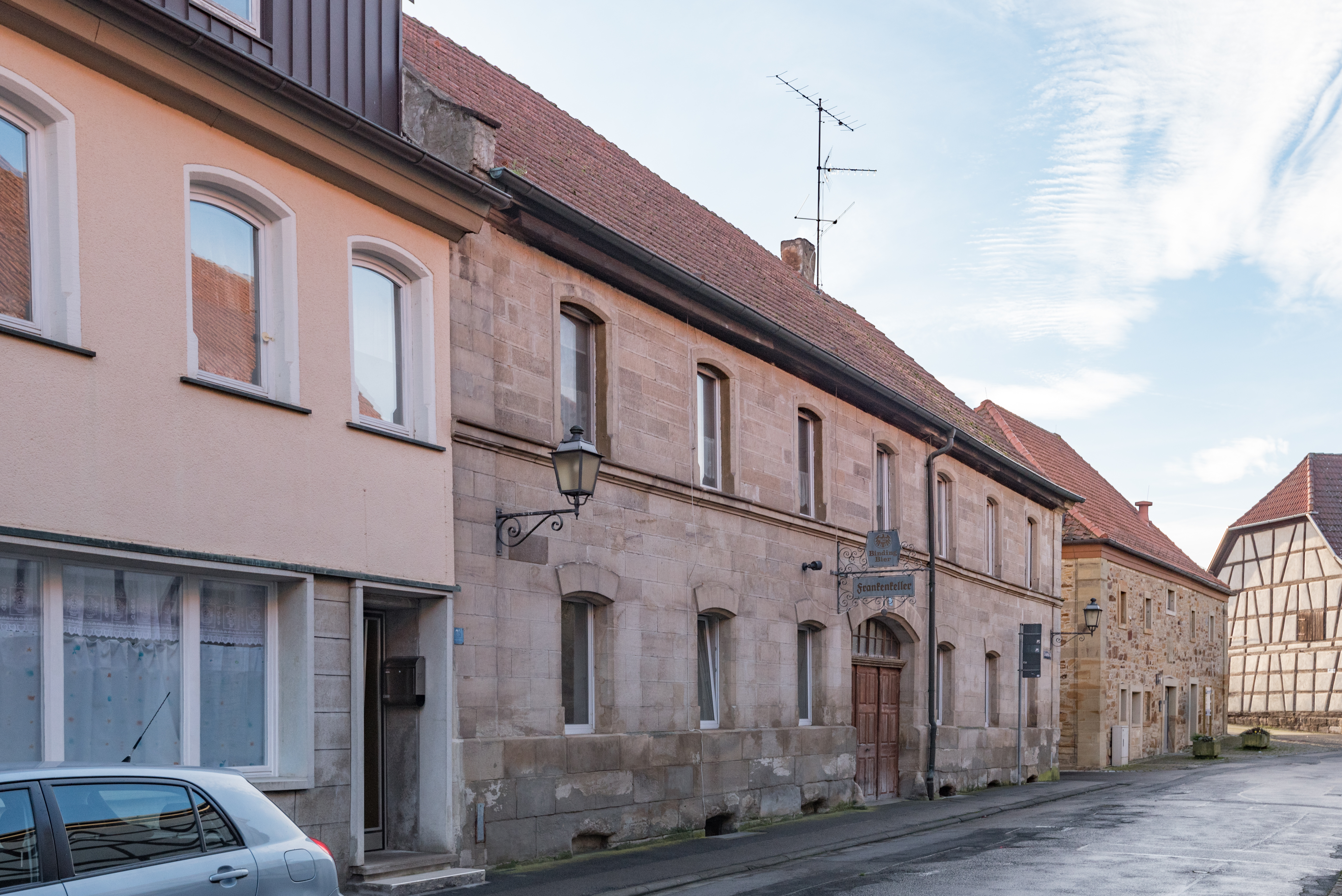
Elisabethastraße 27

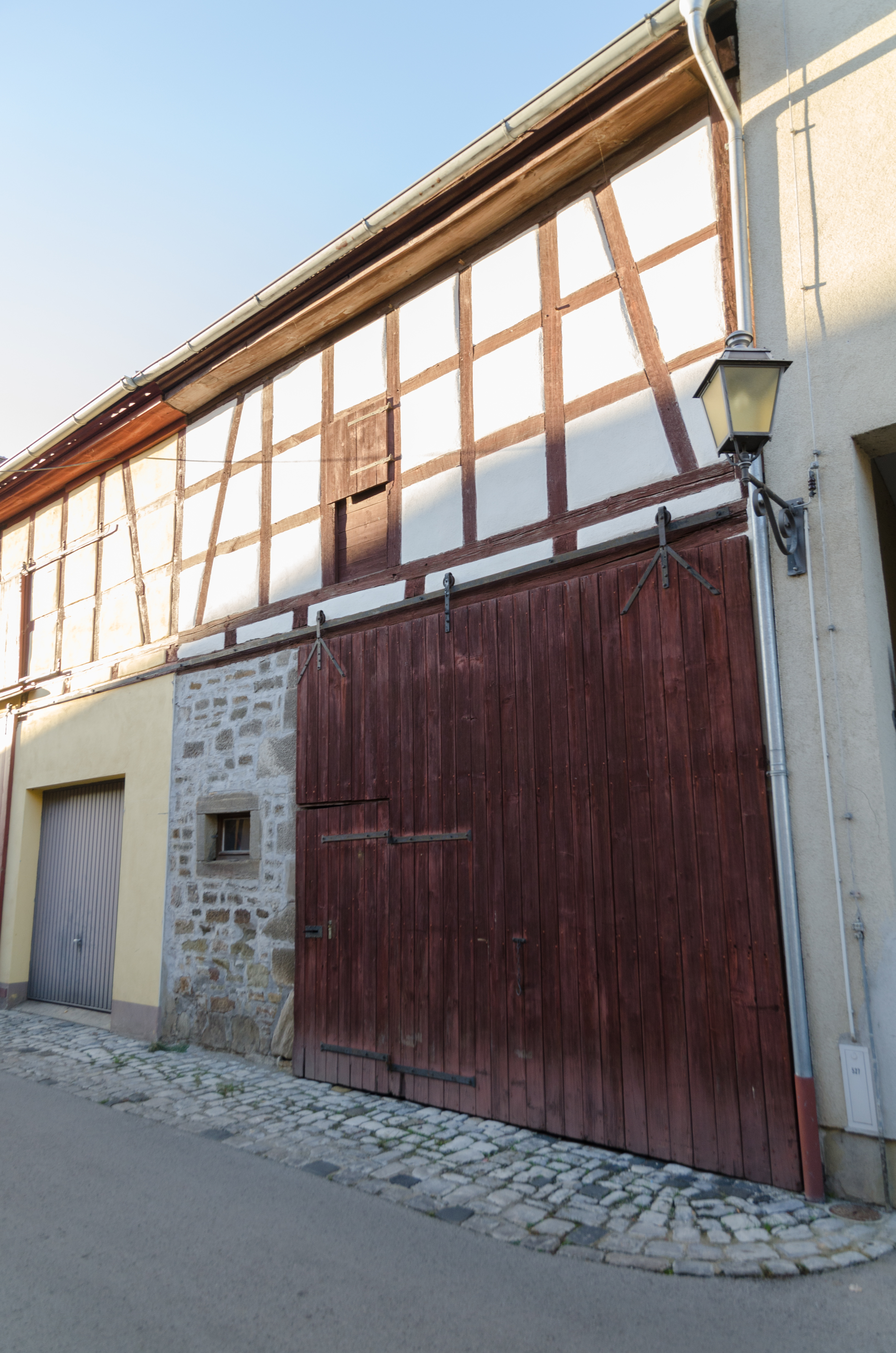
Elisabethastraße 7 Scheune
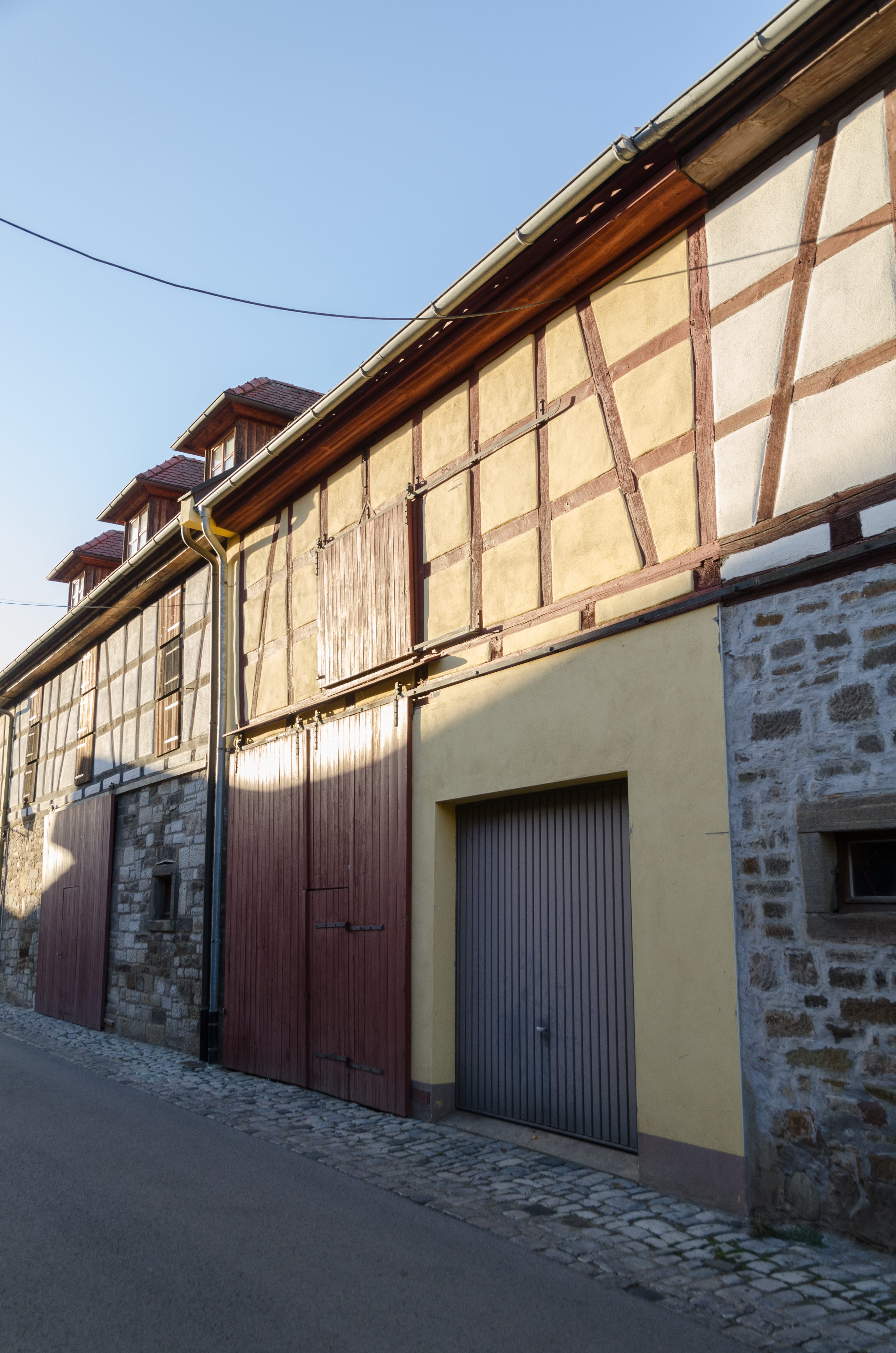
Elisabethastraße 9 Scheune
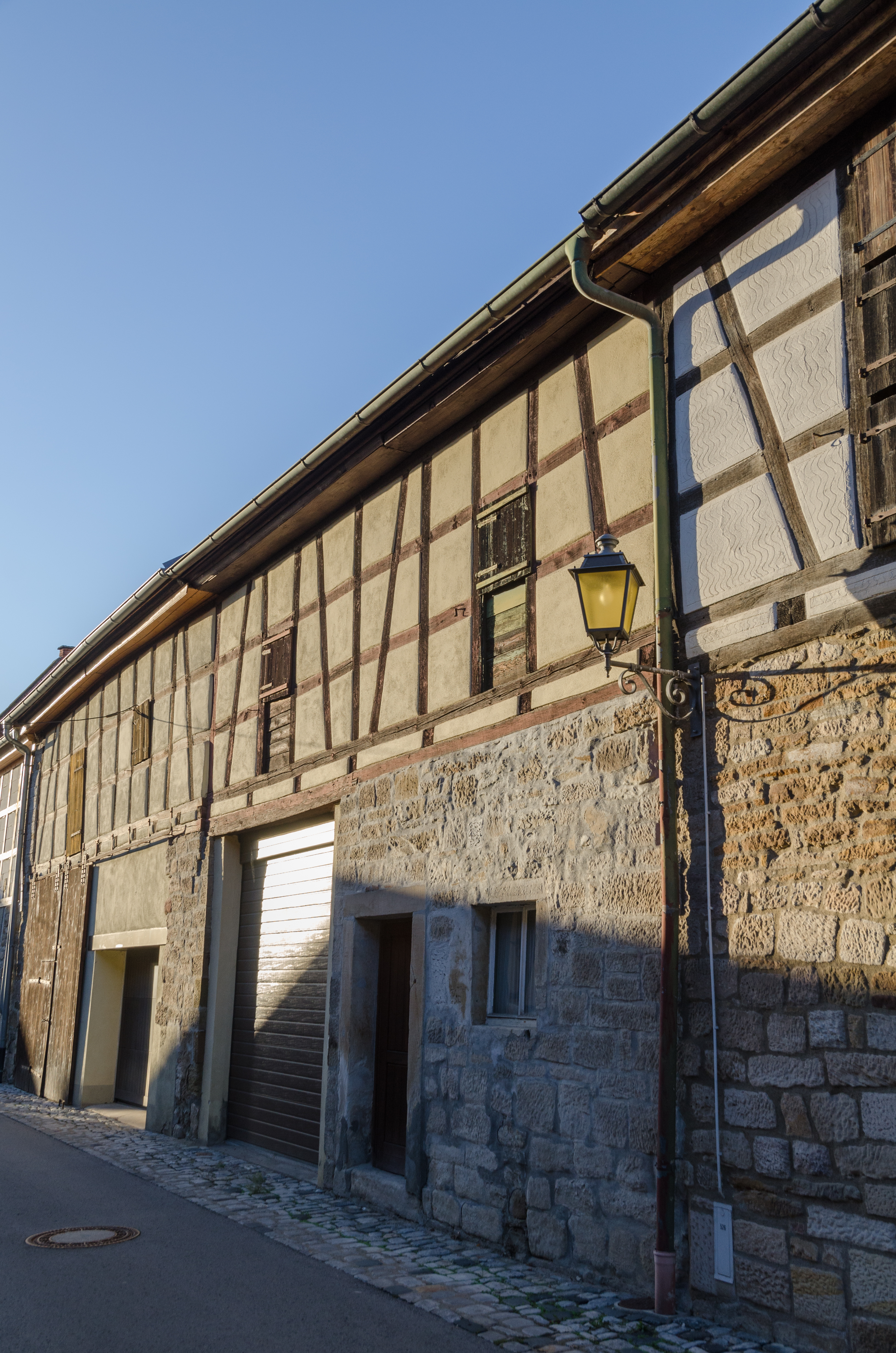
Elisabethastraße 13 Scheune
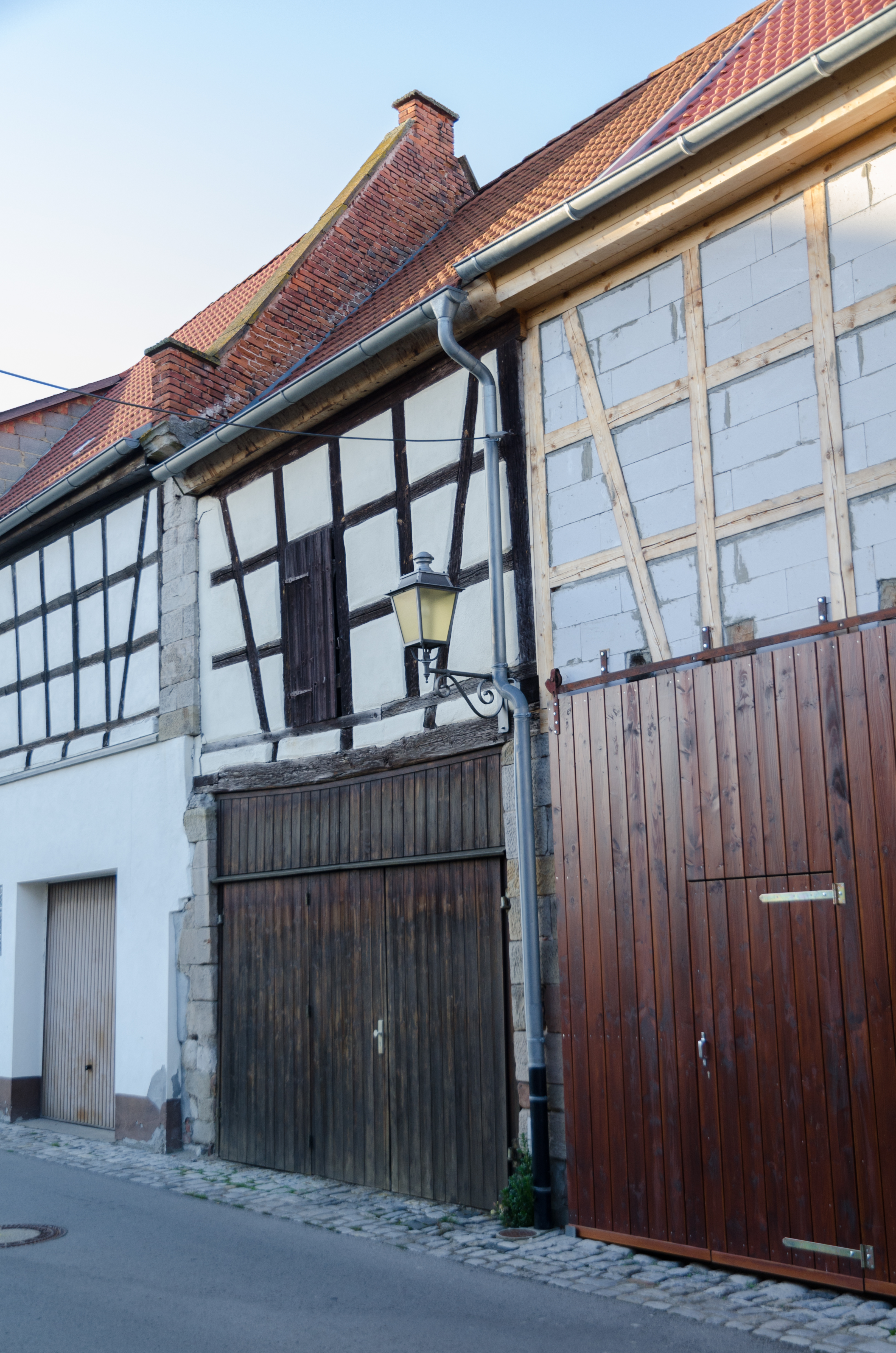
Elisabethastraße 19 Scheune
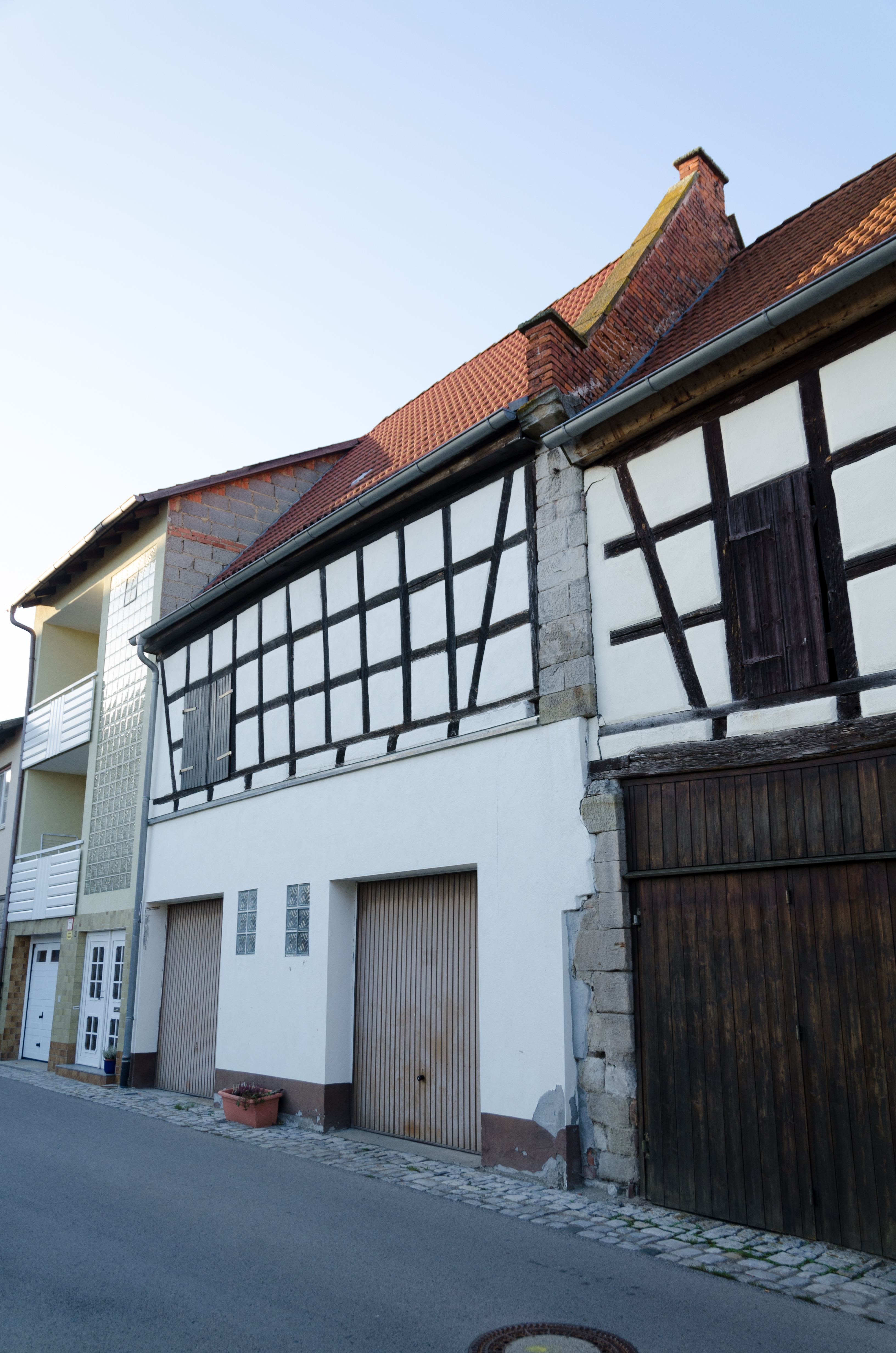
Elisabethastraße 21 Scheune
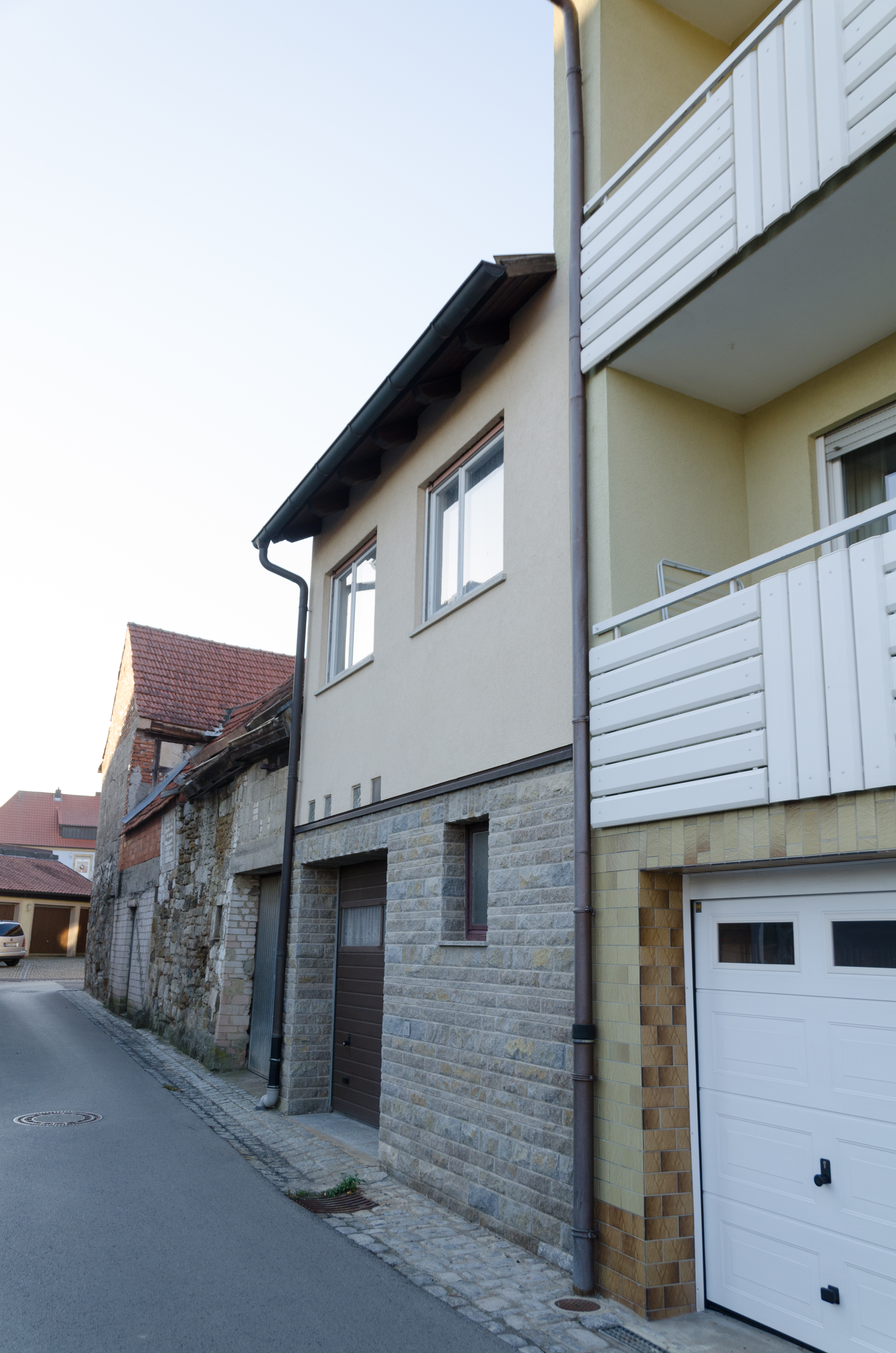
Elisabethastraße 25 Scheune
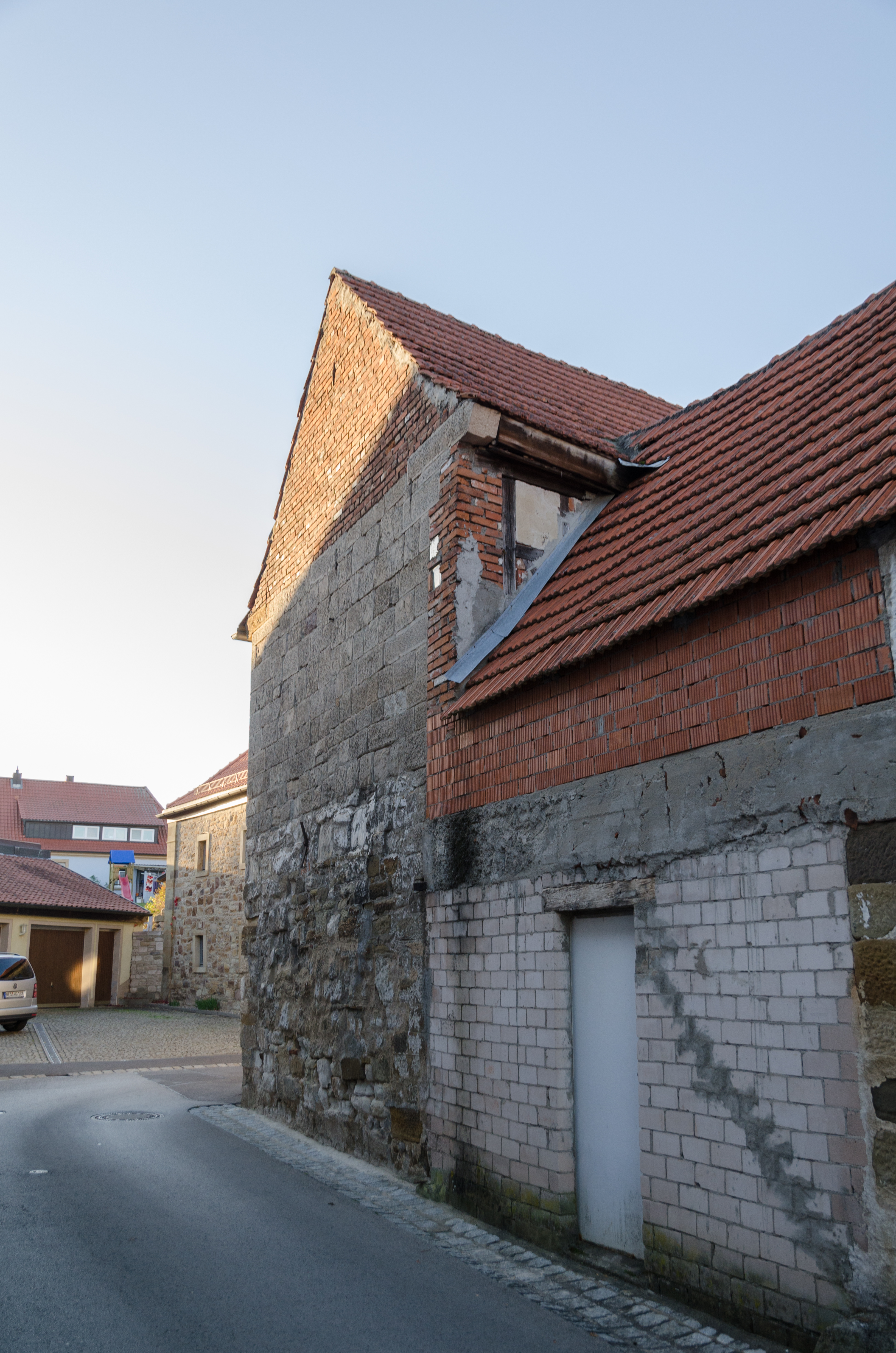
Elisabethastraße 27 Scheune

### Kellereistraße und Wallstraße
Am Nordwestrand der Stadt gelegen (Lage).
Einheitliche geschlossene Reihe großer Ackerbürgerhöfe, zweigeschossige traufständige Wohnbauten, meist mit Satteldach (Nr. 19 Walmdach, Nr. 21 Halbwalmdach, Nr. 31 mit Mansarddach) und Frontseite aus Sandsteinquadern (zum Teil verputzt), mit Lisenen, Gesimsbändern und einigen korbbogigen Toreinfahrten, zur Wallstraße zweigeschossige Rückgebäude, Satteldachbauten teils in Bruchstein, teils in Fachwerk, nach Brand 1825 neu errichtet. Umfassung: Wallstraße 2, Kellereistraße 3, 5, 7, 9, 11, 13, 15, 17, 19, 21, 23, 25, 27, 31. Aktennummer: D-6-73-141-18.

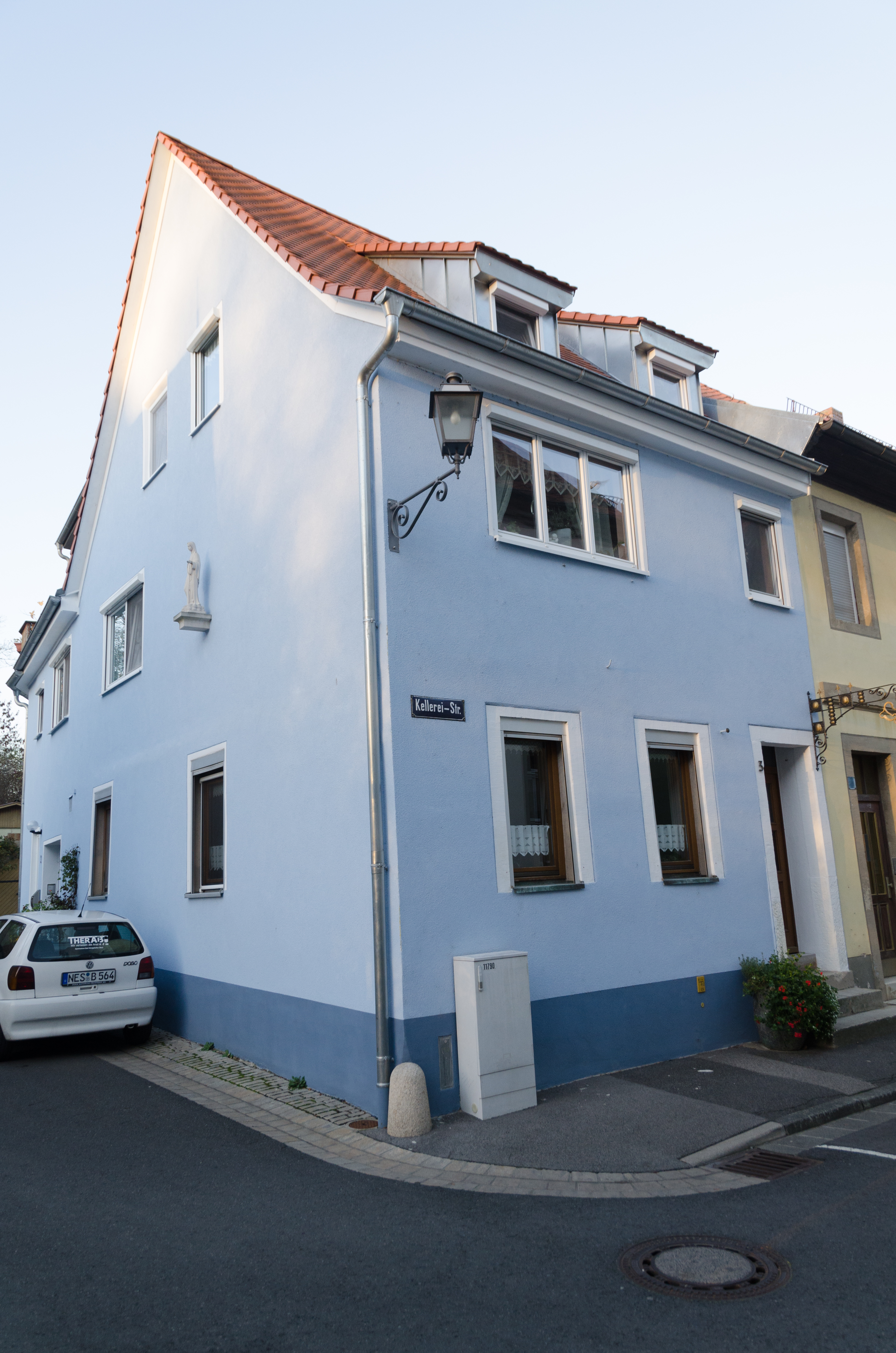
Kellereistraße 3
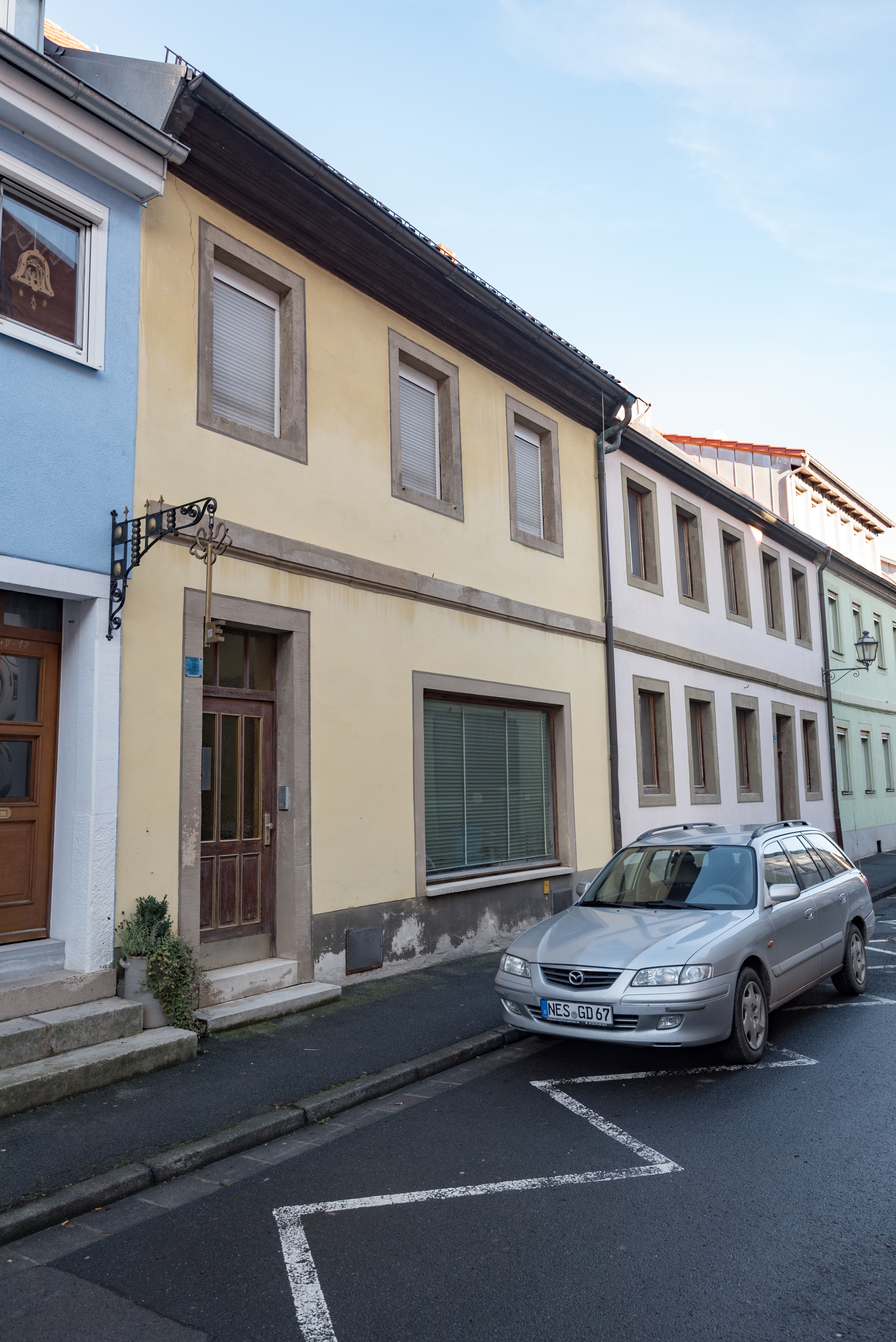
Kellereistraße 5
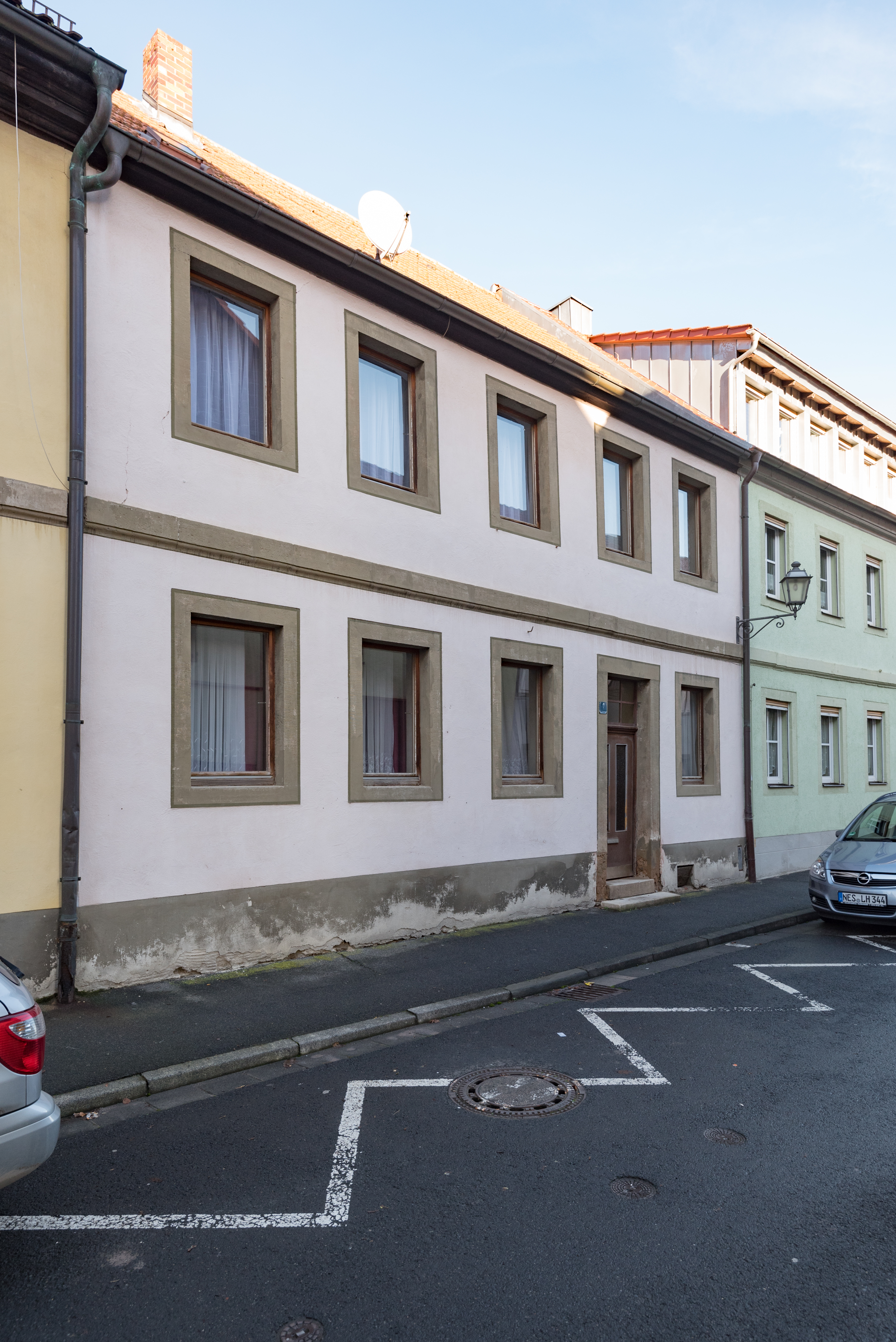
Kellereistraße 7
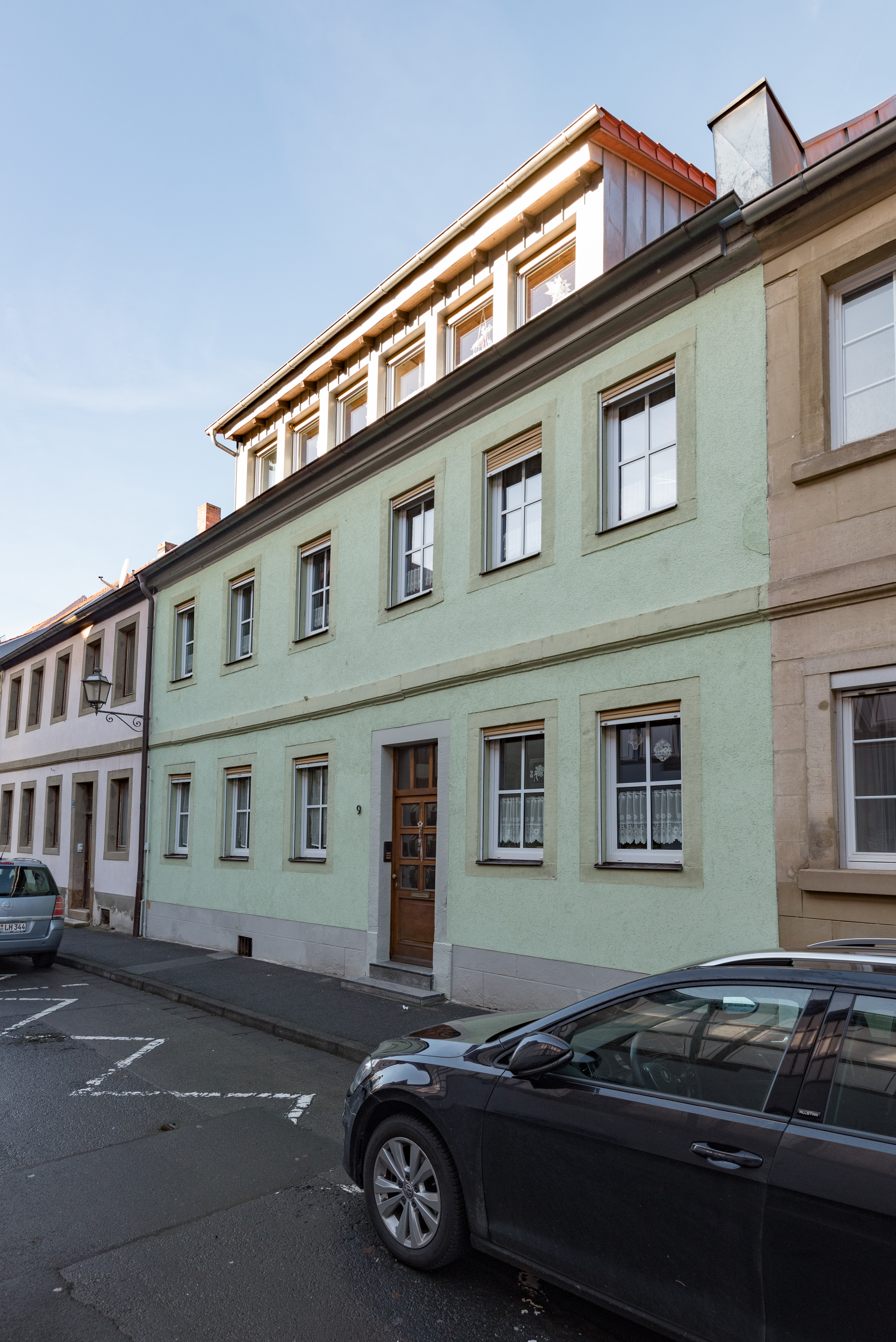
Kellereistraße 9
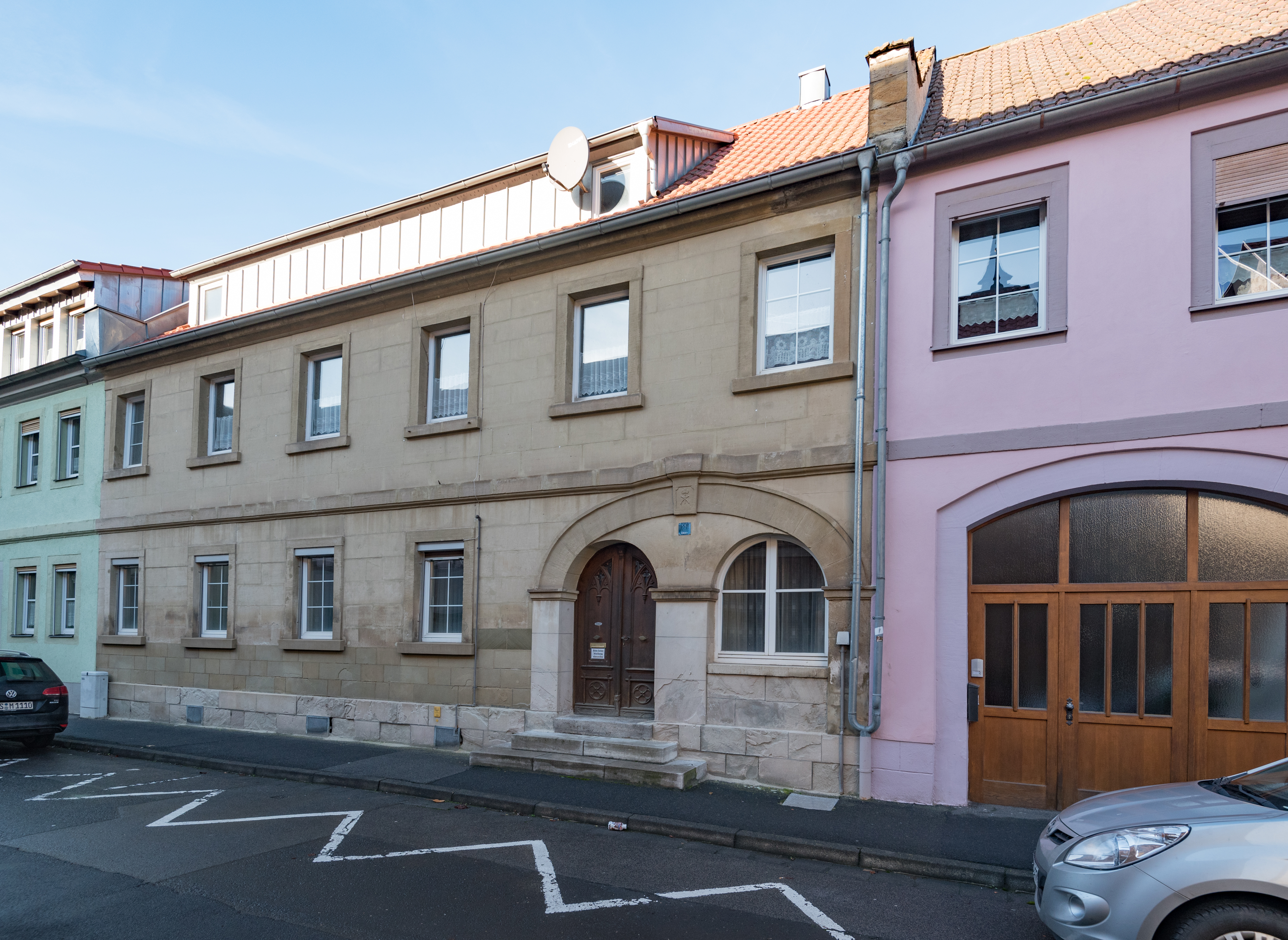
Kellereistraße 11
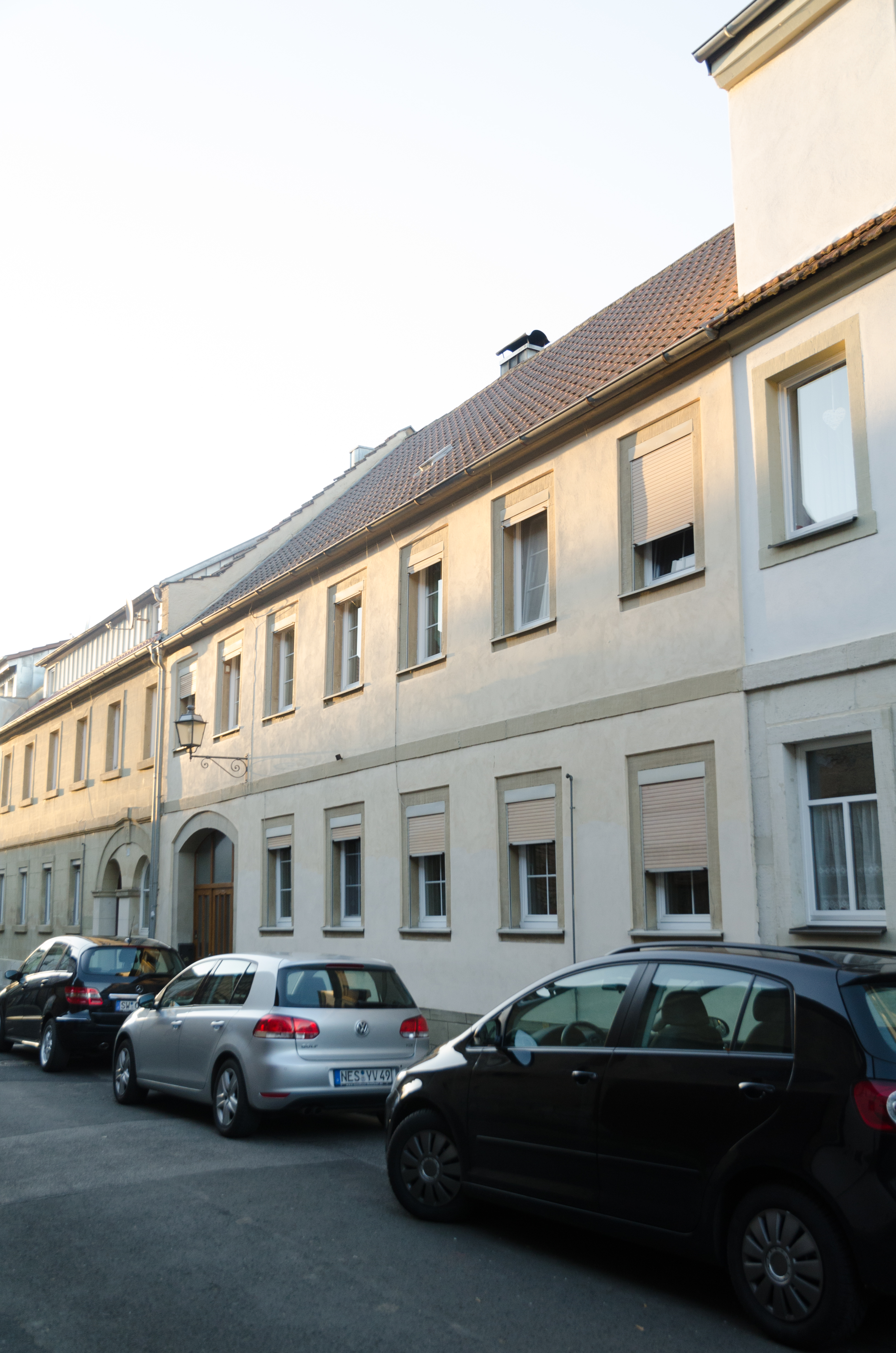
Kellereistraße 13
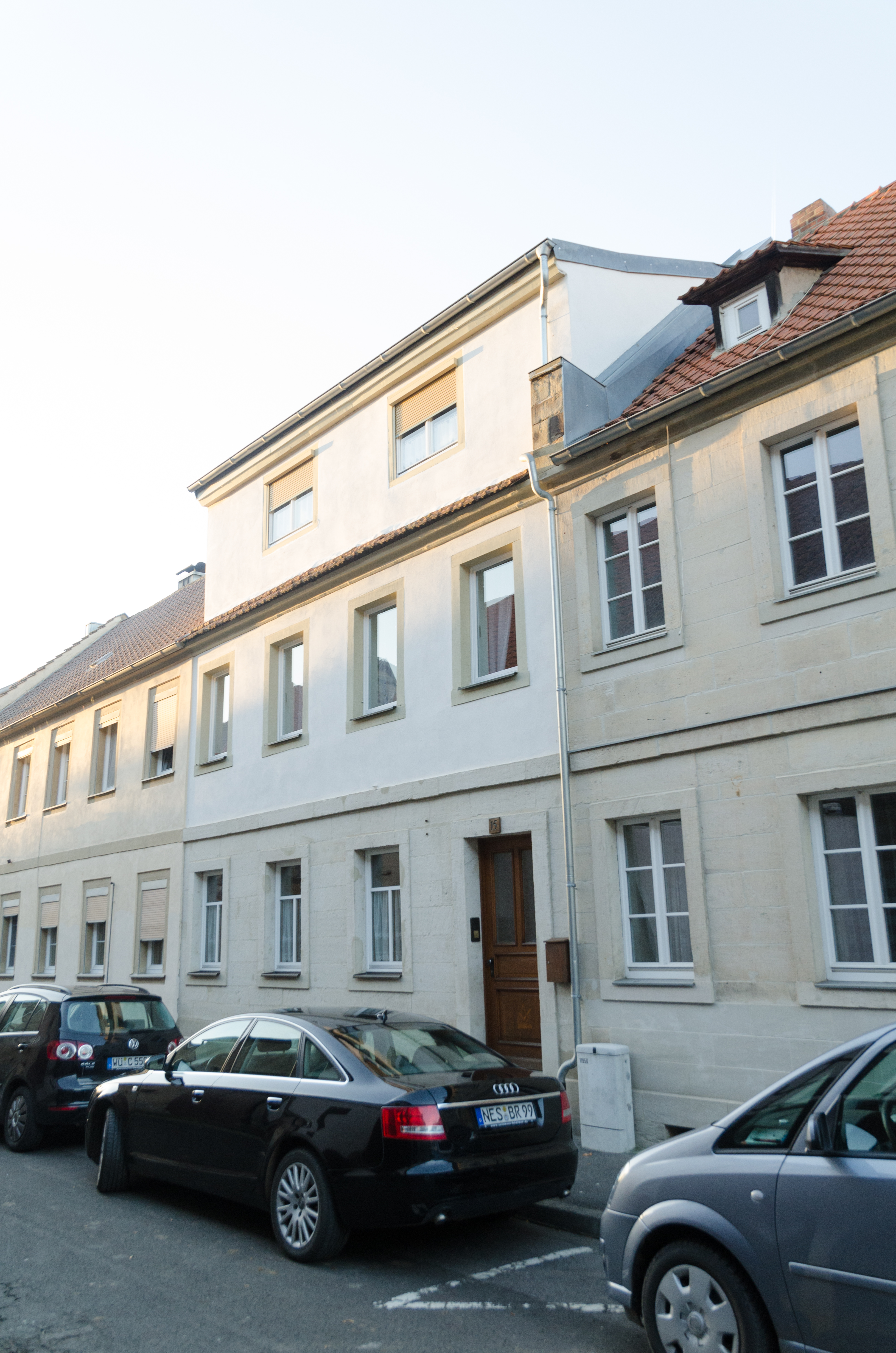
Kellereistraße 15
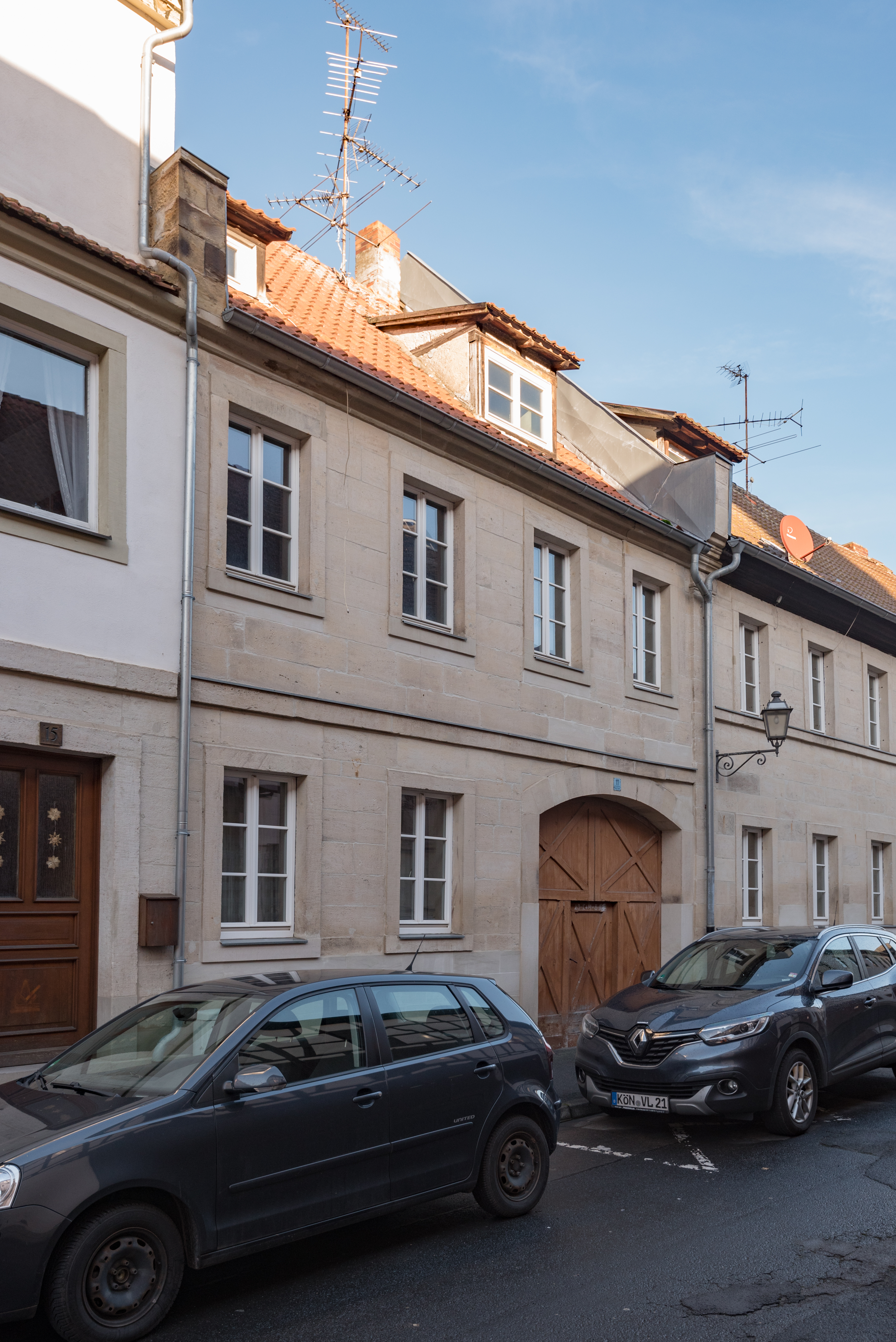
Kellereistraße 17
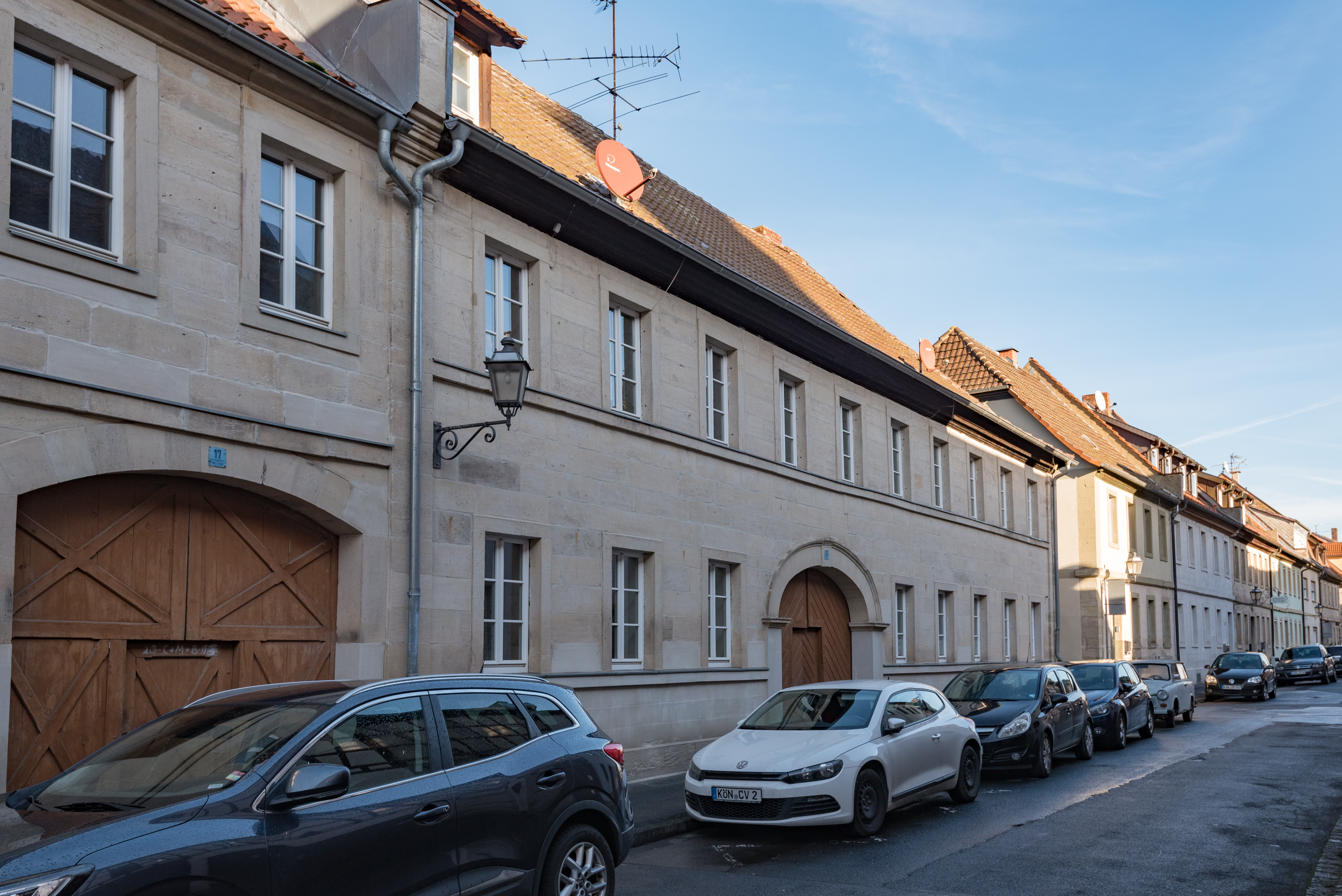
Kellereistraße 19
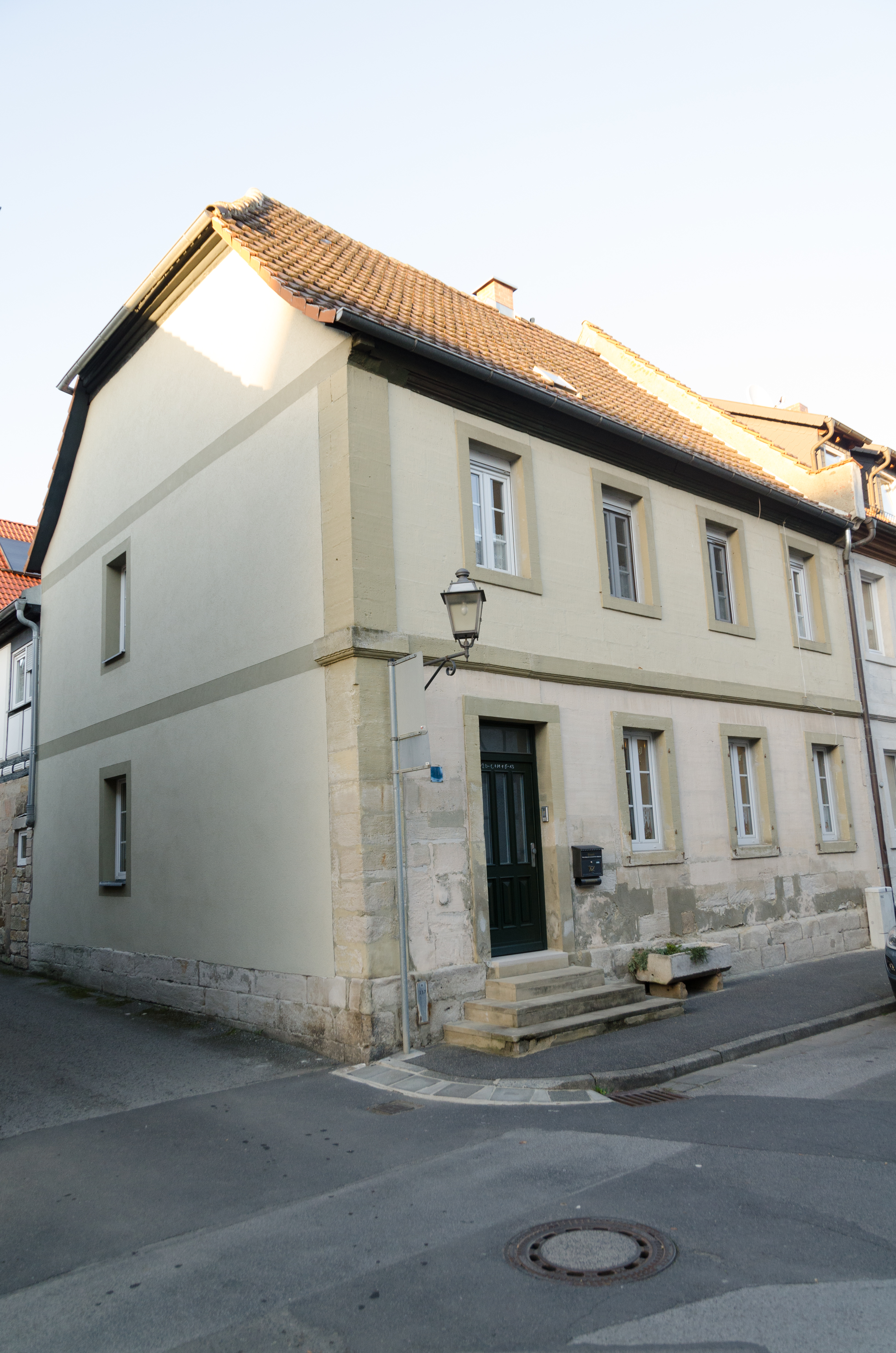
Kellereistraße 21
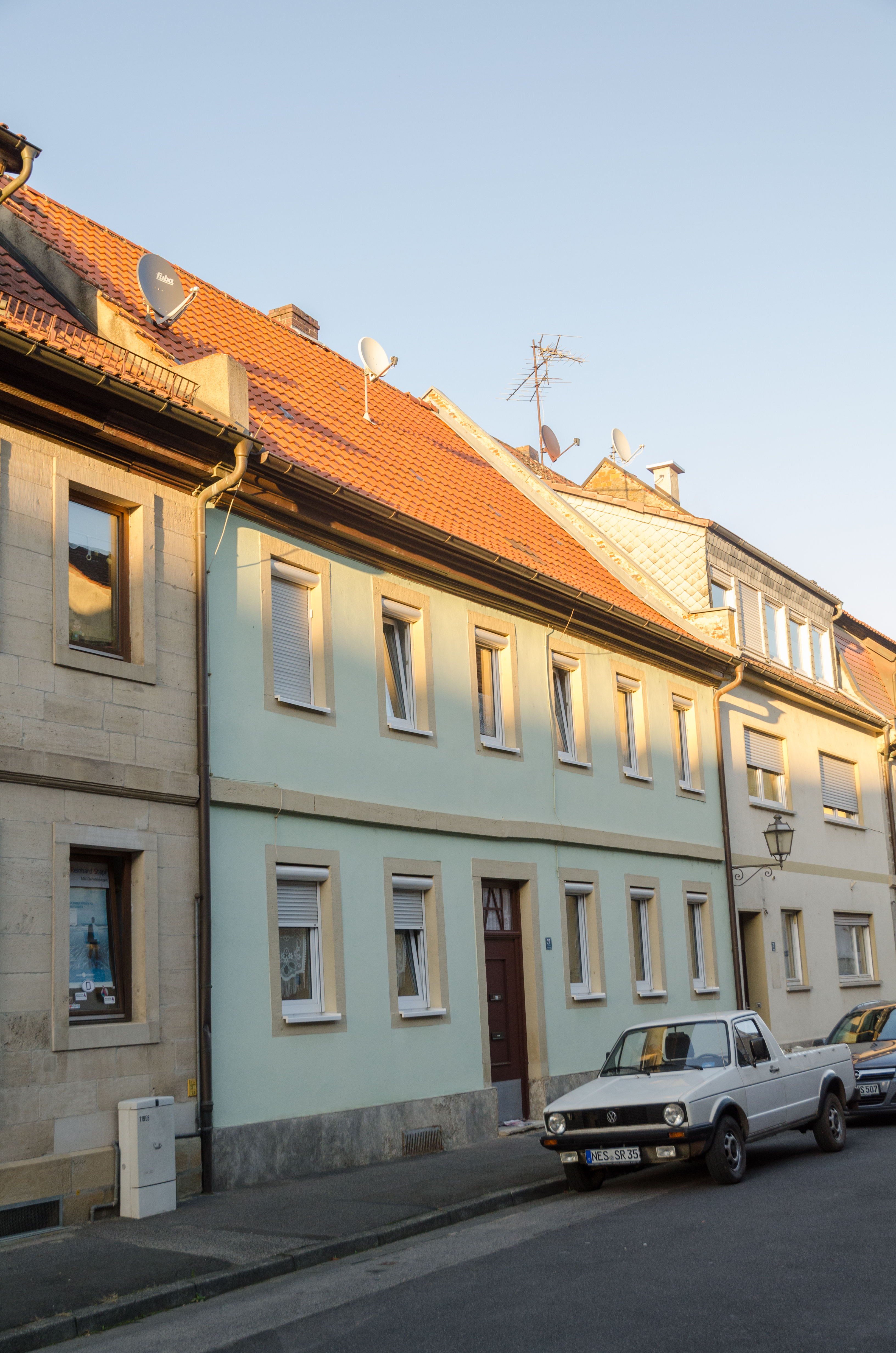
Kellereistraße 27
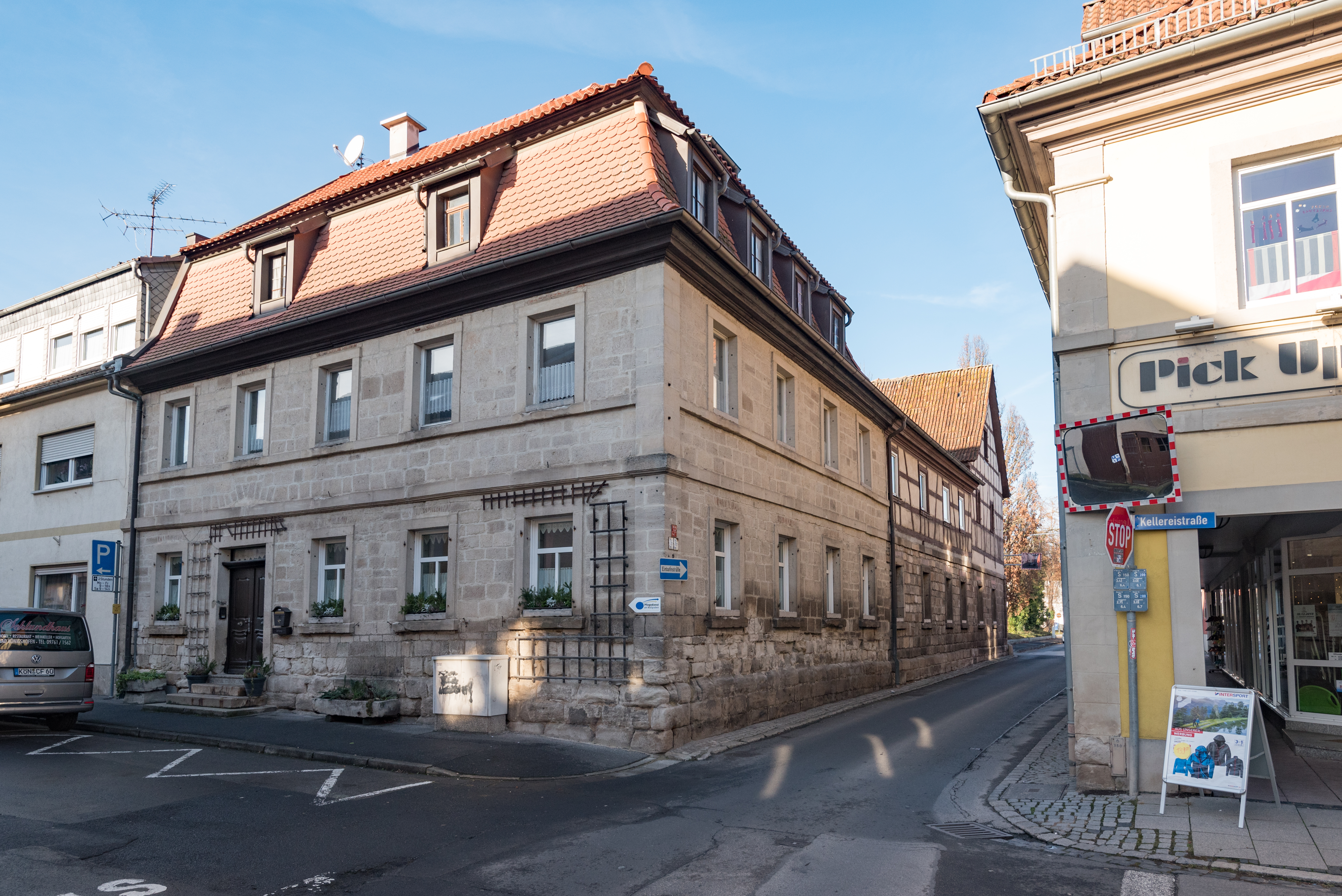
Kellereistraße 31

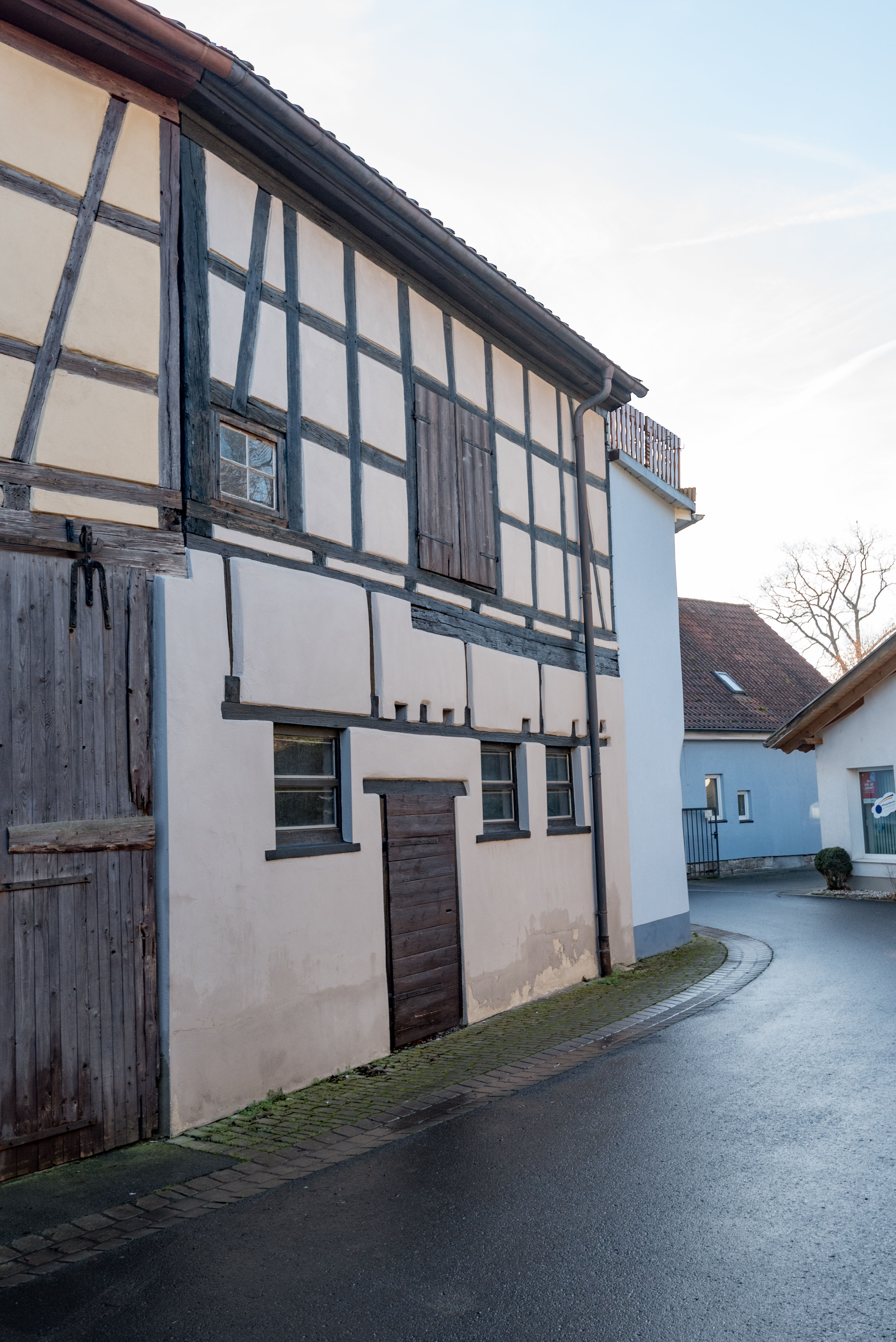
Kellereistraße 5, Scheune
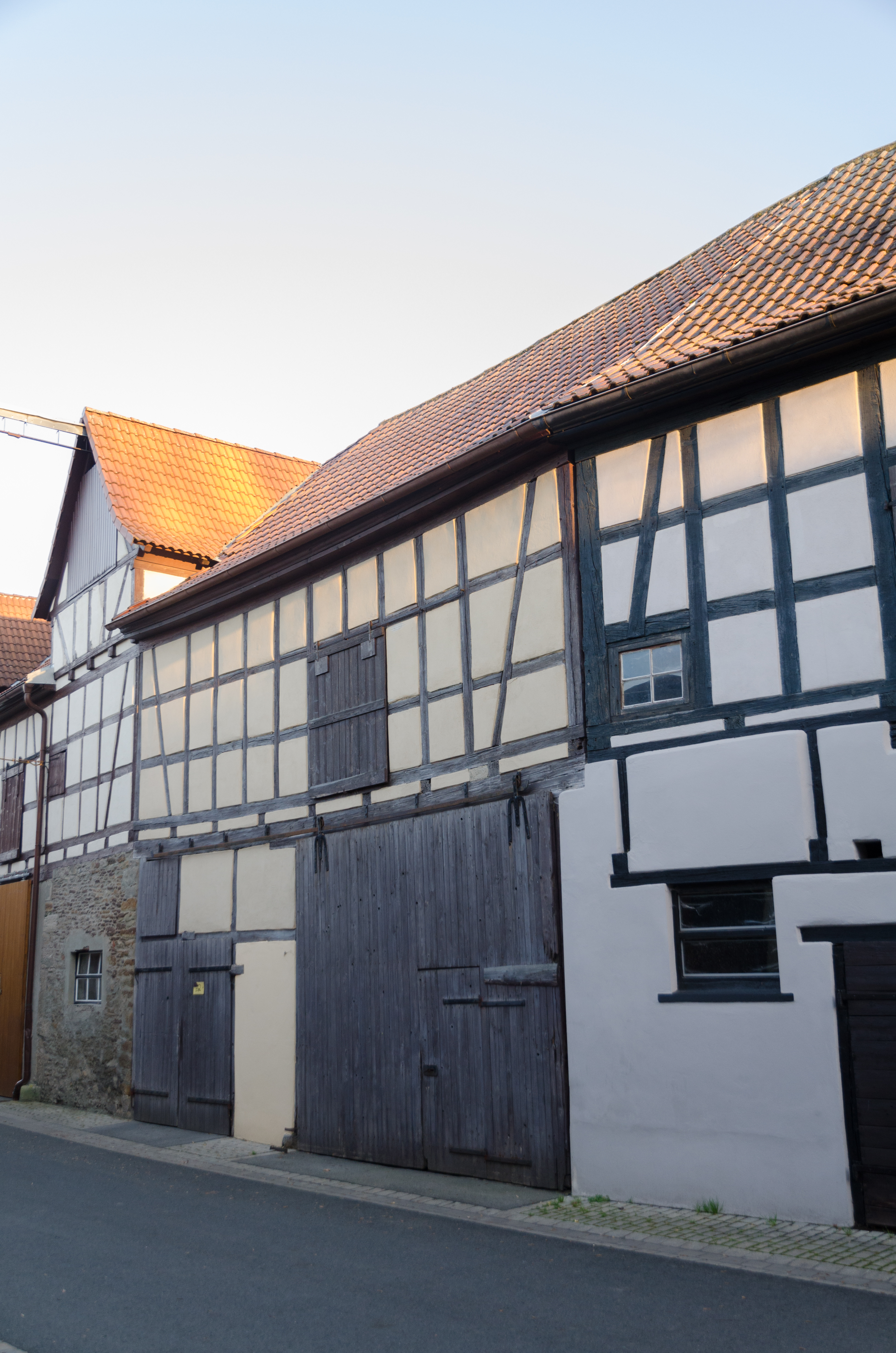
Kellereistraße 7, Scheune
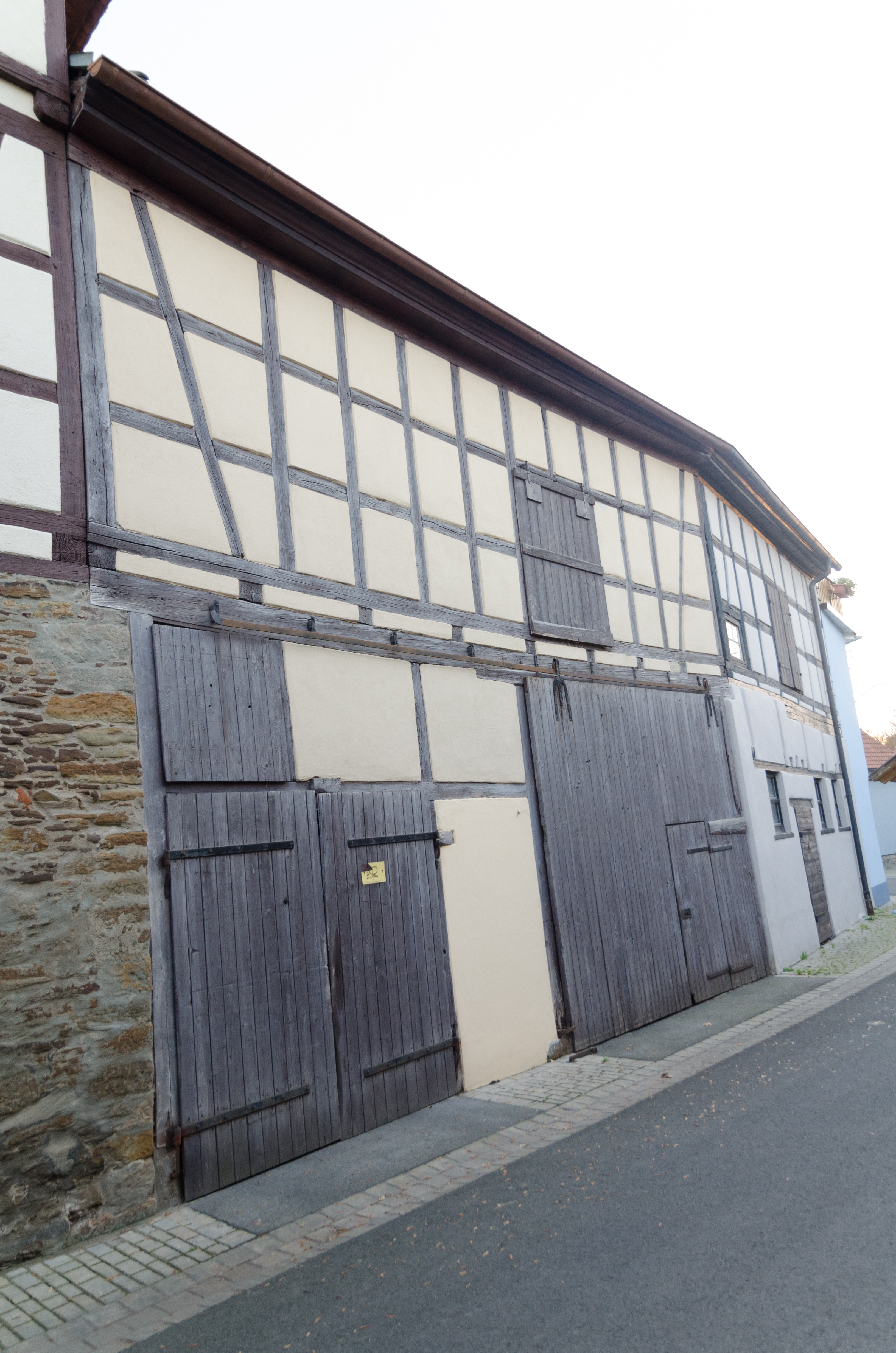
Kellereistraße 9, Scheune
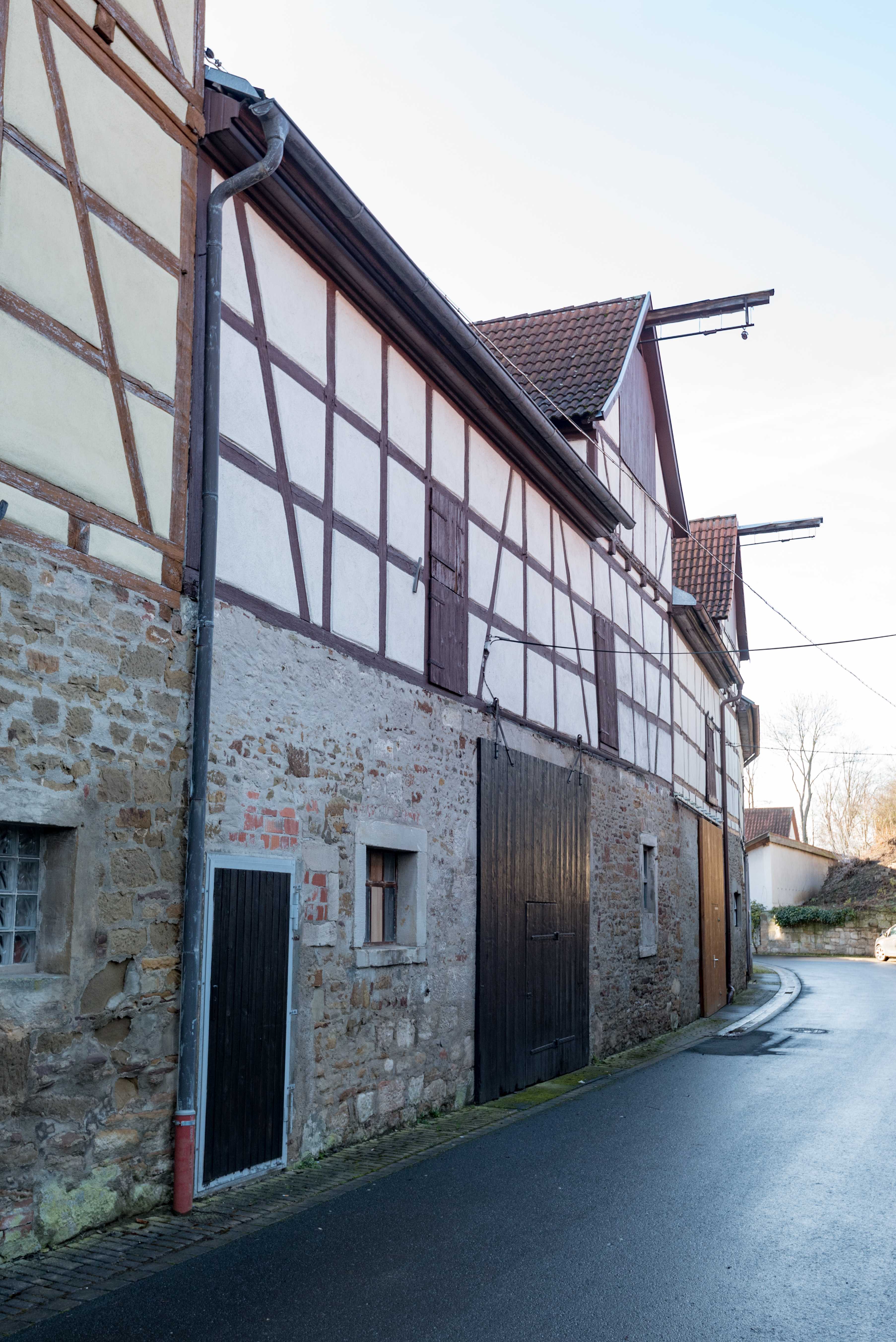
Kellereistraße 11, Scheune
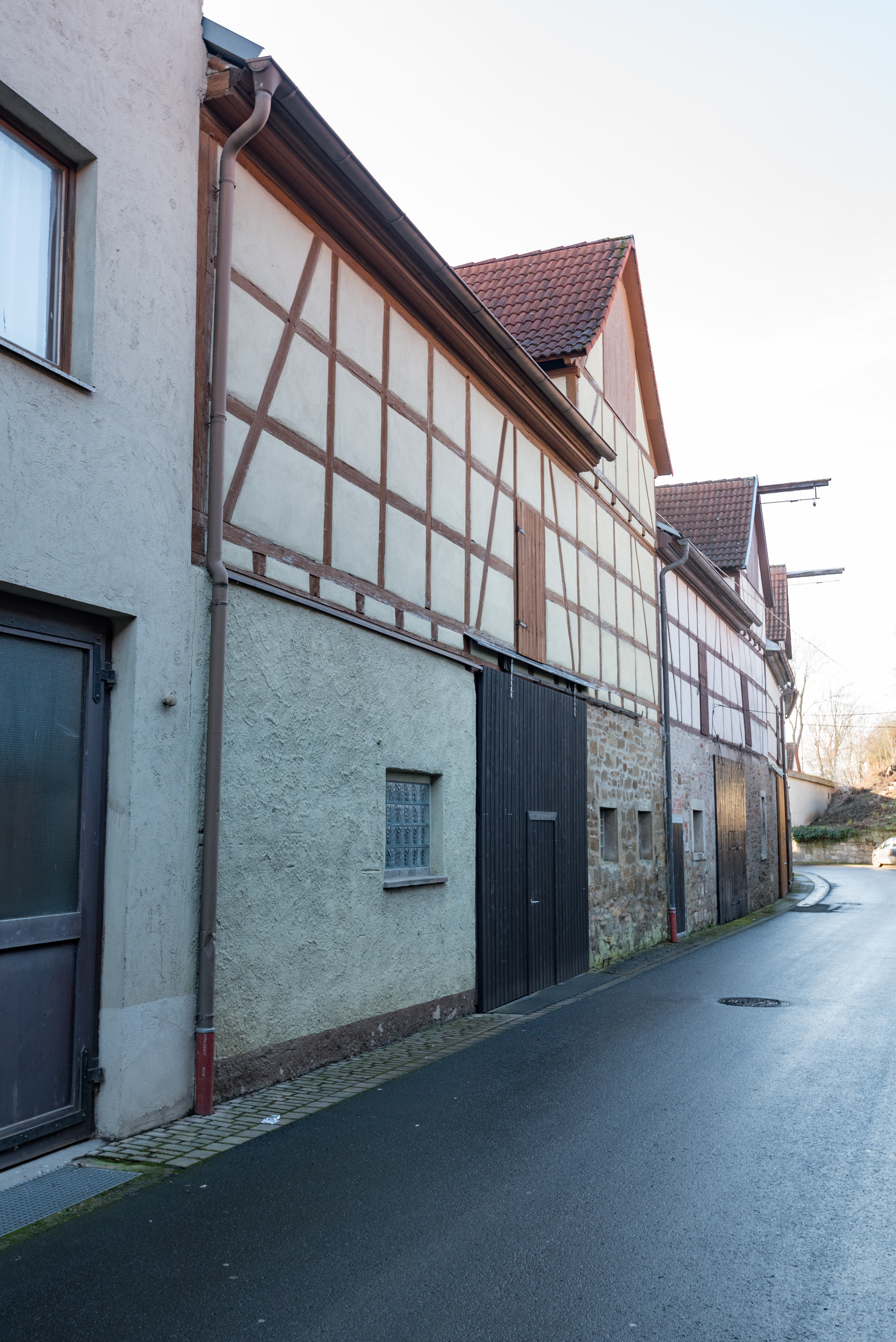
Kellereistraße 13, Scheune
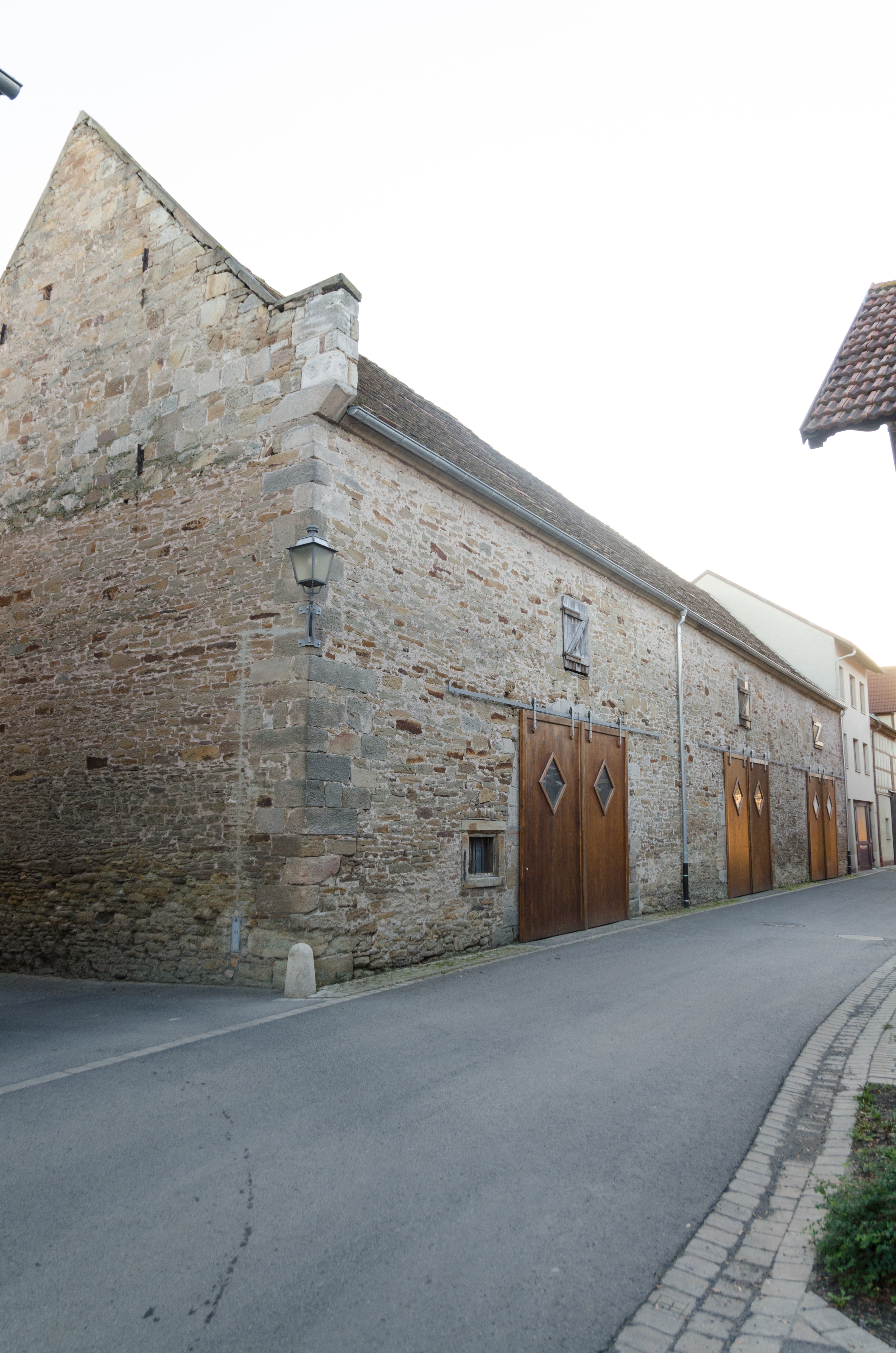
Kellereistraße 19, Scheune
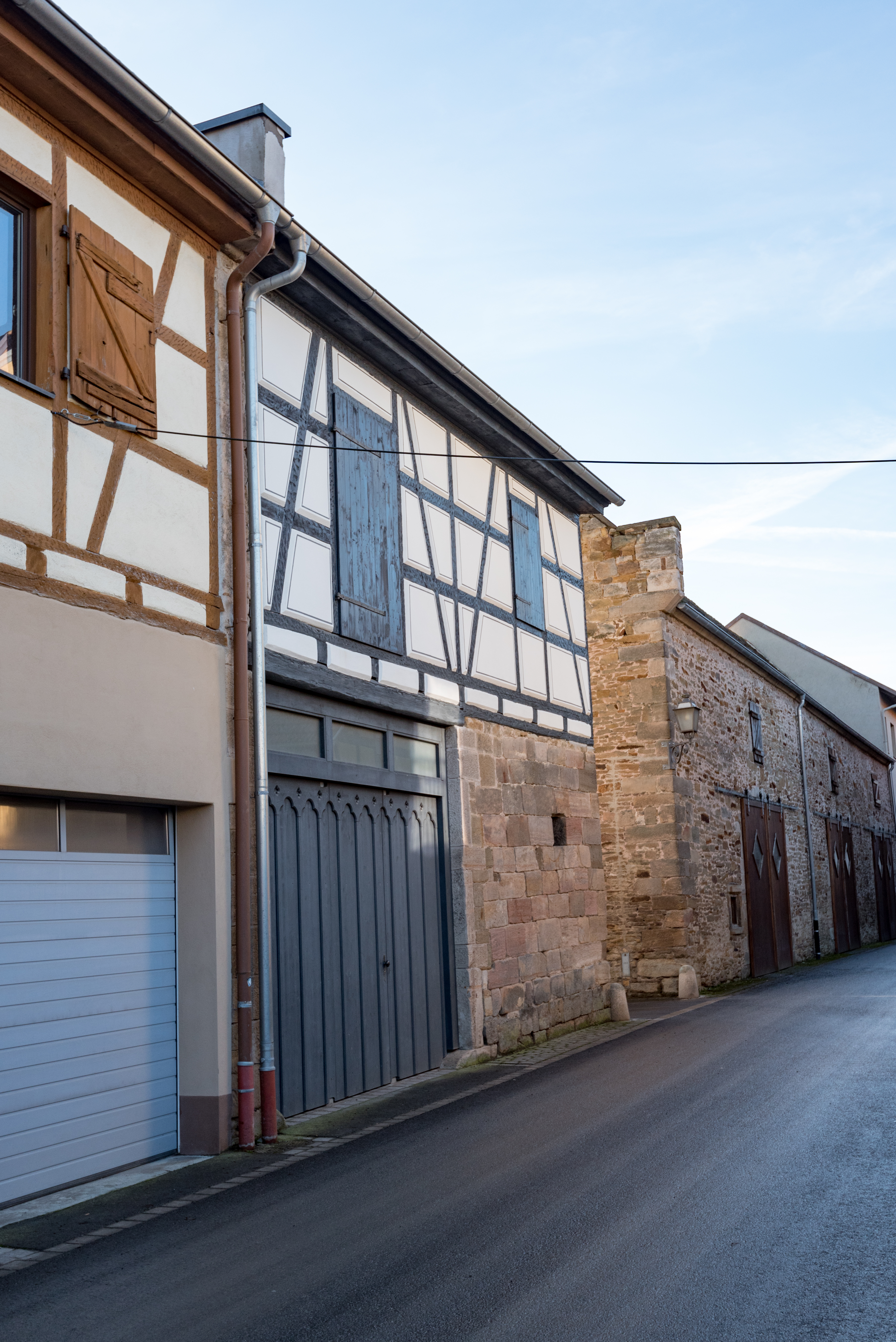
Kellereistraße 21, Scheune
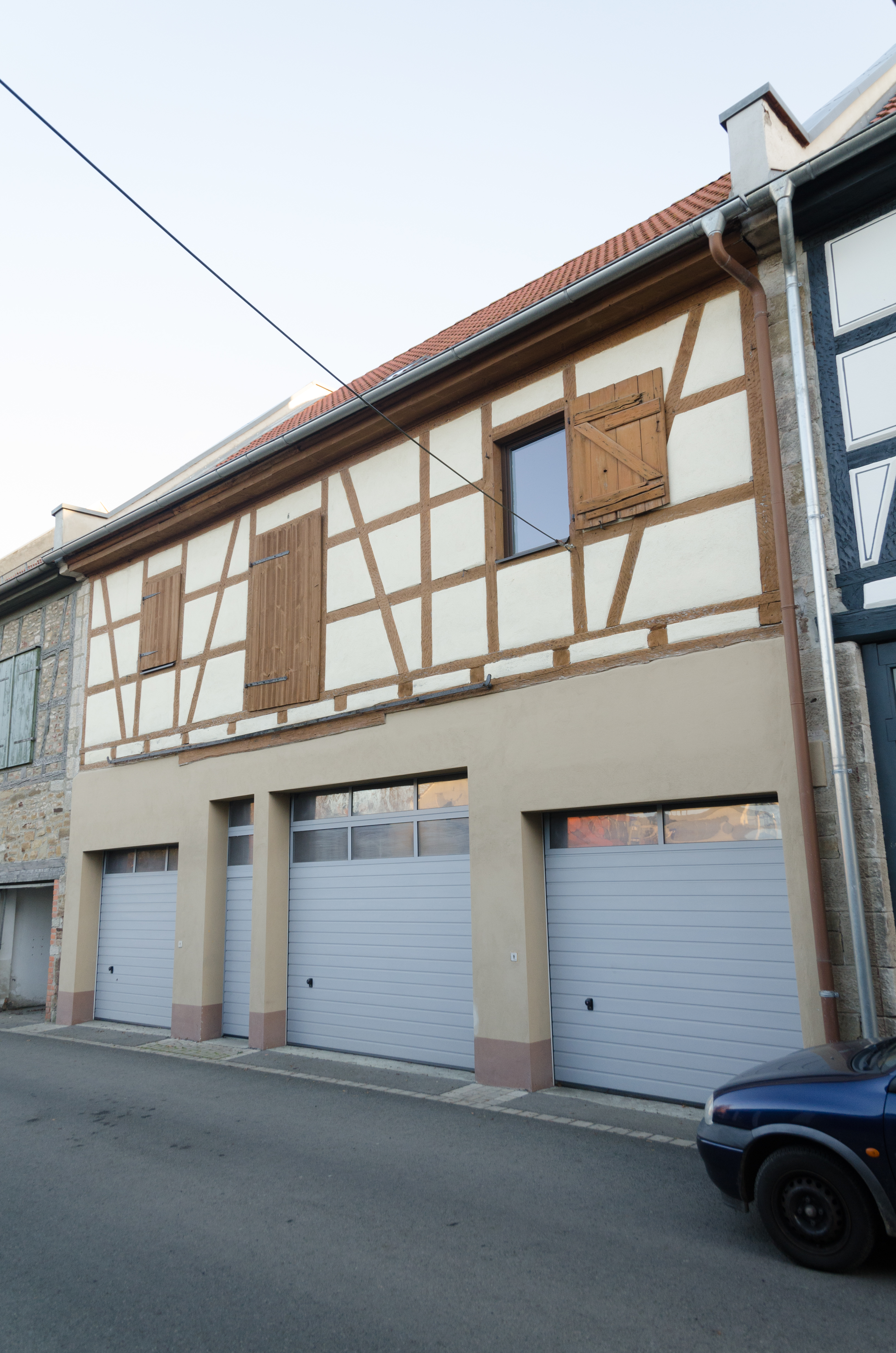
Kellereistraße 23, Scheune
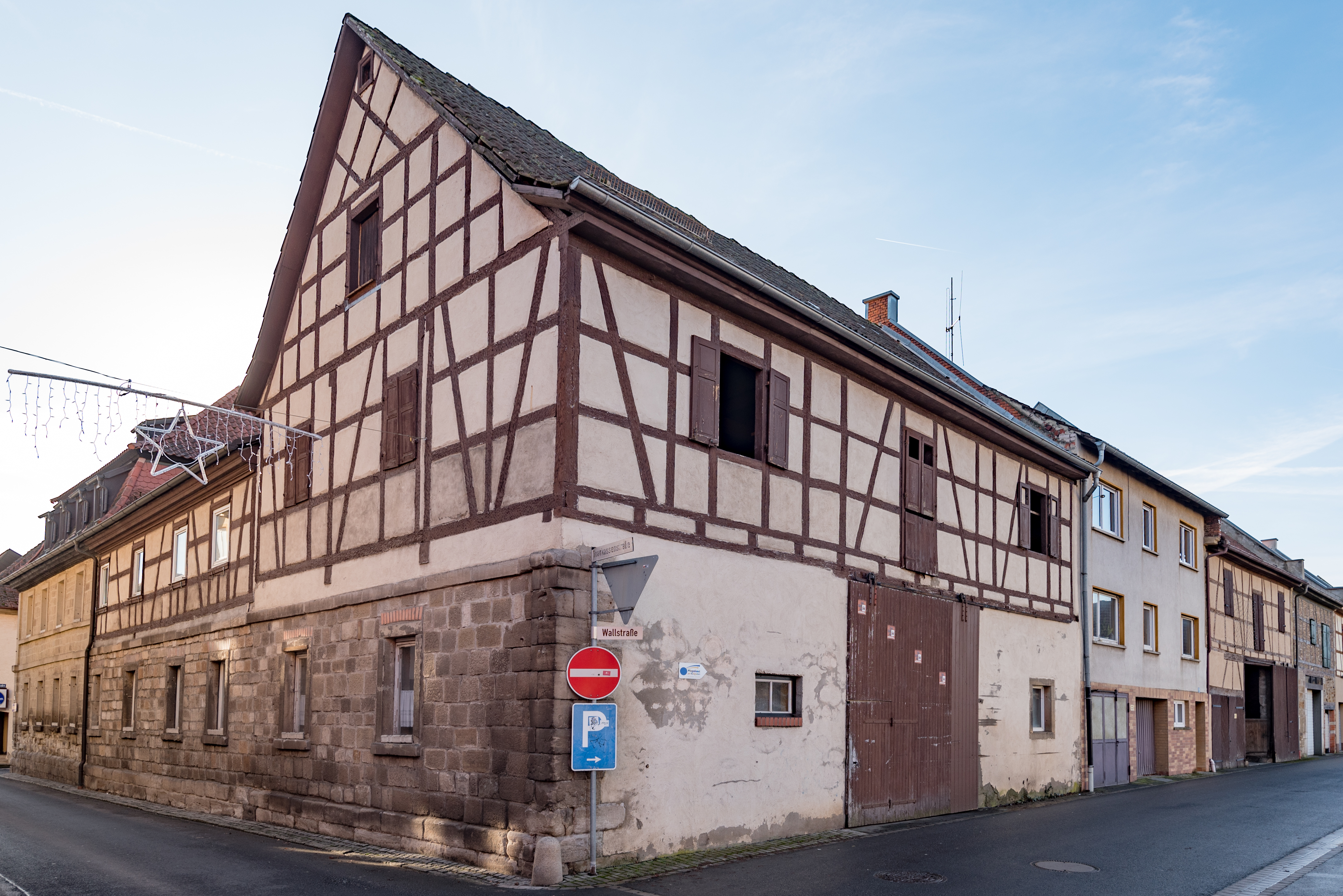
Kellereistraße 31, Scheune

### Schottstraße und Zeughausstraße
Am Südostrand der Altstadt gelegen (Lage). Einheitliche, geschlossene Reihe von Ackerbürgerhöfen mit Rückgebäuden zur Zeughausstraße, zweigeschossige traufständige Wohnhäuser in Werkstein mit Satteldach, zweigeschossige Rückgebäude z. T. in Werkstein, Eckhof Nr. 18 Walmdachbauten mit Hofmauer in Werkstein, z. T. mit Ziegelobergeschoss, nach 1849. Umfassung: Schottstraße 4, 6, 8, 10, 12, 14, 16, 18, Zeughausstraße 11, 13. Aktennummer: D-6-73-141-70.

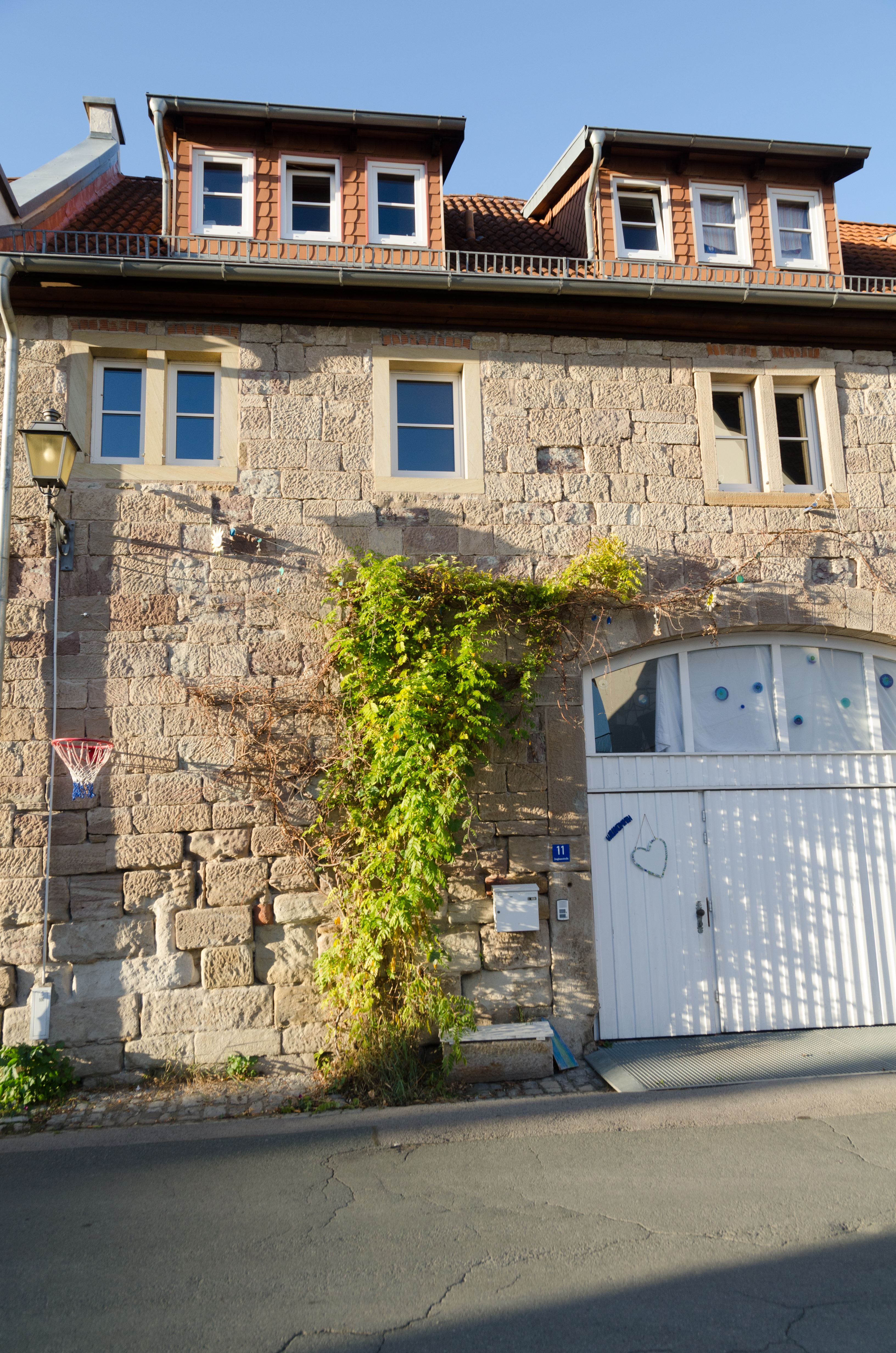
Zeughausstraße 11
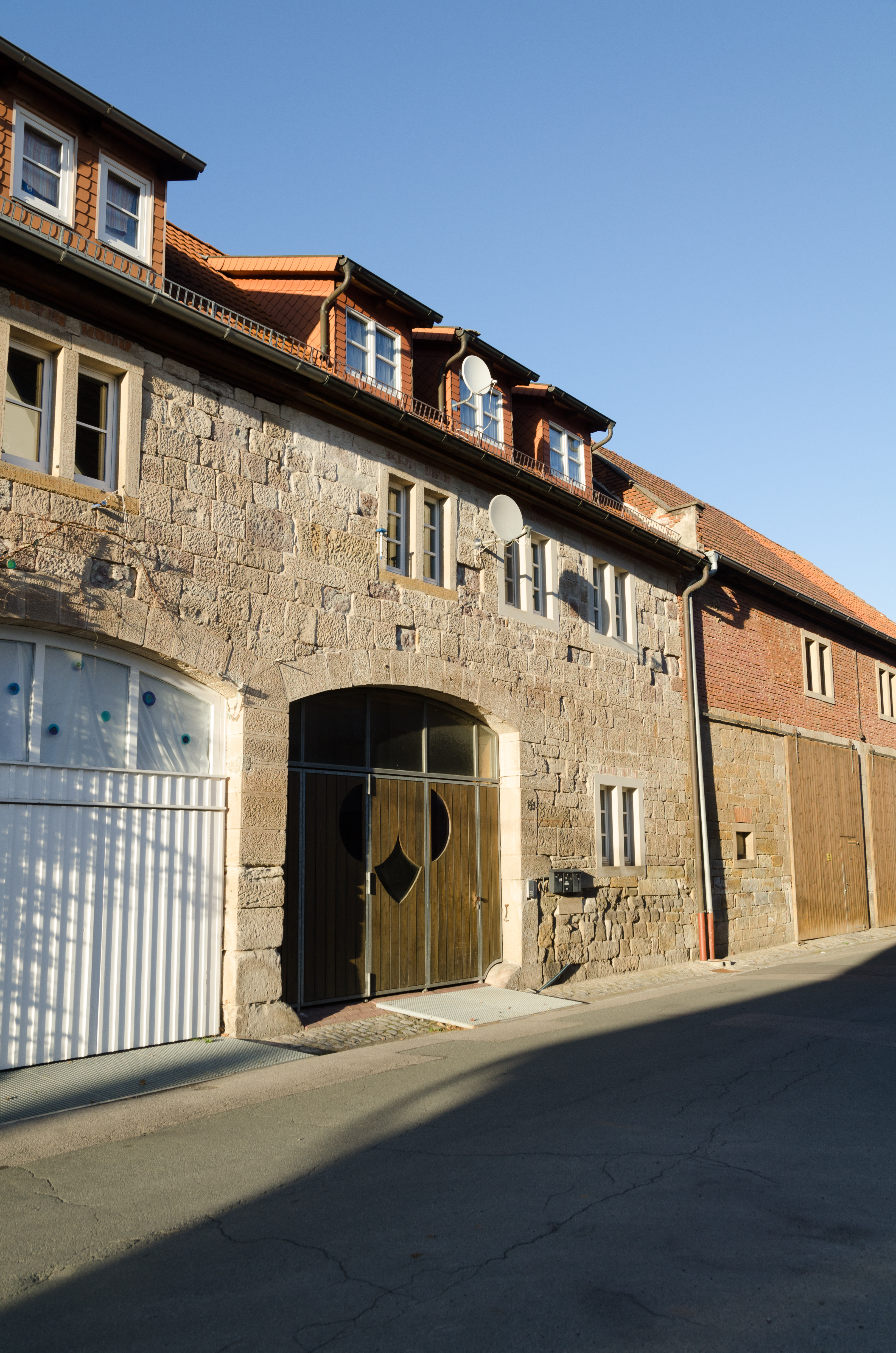
Zeughausstraße 13
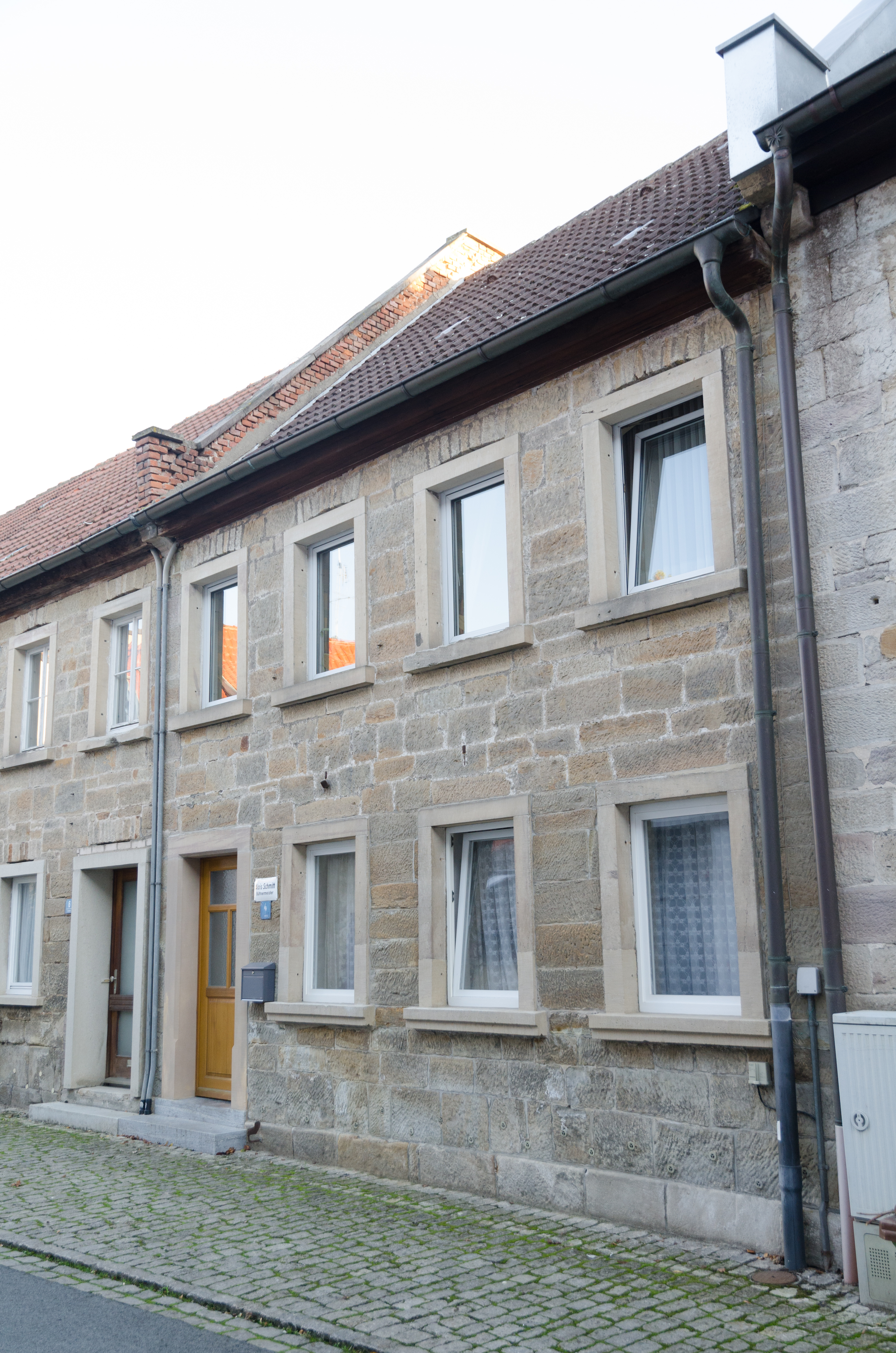
Schottstraße 4
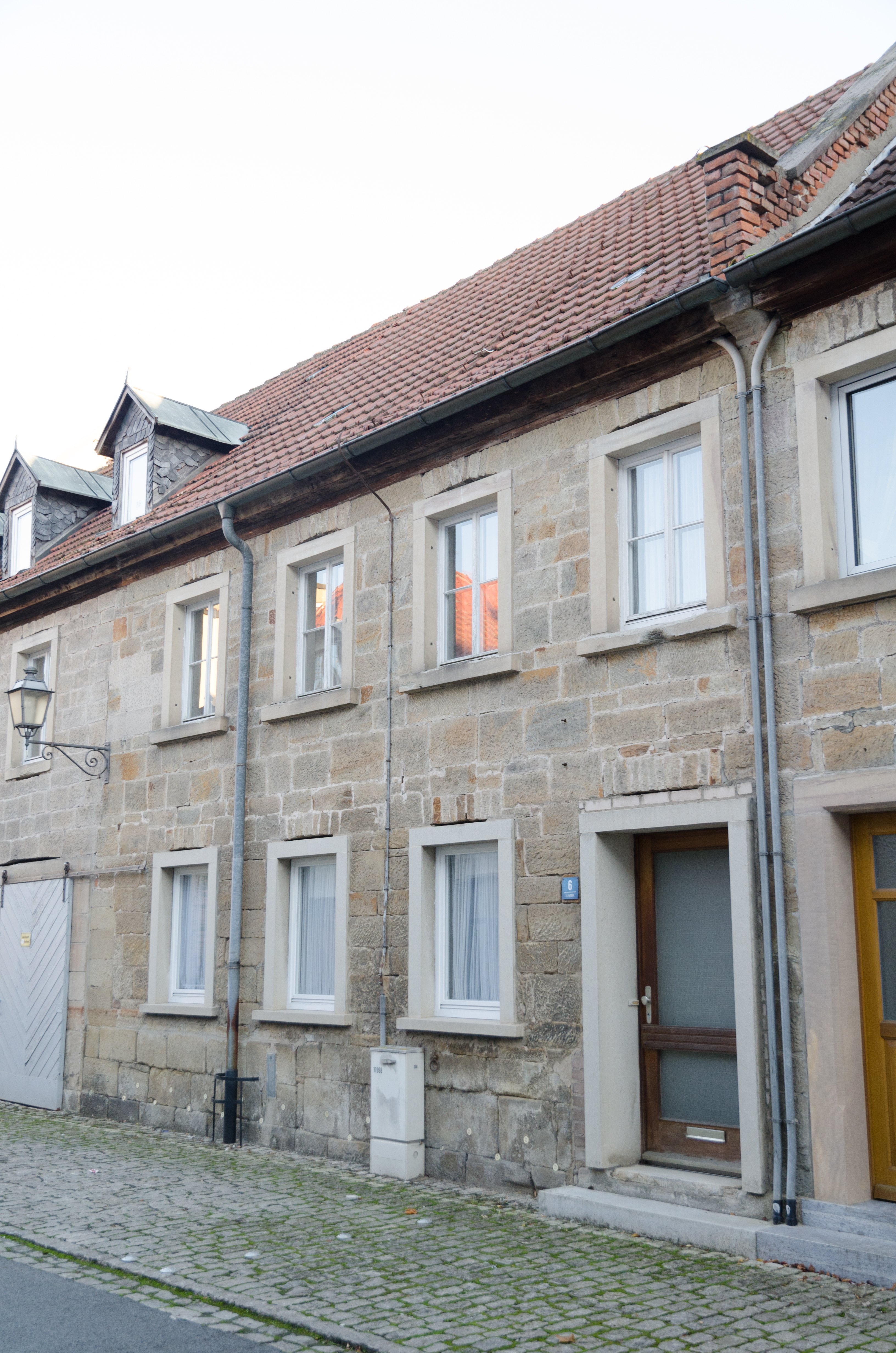
Schottstraße 6
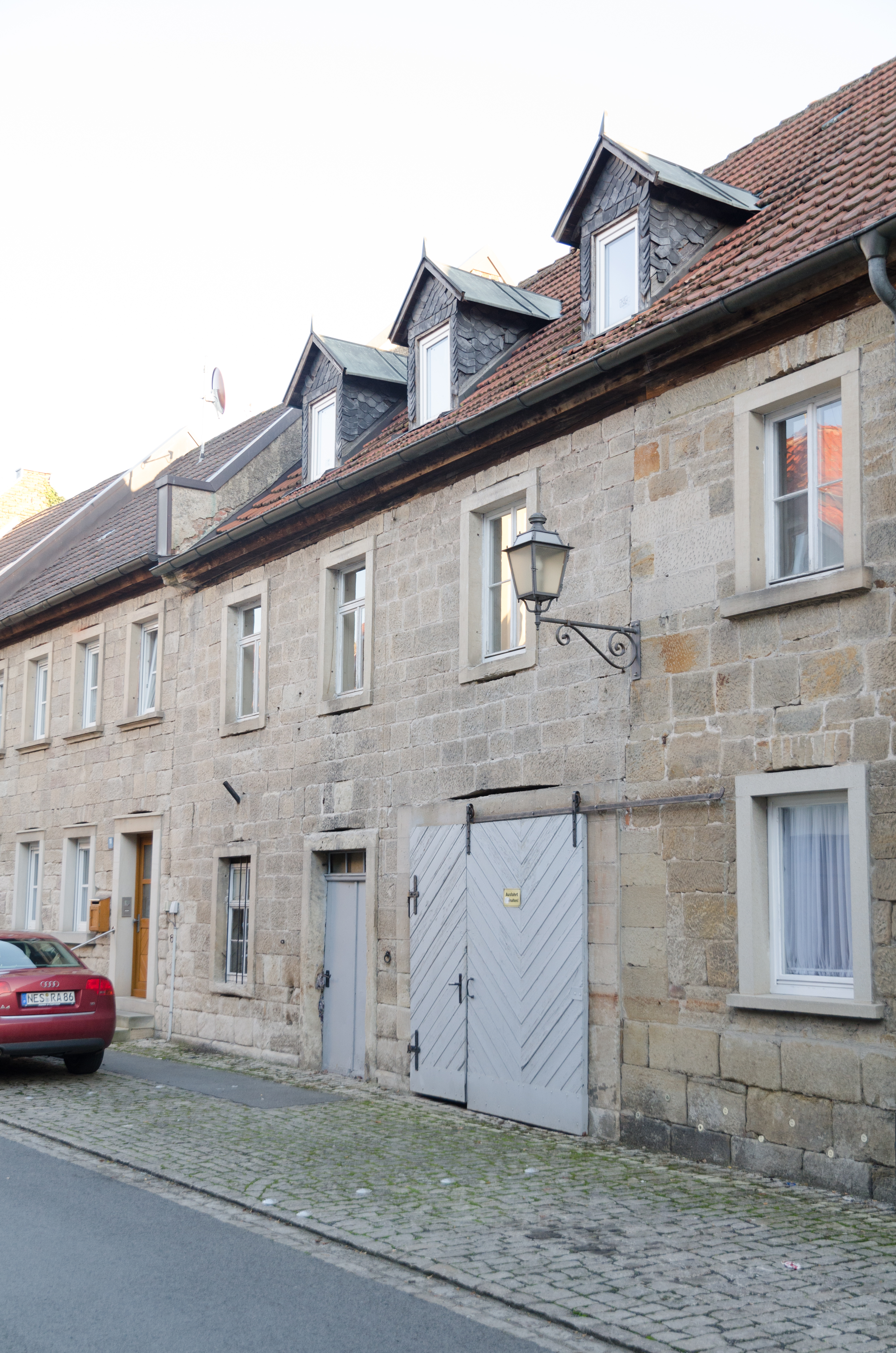
Schottstraße 8
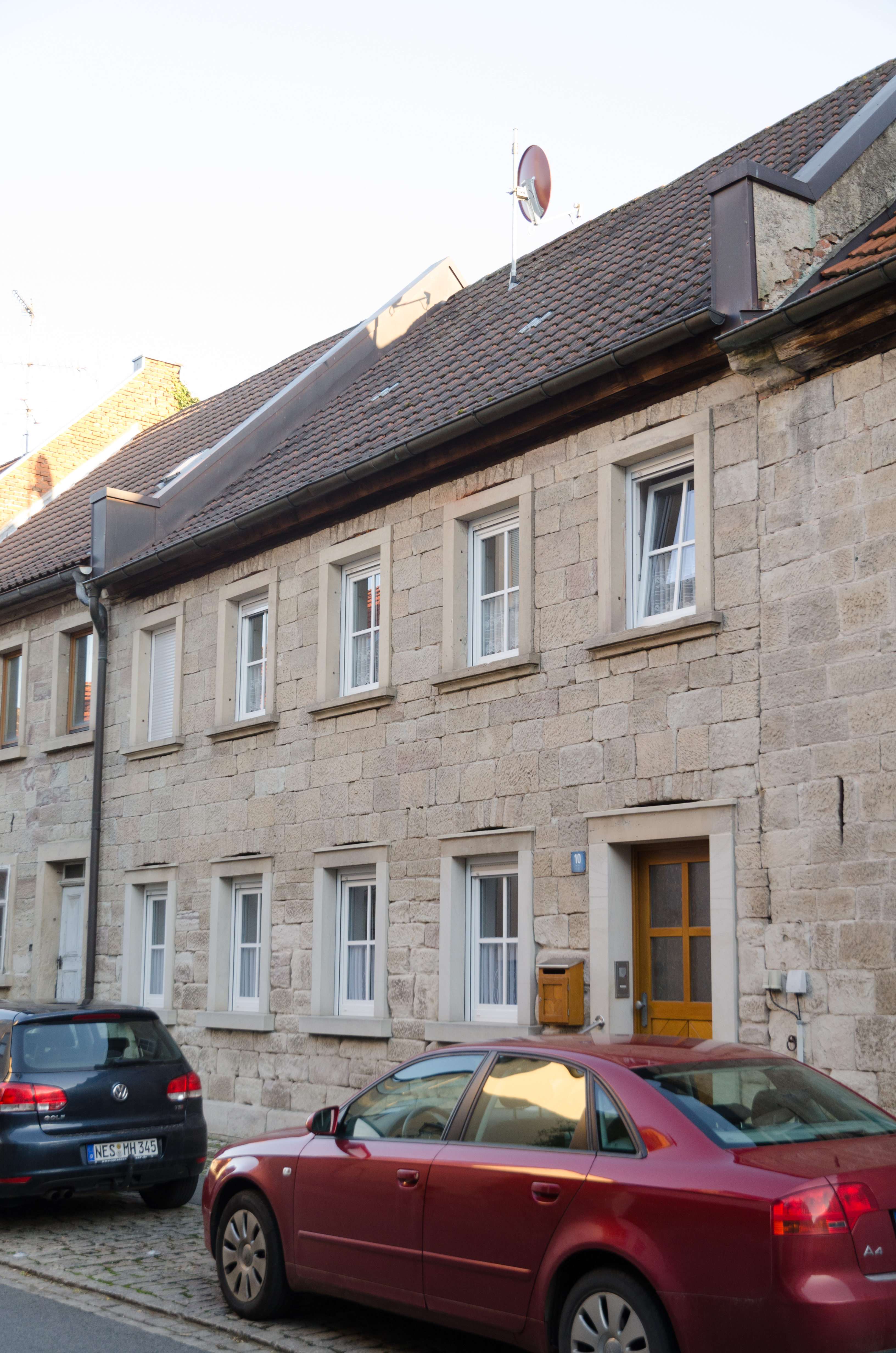
Schottstraße 10
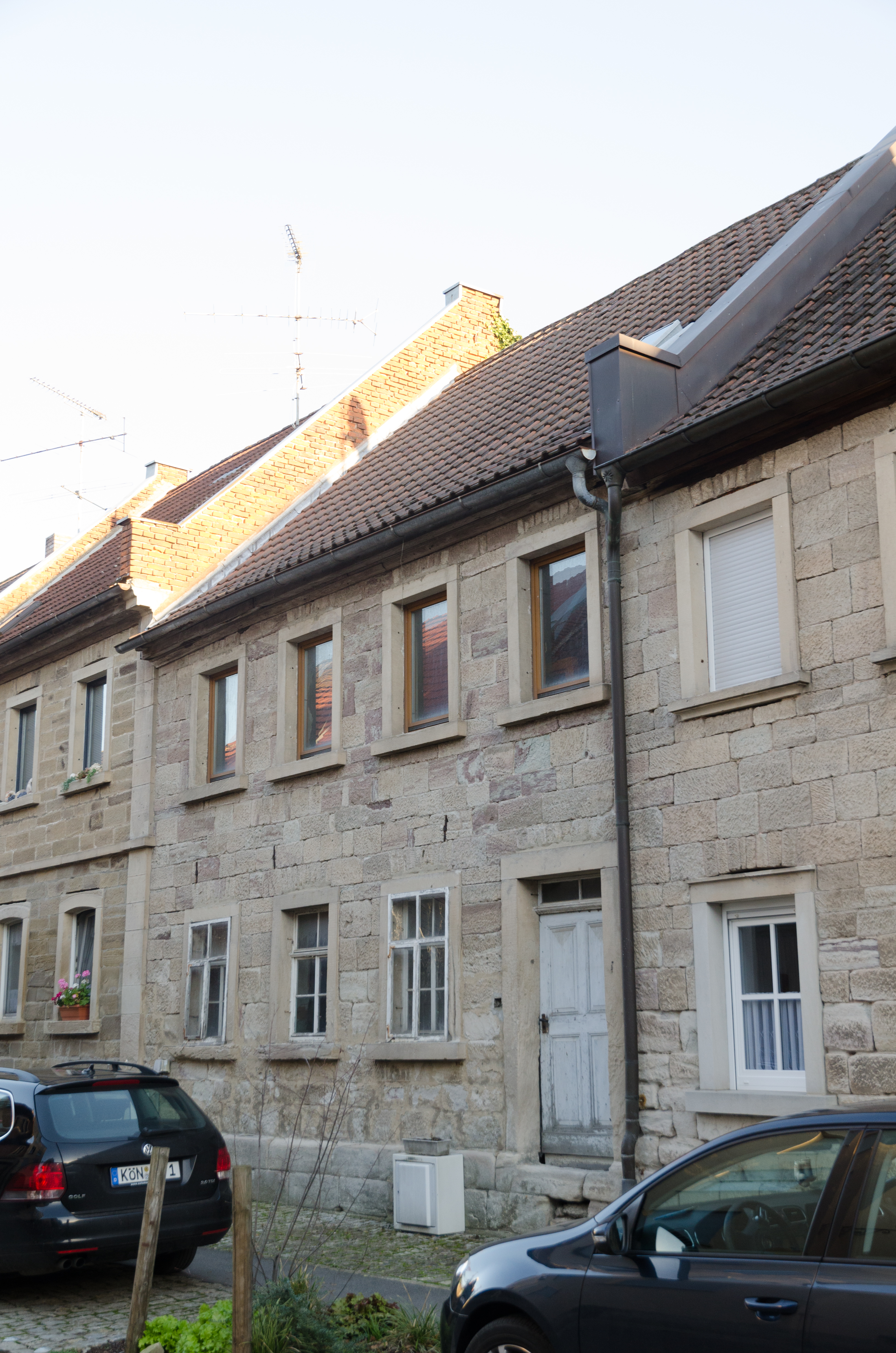
Schottstraße 12
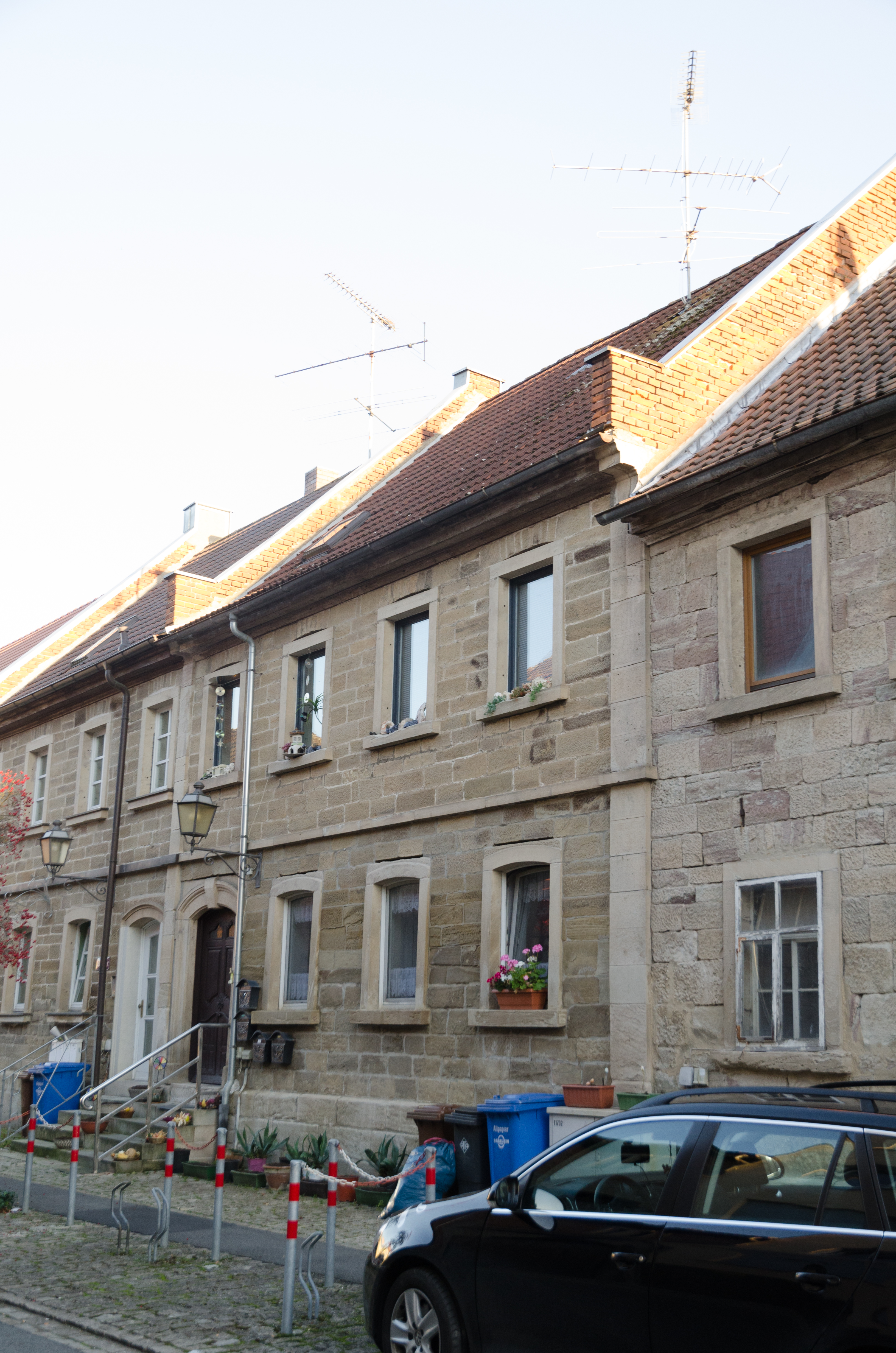
Schottstraße 14
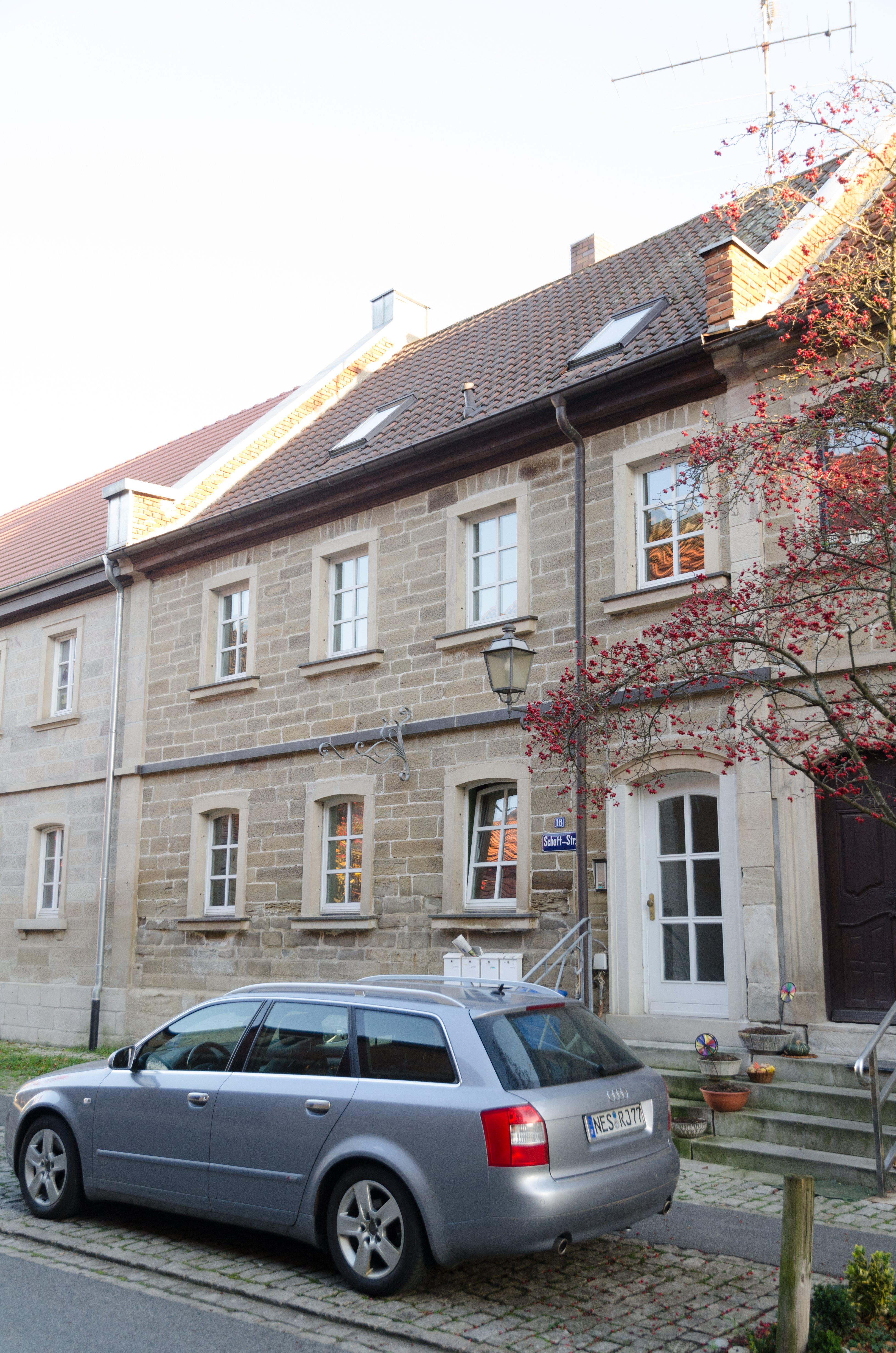
Schottstraße 16
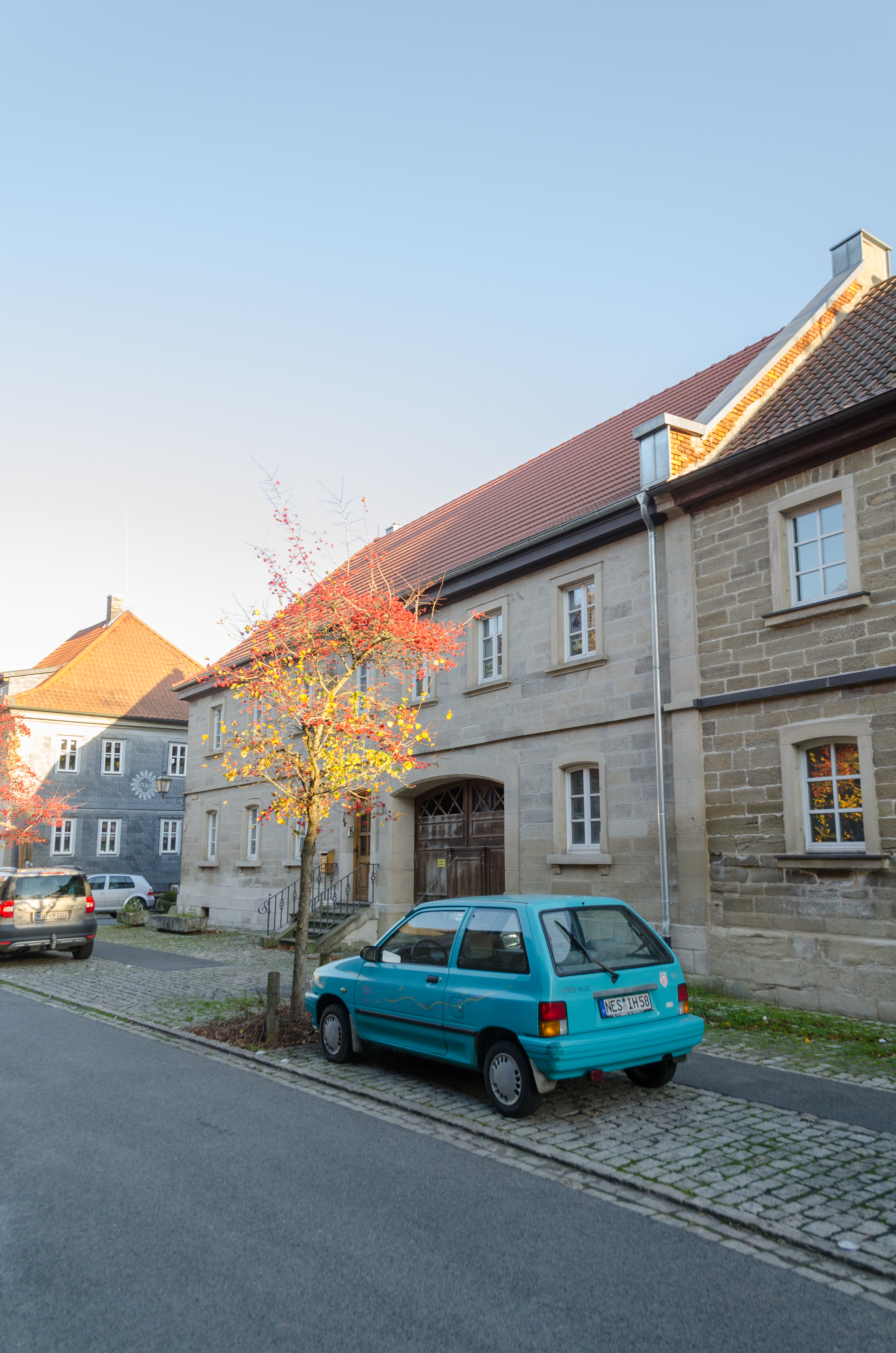
Schottstraße 18

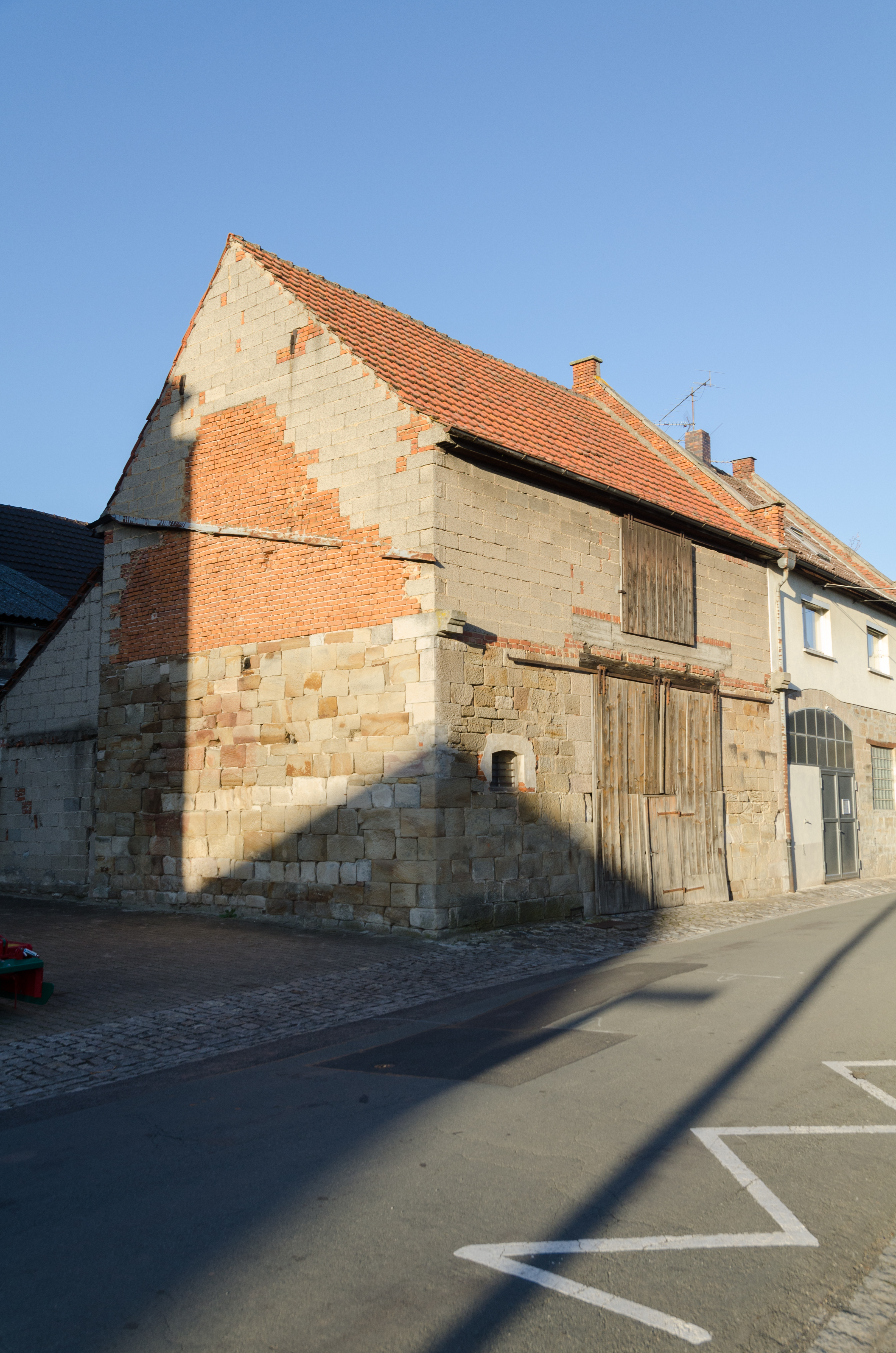
Schottstraße 4, Scheune
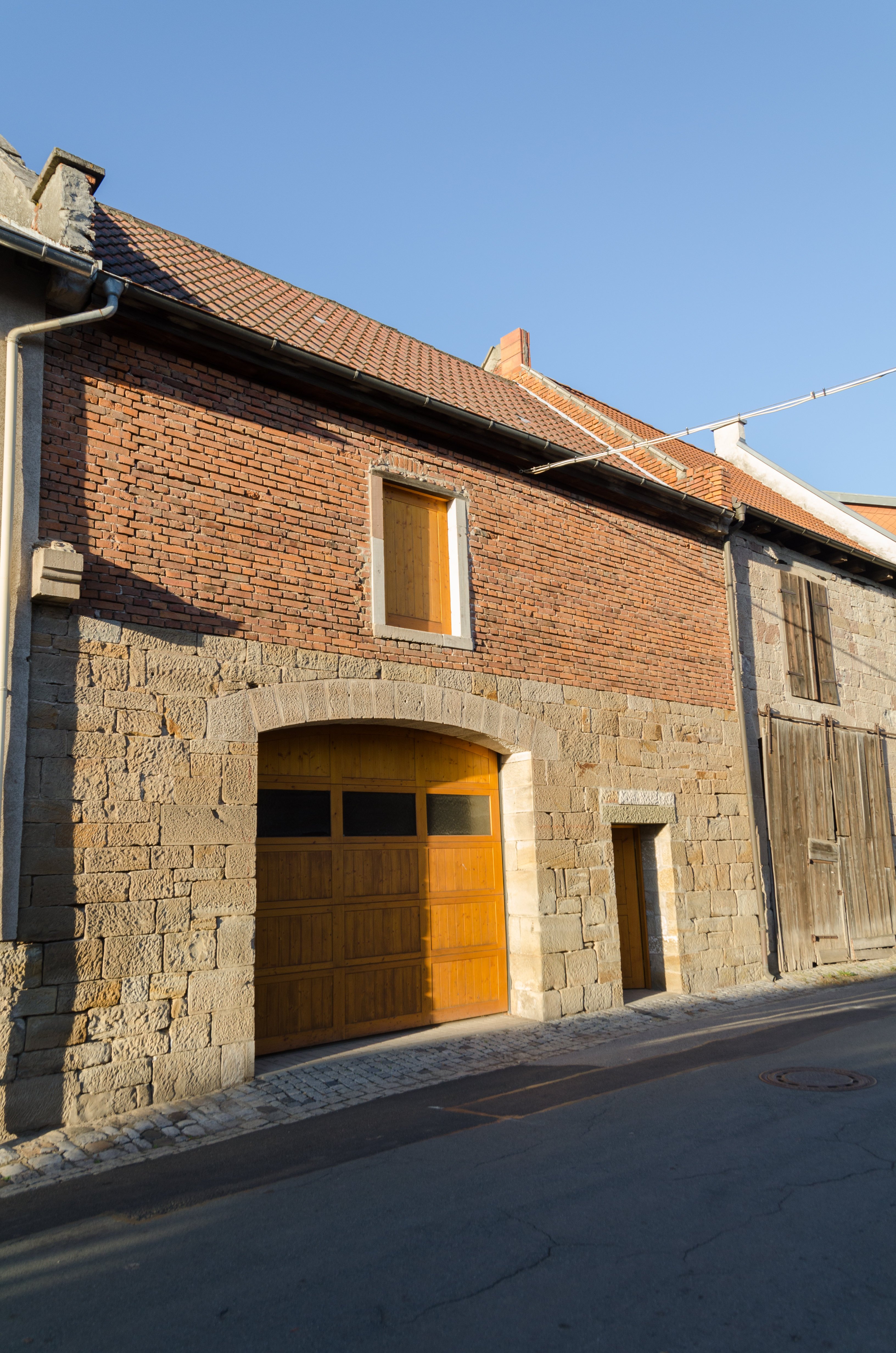
Schottstraße 10, Scheune
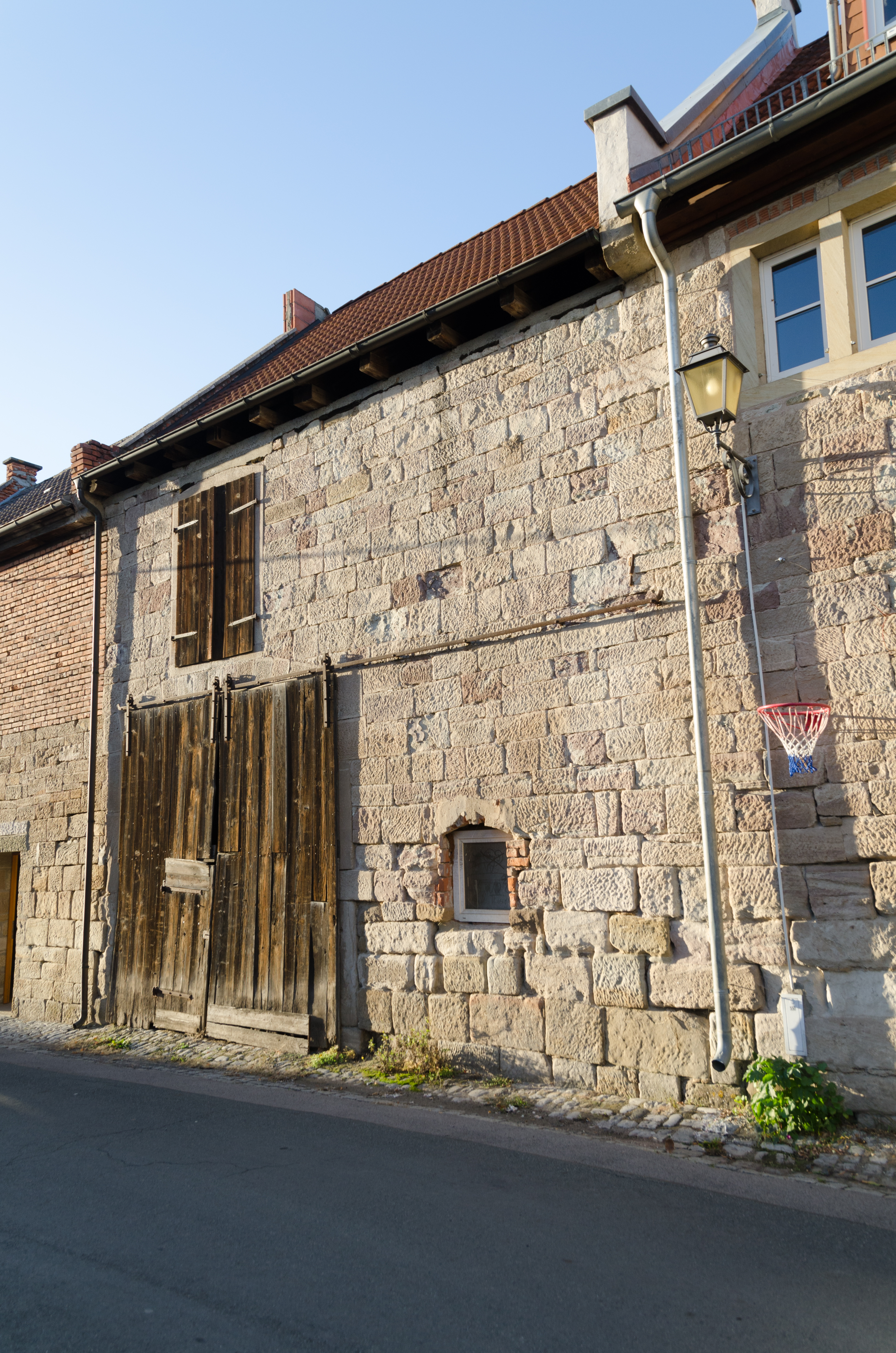
Schottstraße 12, Scheune
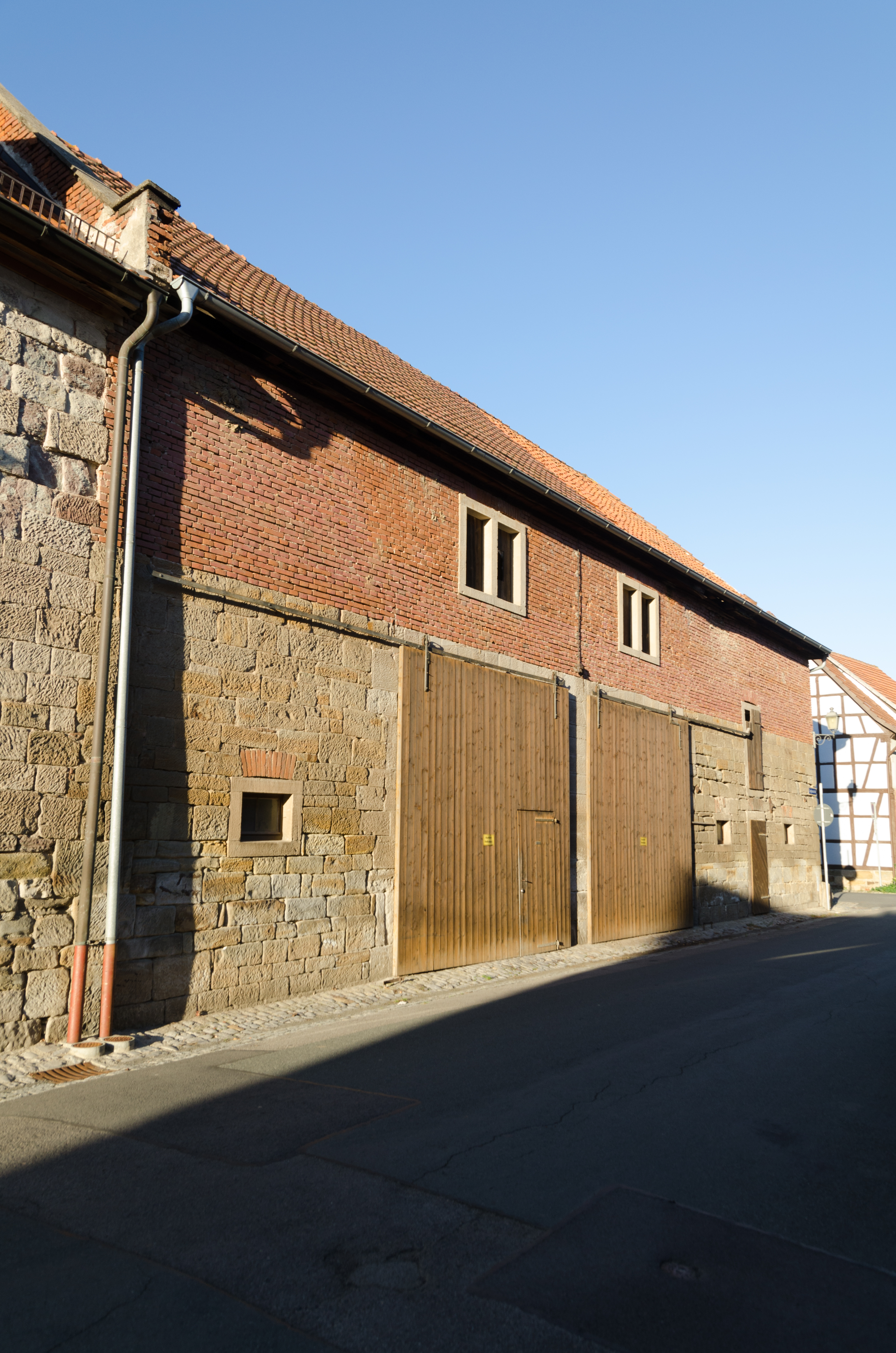
Schottstraße 18, Scheune

## Baudenkmäler nach Ortsteilen

### Bad Königshofen im Grabfeld
| Lage                                                                                      | Objekt                                                               | Beschreibung | Akten-Nr.      | Bild                  |
| ----------------------------------------------------------------------------------------- | -------------------------------------------------------------------- | --- | -------------- | --------------------- |
| Adam-Pfeuffer-Straße 76, Ecke Raiffeisen/Adam-Pfeuffer-Straße (Standort)                  | Bildstock                                                            | Geschwungener Sockel mit Pfeiler, Aufsatz mit Reliefs der Hl. Antonius und Elisabeth, Sandstein, 1931 | D-6-73-141-8   | BW                    |
| Am Kirchleinsweg, Kirchleinsweg (Standort)                                                | Bildstock                                                            | Mit Reliefs der Kreuzigungsgruppe und der Immaculata, Sandstein, barock, 17. Jahrhundert | D-6-73-141-26  | weitere Bilder        |
| Am Kirchleinsweg, Kirchleinsweg, Mittelrainweg (Standort)                                 | Bildstock                                                            | Mit Reliefs des Gnadenstuhls zwischen heiligem Johannes dem Täufer und heiligem Paulus, sowie Mariens, Sandstein, frühbarock, 17. Jahrhundert | D-6-73-141-27  | weitere Bilder        |
| Nähe Bahnhofstraße, in der Rostanlage (Standort)                                          | Kriegerdenkmal                                                       | Für die Gefallenen der beiden Weltkriege, mit liegender Löwenskulptur, um 1920 errichtet, nach 1945 erweitert | D-6-73-141-80  | weitere Bilder        |
| Nähe Bahnhofstraße (Standort)                                                             | Gedenkstein für Johann Wilhelm Rost                                  | Naturstein mit Inschrifttafel aus Schiefer, wohl 1920er Jahre; in der Rostanlage | D-6-73-141-81  | weitere Bilder        |
| Bamberger Straße 14 (Standort)                                                            | Heiligenhäuschen                                                     | Rundbogenbaldachin mit Relief der Dreifaltigkeit, Sandstein, zweite Hälfte 19. Jahrhundert | D-6-73-141-9   | BW                    |
| Bamberger Straße 18, 20 (Standort)                                                        | Bildstock                                                            | Aus reichen Rocailleformen auf geschwungenem Sockel, mit Reliefs der Kreuzigungsgruppe, Petrus und Paulus, und rückseitiger Stifterinschrift, Sandstein, 1769 | D-6-73-141-10  | BW                    |
| Brachberg (Standort)                                                                      | Kreuzschlepper                                                       | Skulptur auf Säule, Sandstein, spätbarock, bezeichnet „1745“ | D-6-73-141-78  | BW                    |
| Nordwestlich des Ortes, Richtung Brachberg (Standort)                                     | Sogenannter Dreifaltigkeitsbildstock                                 | Säulenbildstock, Aufsatz mit Relief der Dreifaltigkeit, rückseitig Christus, Sandstein, bezeichnet „1941“ | D-6-73-141-79  | BW                    |
| Elisabethastraße 1, Rathausstraße 10 (Standort)                                           | Elisabetha-Spital                                                    | Breitgelagerter dreigeschossiger Werksteinbau mit Walmdach in Ecklage, 1851–53; heute zugehörig Elisabethastraße 1-5 (vgl. dort) | D-6-73-141-66  | weitere Bilder        |
| Elisabethastraße 29 (Standort)                                                            | Ehemaliges Arsenal                                                   | Breitgelagerter zweigeschossiger Walmdachbau in Bruchstein, Dachwerk 1594 (d), nach 1798 umgebaut | D-6-73-141-13  | weitere Bilder        |
| Festungsstraße 9 (Standort)                                                               | Sogenanntes Weißes Kreuz                                             | Sandsteinkruzifix auf geschwungenem Sockel, spätbarock, um 1750 | D-6-73-141-14  | BW                    |
| Nähe Großeibstädter Straße (Standort)                                                     | Friedhof                                                             | Mit Mauer und monumentalen Grabmälern des 19. Jahrhunderts | D-6-73-141-16  | weitere Bilder        |
| Nähe Großeibstädter Straße (Standort)                                                     | Friedhofskreuz                                                       | Sandstein, 1744 | D-6-73-141-16  | weitere Bilder        |
| Nähe Großeibstädter Straße (Standort)                                                     | Kriegergedächtniskapelle                                             | Natursteinbau mit Christusstatue, um 1950 | D-6-73-141-16  | weitere Bilder        |
| Nähe Großeibstädter Straße (Standort)                                                     | Kreuzweg                                                             | Sandstein mit Stuckreliefs, um 1950 | D-6-73-141-16  | weitere Bilder        |
| Hindenburgstraße 1 (Standort)                                                             | Wohn- und Geschäftshaus                                              | Schmales zweigeschossiges verputztes Fachwerkhaus mit Krüppelwalmdach, 18. Jahrhundert mit älterem Kern | D-6-73-141-213 | weitere Bilder        |
| Hindenburgstraße 3 (Standort)                                                             | Wohn- und Geschäftshaus                                              | Zweigeschossiger giebelständiger Bau mit Halbwalm, Erdgeschoss Sandsteinquader genutet, Obergeschoss Fachwerk verputzt, Ende 18. Jahrhundert | D-6-73-141-212 | weitere Bilder        |
| Elisabethastraße 4 (Standort)                                                             | Scheune                                                              | | D-6-73-141-212 | weitere Bilder        |
| Hindenburgstraße 39 (Standort)                                                            | Ehemaliges Postamt                                                   | Zweigeschossiger Massivbau mit Halbwalmdach, verputzt mit Eckquaderungen, um 1925 | D-6-73-141-211 | weitere Bilder        |
| Juliusstraße 2 (Standort)                                                                 | Handwerkerhaus                                                       | Zweigeschossiger, traufständiger Mansarddachbau, Fachwerkobergeschoss verputzt, zum Teil verschiefert, 1755; Wohn- und Werkstatthaus des Bildhauers Johann Joseph Keßler | D-6-73-141-17  | weitere Bilder        |
| Juliusstraße 4 (Standort)                                                                 | Ackerbürgeranwesen                                                   | Zweigeschossiges Wohnhaus mit Walmdach, zweite Hälfte 17. Jahrhundert | D-6-73-141-243 | weitere Bilder        |
| Juliusstraße 4 (Standort)                                                                 | Ackerbürgeranwesen                                                   | Zugehörige Scheune, Fachwerk, frühes 19. Jahrhundert | D-6-73-141-243 | weitere Bilder        |
| Kellereistraße (Standort)                                                                 | Sogenannter Schlichtigsbrunnen                                       | Polygonales Brunnenbecken, Sandstein, 18. Jahrhundert, 1781 hierher versetzt, Brunnensäule erneuert | D-6-73-141-277 | weitere Bilder        |
| Kellereistraße 43 (Standort)                                                              | Wohn- und Geschäftshaus                                              | Zweigeschossiger traufständiger Satteldachbau mit verputztem Fachwerkobergeschoss, geohrte Rahmenprofile, 18. Jahrhundert | D-6-73-141-19  | weitere Bilder        |
| Kellereistraße 53 (Standort)                                                              | Ehemalige Amtskellerei                                               | Zweigeschossiger traufständiger Halbwalmdachbau, verputzter Massivbau, rückwärtiger Hofflügel aus Bruchstein, im Kern 1607 (Datierung an Wappenstein mit Steinmetzzeichen), 1766 verändert | D-6-73-141-21  | weitere Bilder        |
| Kellereistraße 53 (Standort)                                                              | Hofmauer mit Tor                                                     | Bruchstein, 18. Jahrhundert | D-6-73-141-21  | weitere Bilder        |
| Kellereistraße 55, 57, Wallstraße 50, Burgstraße 1 (Standort)                             | Ehemalige Kaserne                                                    | Dreiflügelanlage mit Mansarddach, Planung Balthasar Neumann 1751, Ausführung Johann Michael Fischer 1767–71 | D-6-73-141-22  | weitere Bilder        |
| Burgstraße 1 (Standort)                                                                   | Ehemalige Kaserne, erdgeschossiges Nebengebäude                      | Mit Walmdach, um 1800 | D-6-73-141-22  | BW                    |
| Kellereistraße 58, Rentamtstraße 9 (Standort)                                             | Ehemaliges Schütthaus                                                | Dreigeschossiger giebelständiger Eckbau mit Satteldach, Massivbau verputzt, reiches Spätrenaissanceportal bezeichnet „1625“ | D-6-73-141-23  | weitere Bilder        |
| Kellereistraße 59 (Standort)                                                              | Ehemalige Fronfeste                                                  | Eingeschossiger traufständiger Halbwalmdachbau, massiv, verputzt, 1808 | D-6-73-141-24  | weitere Bilder        |
| Kellereistraße 59 (Standort)                                                              | Pfeilerportale                                                       | Beiderseits | D-6-73-141-24  | weitere Bilder        |
| Kellereistraße 61 (Standort)                                                              | Ehemaliges Rentamt                                                   | Zweigeschossiger dreiflügeliger Bau mit traufständigem Hauptflügel in Werkstein, Satteldach mit Treppengiebeln, und niedrigeren Hofflügeln in Bruchstein, historistisch, 1856; an Stelle des ehemaligen Würzburger Amtsschlosses | D-6-73-141-25  | weitere Bilder        |
| Kirchleinsweg (Standort)                                                                  | Statue des heiligen Johannes Nepomuk                                 | Auf Sockel mit Inschrift, Sandstein, barock, bezeichnet „1725“ | D-6-73-141-28  | weitere Bilder        |
| Nähe Kirchleinsweg (Standort)                                                             | Bildstock                                                            | Aufsatz mit Relief der Marienkrönung, Rückseite Marias, seitlich Heiligenfiguren und Fruchtgehänge, Sandstein, 17. Jahrhundert | D-6-73-141-29  | weitere Bilder        |
| Kirchplatz 1 (Standort)                                                                   | Katholische Stadtpfarrkirche Mariä Himmelfahrt                       | Dreischiffige spätgotische Staffelhalle mit Satteldach und Pultdächern, Südostturm mit Zwiebelhaube und Laterne, Schmuckportale im Norden, Westen und Süden, 1442-1502, Sakristeianbau an Chornordseite 1486, Emporeneinbau um 1513, oktogonaler Turmaufbau 1603, Renovierungen 1764, neugotisch 1865–70 durch Karl Trott (Ölberg 1885, Figuren der Südvorhalle erst 1902), 1968 (Entfernung der Neugotik im Innern) und 1992/93; mit Ausstattung | D-6-73-141-30  | weitere Bilder        |
| Kirchplatz 3 (Standort)                                                                   | Pfarrhaus                                                            | Zweigeschossiger massiver Satteldachbau mit Volutengiebeln und Zwerchhaus mit Ziergiebel, verputzt mit Eckquaderungen, Sitznischenportal über Freitreppe, 1598–1602, Hausmadonna, 19. Jahrhundert | D-6-73-141-31  | weitere Bilder        |
| Kirchplatz 5; Kirchplatz 7 (Standort)                                                     | Ehemalige Schule                                                     | Zweigeschossiger verputzter Traufseitbau, Massivbau mit Satteldach, um 1600 und 1822–23 | D-6-73-141-32  | weitere Bilder        |
| Kirchplatz 9, Kirchplatz 11 (Standort)                                                    | Ehemaliges Juliusspital                                              | Zweigeschossiger traufständiger Massivbau mit Satteldach, 1584–85, drei Portale mit Wappen und Inschriftsteinen bezeichnet „1584“ und „1616“; vier Torpfeiler um 1800 | D-6-73-141-33  | weitere Bilder        |
| Klostergarten, im Kurpark (Standort)                                                      | Figur des heiligen Johannes Nepomuk                                  | Sandstein, 18. Jahrhundert | D-6-73-141-62  | weitere Bilder        |
| Klosterstraße 2 (Standort)                                                                | Wohnhaus                                                             | Zweigeschossiges verputztes Eckhaus mit Walmdach, massives Erdgeschoss, Fachwerkobergeschoss, 18. Jahrhundert | D-6-73-141-34  | weitere Bilder        |
| Klosterstraße 8, 10, Posthalterstraße 2 (Standort)                                        | Doppelhaus                                                           | Zweigeschossiger Sandsteinquaderbau mit Walmdachbau, um 1870 | D-6-73-141-35  | weitere Bilder        |
| Klosterstraße 8, 10, Posthalterstraße 2, Schottstraße (Standort)                          | Scheune                                                              | Zugehörig | D-6-73-141-35  | weitere Bilder        |
| Klosterstraße 12, Klosterstraße 14 (Standort)                                             | Doppelhaus                                                           | Zweigeschossiger Walmdachbau, verputzter Massivbau, um 1865 | D-6-73-141-36  | weitere Bilder        |
| Schottstraße 19 (Standort)                                                                | Ehemalige Scheune                                                    | Mit Hofdurchfahrt, zweigeschossiger, im Westen abgewalmter Satteldachbau, um 1865 | D-6-73-141-36  | weitere Bilder        |
| Märklach, unterhalb des Lumpenhügels 10 m von der Gemarkungsgrenze zu Alsleben (Standort) | Steinkreuz                                                           | Sogenanntes Sühnekreuz in der Merklach, Sandstein, frühneuzeitlich | D-6-73-141-83  | weitere Bilder        |
| Marktplatz (Standort)                                                                     | Michaelsbrunnen                                                      | Ovales Sandsteinbecken mit schmiedeeisernem Baldachin, 1697–98 | D-6-73-141-50  | weitere Bilder        |
| Marktplatz (Standort)                                                                     | Luitpoldbrunnen                                                      | Mit vasenartiger Brunnenschale, gebauchtem Brunnenstock mit Löwenköpfen, darüber Sockel mit wappentragenden Putten und Balustersäule mit Figur der Schnitterin, Kalkstein und Bronze, von Balthasar Schmitt (1858–1942), 1911 | D-6-73-141-49  | weitere Bilder        |
| Marktplatz (Standort)                                                                     | Obeliskenbrunnen                                                     | Polygonales Becken, Brunnenstock mit Obelisk, Sandstein, 1806 | D-6-73-141-51  | weitere Bilder        |
| Marktplatz (Standort)                                                                     | Kornstein                                                            | Getreideeichmaß, kelchartige Grundform mit vier Eintiefungen, Sandstein, 1525 | D-6-73-141-52  | weitere Bilder        |
| Marktplatz 2 (Standort)                                                                   | Rathaus                                                              | Freistehender dreigeschossiger Mansardwalmdachbau mit von Laternenhaube bekröntem Eckerker und älterem zweigeschossigem Südflügel, verputzter Massivbau mit Natursteingliederungen, gewölbtes Erdgeschoss, Renaissance, im Kern 15. Jahrhundert, Südflügel 1563/64, Hauptbau 1573–75, im 18. Jahrhundert teilweise umgestaltet; mit Ausstattung                                                                                                   | D-6-73-141-38  | weitere Bilder        |
| Marktplatz 4 (Standort)                                                                   | Wohnhaus in Ecklage                                                  | Langgestreckter dreigeschossiger Bau mit Mansardwalmdach, Erdgeschoss massiv, Obergeschosse in Fachwerk, 17./18. Jahrhundert | D-6-73-141-39  | weitere Bilder        |
| Marktplatz 7 (Standort)                                                                   | Gasthof                                                              | Dreigeschossiges Eckhaus mit abgewalmtem Dach, Erdgeschoss massiv, Obergeschosse in Fachwerk, 18./19. Jahrhundert | D-6-73-141-40  | weitere Bilder        |
| Marktplatz 7 (Standort)                                                                   | Wirtshausschild                                                      | Von Gasthof Neuses bei Hofheim in Unterfranken, bezeichnet „1796“ | D-6-73-141-40  | weitere Bilder        |
| Marktplatz 10 (Standort)                                                                  | Wohn- und Geschäftshaus                                              | Zweigeschossiger traufständiger Bau mit Mansarddach, Fachwerk verputzt, 18./19. Jahrhundert | D-6-73-141-41  | weitere Bilder        |
| Marktplatz 11 (Standort)                                                                  | Wohn- und Geschäftshaus                                              | Zweigeschossiger traufständiger Massivbau mit Mansarddach, Sandsteinquader, wohl Ende 18. Jahrhundert/19. Jahrhundert | D-6-73-141-42  | weitere Bilder        |
| Marktplatz 15 (Standort)                                                                  | Wohn- und Geschäftshaus                                              | Traufständiger Satteldachbau, verputztes Fachwerk, im Kern 1437 (dendro dat.), später verändert | D-6-73-141-43  | weitere Bilder        |
| Marktplatz 15 (Standort)                                                                  | Scheune                                                              | | D-6-73-141-43  | weitere Bilder        |
| Marktplatz 20 (Standort)                                                                  | Eckhaus                                                              | Zweigeschossig über hohem Keller, Putzbau mit Walmdach, massiv, um 1800 | D-6-73-141-44  | weitere Bilder        |
| Marktplatz 21 (Standort)                                                                  | Wohn- und Geschäftshaus                                              | Dreigeschossiges Traufseithaus mit Satteldach, Massivbau mit geohrten Rahmen und genuteten Lisenen, 18. Jahrhundert | D-6-73-141-45  | weitere Bilder        |
| Marktplatz 25 (Standort)                                                                  | Ehemalige Ratsschenke                                                | Langgestreckter zweigeschossiger Eckbau mit Walmdach, massiv, im Kern 16./17. Jahrhundert, später verändert | D-6-73-141-46  | weitere Bilder        |
| Marktplatz 31 (Standort)                                                                  | Wohn- und Geschäftshaus                                              | Dreigeschossiger traufständiger Mansarddachbau, verputzter Massivbau mit Seitenpilastern, 18. Jahrhundert | D-6-73-141-47  | weitere Bilder        |
| Martin-Reinhard-Straße 5 (Standort)                                                       | Bürgerliches Wohnhaus                                                | Dreigeschossiger traufständiger Satteldachbau mit barocker Ausstattung, Umbau 1721 (dendro.dat.) mit spätmittelalterlichem Keller; Seitenflügel mit Obergeschosslaube und Balustrade, um 1700; Straßenfassade modernisiert und aufgestockt | D-6-73-141-307 | Bürgerliches Wohnhaus |
| Martin-Reinhard-Straße 8 (Standort)                                                       | Wohn- und Geschäftshaus                                              | Zweigeschossiger traufständiger Satteldachbau in Werkstein, um 1870 | D-6-73-141-53  | weitere Bilder        |
| Martin-Reinhard-Straße 8 (Standort)                                                       | Scheune                                                              | Rückwärts, gleichzeitig | D-6-73-141-53  | BW                    |
| Martin-Reinhard-Straße 9 (Standort)                                                       | Ehemalige Wechterwinkler Schranne                                    | Heute Grabfeld-Museum, dreigeschossiger giebelständiger massiver Satteldachbau mit Gliederungen in rotem Sandstein, um 1600, bezeichnet „1693“ | D-6-73-141-54  | weitere Bilder        |
| Kellereistraße 42 (Standort)                                                              | Rückgebäude der ehemaligen Wechterwinkler Schranne                   | Traufständiges zweigeschossiges Rückgebäude, Satteldach mit Treppengiebeln, um 1600 | D-6-73-141-54  | weitere Bilder        |
| Martin-Reinhard-Straße 15 (Standort)                                                      | Ehemaliges Schultheißenhaus                                          | Zweigeschossiger traufständiger Mansarddachbau, mit Eckpilastern, stichbogigen geohrten Fenstern und Portal mit Schutzmantelmadonna, bezeichnet „1728“ | D-6-73-141-55  | weitere Bilder        |
| Martin-Reinhard-Straße 19, Bezirksamtstraße 3 (Standort)                                  | Wohnhaus                                                             | Zweigeschossig mit Halbwalmdach, Fachwerk verputzt, Mitte 18. Jahrhundert mit älterem Kern | D-6-73-141-2   | weitere Bilder        |
| Martin-Reinhard-Straße 19, Bezirksamtstraße 3 (Standort)                                  | Rückgebäude                                                          | Fachwerk, mit Hochlauben, 18./19. Jahrhundert | D-6-73-141-2   | weitere Bilder        |
| Martin-Reinhard-Straße 27 (Standort)                                                      | Mohrenapotheke                                                       | Zweigeschossiger traufständiger Mansarddachbau, Werkstein mit Rahmen- und Dekorationsformen, aufwendiges Schmuckportal, spätbarock, 18. Jahrhundert | D-6-73-141-57  | weitere Bilder        |
| Martin-Reinhard-Straße 28; Nähe Martin-Reinhard-Straße (Standort)                         | Katholische Kapuzinerklosterkirche St. Johannes Evangelista          | Saalbau mit eingezogenem Chor, Langhaus mit Satteldach, Chor mit Walmdach und Dachreiter mit Spitzhelm, 1663–65 mit spätgotischen Spolien der Klosterkirche St. Johannis bei Sulzfeld, neuromanischer Eingangsvorbau in Werkstein, um 1900 | D-6-73-141-58  | weitere Bilder        |
| Martin-Reinhard-Straße 28; Nähe Martin-Reinhard-Straße (Standort)                         | Klostermauer                                                         | Pforte mit Wappen des Fürstbischofs Johann Gottfried von Guttenberg, bezeichnet „1692“ | D-6-73-141-58  | weitere Bilder        |
| Martin-Reinhard-Straße 29 (Standort)                                                      | Wohn- und Geschäftshaus                                              | Zweigeschossiger traufständiger Mansarddachhaus, massiv, 18. Jahrhundert, Erdgeschoss Ende 20. Jahrhundert entkernt | D-6-73-141-59  | weitere Bilder        |
| Martin-Reinhard-Straße 33 (Standort)                                                      | Wohnhaus                                                             | Zweigeschossiger Eckbau mit Walmdach, Fassade mit genuteten Ecklisenen und klassizistischen Zopfdekorationen, geschnitzte Haustüre, Ende 18. Jahrhundert, zur Rentamtstraße fachwerksichtig | D-6-73-141-60  | weitere Bilder        |
| Martin-Reinhard-Straße 33 (Standort)                                                      | Fachwerk-Flügelbau                                                   | 18. Jahrhundert | D-6-73-141-60  | weitere Bilder        |
| Rathausstraße 3 (Standort)                                                                | Ehem. jüdisches Gemeindehaus                                         | Dreigeschossiger Traufseitbau, verputzt, 18. Jh. | D-6-73-141-309 | BW                    |
| Rathausstraße 5 (Standort)                                                                | Wohn- und Gasthaus                                                   | Zweigeschossiges traufständiges Mansarddachhaus, verputztes Fachwerk, 18. Jahrhundert | D-6-73-141-64  | weitere Bilder        |
| Rathausstraße 11 (Standort)                                                               | Wohnhaus                                                             | Dreigeschossiger Traufseitbau mit Satteldach, verputztes Fachwerk, 17. Jahrhundert, Erdgeschoss im 19. Jahrhundert verändert | D-6-73-141-67  | weitere Bilder        |
| Rentamtstraße 2 (Standort)                                                                | Wohngebäude                                                          | Zweigeschossiger Eckbau mit Satteldach, massives Erdgeschoss mit freiliegender Eckquaderung und Zwillingsfenstern, wohl frühes 16. Jahrhundert Obergeschoss mit Zierfachwerk um 1600 | D-6-73-141-68  | weitere Bilder        |
| Rentamtstraße 2 (Standort)                                                                | Anbau                                                                | 18./19. Jahrhundert | D-6-73-141-68  | weitere Bilder        |
| Schnellerstraße 1 (Standort)                                                              | Maria Immaculata                                                     | Auf Rokokokonsole, Sandstein, zweite Hälfte 18. Jahrhundert | D-6-73-141-69  | weitere Bilder        |
| Schottstraße 20 (Standort)                                                                | Ackerbürgerhof in Ecklage                                            | Zweigeschossiges Wohnhaus, Walmdach, Hauptfassade massiv mit geohrten Rahmen, Seitenfront mit Schieferverkleidung, bezeichnet „1740“ | D-6-73-141-71  | weitere Bilder        |
| Schottstraße 20 (Standort)                                                                | Hausfigur                                                            | barocke Immaculata, Sandstein, 18. Jahrhundert | D-6-73-141-71  | weitere Bilder        |
| Schottstraße 20 (Standort)                                                                | Hofmauer und Nebengebäude                                            | In Fachwerk, am Rückgebäude mit Satteldach Reliefstein mit Kreuzigung, Sandstein, stark verwittert | D-6-73-141-71  | weitere Bilder        |
| Schottstraße 22 (Standort)                                                                | Wohnhaus                                                             | Zweigeschossiger Traufseitbau mit Satteldach, massiv, um 1870, im Kern 17. Jahrhundert | D-6-73-141-72  | weitere Bilder        |
| Schottstraße 22 (Standort)                                                                | Scheune                                                              | | D-6-73-141-72  | weitere Bilder        |
| Senefelderstraße 5 (Standort)                                                             | Wohnhaus in Ecklage                                                  | Zweigeschossiges Walmdachhaus, massiver Putzbau mit freiliegender Eckquaderung, um 1870 | D-6-73-141-75  | weitere Bilder        |
| Spitalfeld (Standort)                                                                     | Säulenbildstock                                                      | Mit Pietà, Sandstein, 18. Jahrhundert | D-6-73-141-73  | BW                    |
| Spitalholz; im Spitalholz an der Straße nach Herbstadt an der Gemarkungsgrenze (Standort) | Steinkreuz                                                           | Sogenanntes Sühnekreuz, Sandstein, spätmittelalterlich | D-6-73-141-206 | BW                    |
| Sudetenstraße 6 (Standort)                                                                | Evangelisch-lutherische Kirche                                       | Sandsteinquaderbau, Saalbau mit Satteldach, Westturm mit achteckigem gaubenbesetztem Spitzhelm, westlicher Eingangsvorbau, historistisch in Formen des 13. Jahrhunderts, 1894–98 | D-6-73-141-74  | weitere Bilder        |
| Nähe Thüringer Straße, am Wallgraben (Standort)                                           | Kriegerdenkmal für 1870/71                                           | Stufensockel mit hohem rundem Postament mit Statue der Patrona Bavariae, roter Sandstein und Kalkstein, von Josef Metzger (1846–1925), bezeichnet „1887“ | D-6-73-141-77  | weitere Bilder        |
| Nähe Wallstraße (Standort)                                                                | Ehemalige Stuterei                                                   | Dreischiffiger gewölbter Stall, giebelständiger Hausteinbau mit flach geneigtem Satteldach und angeschlepptem traufseitigem Vordach auf Bügen, um 1860/70 | D-6-73-141-191 | weitere Bilder        |
| Nähe Wallstraße (Standort)                                                                | Ehemalige Stuterei, gegenüber kleineres giebelständiges Stallgebäude | Mit flach geneigtem Satteldach, Erdgeschoss in Haustein, Fachwerkkniestock, zweite Hälfte 19. Jahrhundert | D-6-73-141-191 | weitere Bilder        |
| Weißes Kreuz; auf einem Acker an der Straße nach Althausen (Standort)                     | Flurkreuz                                                            | Sandsteinkruzifix auf geschwungenem Sockel, bezeichnet „1746“ | D-6-73-141-82  | BW                    |

### Althausen
| Lage                                                                        | Objekt                                      | Beschreibung | Akten-Nr.      | Bild           |
| --------------------------------------------------------------------------- | ------------------------------------------- | --- | -------------- | -------------- |
| Am Hohen Rain; Flurweg nach Merkershausen (Standort)                        | Bildstock                                   | Sandstein mit Metallrelief, Pietà, bezeichnet „1939“ | D-6-73-141-96  | BW             |
| An der Hut, am Ortsausgang nach Bad Königshofen (Standort)                  | Sandsteinkruzifix                           | bezeichnet „1950“ | D-6-73-141-92  | weitere Bilder |
| Auber Weg; Flurweg nach Aub (Standort)                                      | Flurkreuz                                   | Sandstein, bezeichnet „1890“ | D-6-73-141-98  | BW             |
| Baumgartenhügel; südöstlich oberhalb des Ortes (Standort)                   | Mariengrotte                                | Tuffsteingrotte mit Stuckfigur, vorgelagerte Treppenanlage, Anfang 20. Jahrhundert | D-6-73-141-230 | BW             |
| Dippach; an der „Kurzen Steige“ zum Sambach (Standort)                      | Pietà                                       | Figurengruppe auf hohem Sockelstein mit Inschrift, Sandstein, spätbarock, bezeichnet „1755“ | D-6-73-141-6   | BW             |
| Erdfall; an der Kronenmarter (Standort)                                     | Bildstock                                   | Reliefs: Maria und Kreuzigungsgruppe, Sandstein, 1740 | D-6-73-141-93  | BW             |
| Gänsbaum; vor dem Sambachhof (Standort)                                     | Sandsteinkruzifix                           | barock, erste Hälfte 18. Jahrhundert | D-6-73-141-100 | BW             |
| Hinterm Dorf; an der Straße nach Aub (Standort)                             | Pietà                                       | Skulptur auf hohem Sockel, Sandstein, bezeichnet „1885“ | D-6-73-141-3   | BW             |
| Kirchstraße 7 (Standort)                                                    | Ehemaliges Pfarrhaus                        | Zweigeschossiger Walmdachbau, mit verputztem Fachwerkobergeschoss, zweite Hälfte 18. Jahrhundert | D-6-73-141-233 | weitere Bilder |
| Kirchstraße 9 (Standort)                                                    | Katholische Pfarrkirche St. Maria Magdalena | Chorturmkirche, Massivbau, Turm mit Spitzhelm im Kern spätgotisch, 14. Jahrhundert, nach 1611 nachgotisch erhöht, Langhaus mit Satteldach 1693-1708, verändert „1785“ (bezeichnet an Nordportal), westliche Erweiterung zweite Hälfte 19. Jahrhundert; mit Ausstattung | D-6-73-141-84  | weitere Bilder |
| In Althausen (Standort)                                                     | Zwei Reihen Kirchgaden                      | Massiv und Fachwerk mit Sattel- oder Pultdächern, 17.–19. Jahrhundert | D-6-73-141-84  | weitere Bilder |
| Kirchstraße 10 (Standort)                                                   | Wohnhaus                                    | Zweigeschossiger Walmdachbau mit Fachwerkobergeschoss, 18. Jahrhundert, Verschieferung und Hausmadonna bezeichnet „1883“ | D-6-73-141-234 | weitere Bilder |
| Kirchstraße 14 (Standort)                                                   | Pfarrhof: Pfarrhaus                         | zweigeschossiger verputzter Walmdachbau über hohem Keller, Wappenstein, 1811 | D-6-73-141-88  | weitere Bilder |
| Kirchstraße 14 (Standort)                                                   | Pfarrhof: Hofmauer und Hoftor               | mit Pforte und vasenbesetzten Pfeilern, Sandstein | D-6-73-141-88  | BW             |
| Kirchstraße 14 (Standort)                                                   | Pfarrhof: Nebengebäude                      | auf Winkelgrundriss, Walm- und Halbwalmdach, massiv und Fachwerk | D-6-73-141-88  | weitere Bilder |
| In Althausen (Standort)                                                     | Pfarrhof: Garten                            | mit kreuzförmigem Wegesystem | D-6-73-141-88  | BW             |
| Kurzer Steig, Waldabteilung „Wonnegrube“ (Standort)                         | Sühnekreuz                                  | Sandstein | D-6-73-141-99  | BW             |
| Nähe Althäuser Straße; am Ortsausgang nach Bad Königshofen (Standort)       | Pietà                                       | Sandstein mit alter Fassung, barock, von 1786 | D-6-73-141-4   | BW             |
| Rötenteich; Flurabteilung „Spitalweg“ (Standort)                            | Kreuzschlepper                              | Sandstein, bezeichnet „1747“ | D-6-73-141-94  | weitere Bilder |
| Sambachstraße 10 (Standort)                                                 | Gasthaus                                    | Zweigeschossiger Sandsteinquaderbau mit Satteldach und niedrigerem seitlichem Anbau, hoher Sockel, Freitreppe, um 1880/90 | D-6-73-141-232 | weitere Bilder |
| Sambachstraße 12 (Standort)                                                 | Ehemalige Gemeindekanzlei                   | Traufständiger zweigeschossiger Satteldachbau mit Toreinfahrt, massives Erdgeschoss, Fachwerkobergeschoss, bezeichnet „1774“ | D-6-73-141-192 | weitere Bilder |
| Sambachstraße 49; Kleines Steinig (Standort)                                | Friedhofskreuz                              | Sandstein, zweite Hälfte 19. Jahrhundert | D-6-73-141-85  | weitere Bilder |
| Sambachstraße 49; Kleines Steinig (Standort)                                | Kriegergedächtniskapelle                    | Polygonal geschlossener Satteldachbau mit offener Säulenportikus und vorgelagerter Treppenanlage, Gedenktafeln für die Gefallenen beider Weltkriege, Pietà, um 1920 | D-6-73-141-85  | weitere Bilder |
| Schlossstück (Standort)                                                     | Säulenbildstock                             | Aufsatz mit Reliefs der Vierzehn Heiligen und der Kreuzigungsgruppe, Sandstein, 1733 | D-6-73-141-97  | BW             |
| Spitalweg; nördlich des Ortes am Rück-Weg (Standort)                        | Säulenbildstock                             | Sandstein, Aufsatz mit Metallrelief der Pietà, bezeichnet „1737“, erneuert 1952 | D-6-73-141-193 | BW             |
| Spitalweg; vor dem Sportplatz an der Straße nach Bad Königshofen (Standort) | Sandsteinkruzifix                           | bezeichnet 1887 | D-6-73-141-95  | BW             |
| Zehntstraße; Zehntstraße 10 (Standort)                                      | Prozessionsaltar                            | Mit Dreifaltigkeitsrelief, Sandstein, neugotisch, um 1850 | D-6-73-141-87  | BW             |
| Zur Grotte; vor dem Friedhof (Standort)                                     | Säulenbildstock                             | Aufsatz mit Reliefs Mariens und Kruzifix, Sandstein, Mitte 19. Jahrhundert | D-6-73-141-89  | weitere Bilder |

### Aub
| Lage                                                                | Objekt                                       | Beschreibung | Akten-Nr.      | Bild            |
| ------------------------------------------------------------------- | -------------------------------------------- | --- | -------------- | --------------- |
| Alte Schmiede 1 (Standort)                                          | Ehemalige Dorfschmiede                       | Eingeschossiger Eckbau in Fachwerk mit Satteldach, 1764 | D-6-73-141-103 | weitere Bilder  |
| Bartelsacker; auf Böschung an Straße nach Bundorf (Standort)        | Pestkreuz                                    | Sandstein, 17. Jahrhundert | D-6-73-141-108 | weitere Bilder  |
| Haßbergstraße 15 (Standort)                                         | Katholische Kuratiekirche St. Peter und Paul | Genordete Saalkirche mit Satteldach und mit eingezogenem Chor, neuromanisch, 1863–64, westlich an ehem. Chorturm angefügt, Turmunterbau Ende 15. Jahrhundert, Obergeschoss mit Zwiebelhaube und Laterne, 1603; mit Ausstattung | D-6-73-141-101 | weitere Bilder  |
| Haßbergstraße 15 (Standort)                                         | Kirchhofmauer                                | Im Kern 15./16. Jahrhundert | D-6-73-141-101 | Kirchhofmauer   |
| Haßbergstraße 19 (Standort)                                         | Bauernhof                                    | Zweigeschossiges giebelständiges Wohnhaus mit massivem Erdgeschoss, Fachwerkobergeschoss und Satteldach, bezeichnet „1862“ | D-6-73-141-218 | weitere Bilder  |
| Haßbergstraße 19 (Standort)                                         | Bauernhof                                    | Hoftor mit Pforte bezeichnet „1802“ | D-6-73-141-218 | weitere Bilder  |
| Haßbergstraße 27 (Standort)                                         | Friedhofskreuz                               | Sandsteinkruzifix, Ende 19. Jahrhundert | D-6-73-141-102 | Friedhofskreuz  |
| Kleines Dorf (Standort)                                             | Säulenbildstock                              | Reicher Aufsatz mit Reliefs der Kreuzigungsgruppe zwischen Petrus und Paulus, Rückseite mit heiliger Barbara, als Bekrönung St. Georg, Sandstein, bezeichnet „1736“                                                            | D-6-73-141-104 | weitere Bilder  |
| Kleines Dorf 8 (Standort)                                           | Pfarrhaus                                    | Zweigeschossiger massiver Walmdachbau, neubarock, 1908 | D-6-73-141-194 | Pfarrhaus       |
| Nähe Haßbergstraße (Standort)                                       | Säulenbildstock                              | Aufsatz mit Relief der Stifterfamilie unter Kreuzigungsgruppe, seitlich Petrus und Paulus, Rückseite Vesperbild, Sandstein, barock, 1677                                                                                       | D-6-73-141-105 | Säulenbildstock |
| Nähe Staatsstraße 2275; Ortsausgang nach Bad Königshofen (Standort) | Kruzifix                                     | Auf geschwungenem Sockel, am Kreuzfuß Tabernakel, Sandstein, spätbarock, bezeichnet „1767“ | D-6-73-141-107 | weitere Bilder  |
| Oberdorf (Standort)                                                 | Nischenbildstock                             | Tonnengewolbte Nische mit Marienrelief, Sandstein, „1760“. | D-6-73-141-106 | weitere Bilder  |

### Eyershausen
| Lage                                                                         | Objekt                                  | Beschreibung | Akten-Nr.      | Bild                         |
| ---------------------------------------------------------------------------- | --------------------------------------- | --- | -------------- | ---------------------------- |
| Am Lindenplan 1 (Standort)                                                   | Wohnstallhaus                           | Eingeschossiger Fachwerkbau mit Halbwalmdach in Ecklage, um 1800 | D-6-73-141-116 | weitere Bilder               |
| Am Lindenplan 5 (Standort)                                                   | Pforte                                  | Mit Vorhangbogen, 17./18. Jahrhundert | D-6-73-141-235 | Pforte                       |
| Am Lindenplan 16 (Standort)                                                  | Gemeindebrauhaus                        | Eineinhalbgeschossiger Sandsteinquaderbau mit Satteldach und Treppengiebeln, historistisch, bezeichnet „1870“ | D-6-73-141-197 | weitere Bilder               |
| Eyershäuser Straße 8 (Standort)                                              | Bauernhof                               | Wohnhaus, zweigeschossiger Fachwerkbau mit Halbwalmdach, 2. Hälfte 18. Jh. und um 1930 | D-6-73-141-305 | BW                           |
| Eyershäuser Straße 8 (Standort)                                              | Nebengebäude                            | Östlich anschließendes straßenseitiges Nebengebäude, spätes 19. Jh., im Kern älter | D-6-73-141-305 | BW                           |
| Gewend 2 (Standort)                                                          | Ehem. Armen- oder Hirtenhaus            | Traufständiger eingeschossiger Sandsteinquaderbau mit Anbau, Satteldach mit Fachwerkgiebel, um 1800, Stichbogenfenster um 1860/80 | D-6-73-141-240 | Ehem. Armen- oder Hirtenhaus |
| Hauptstraße 1 (Standort)                                                     | Kreuzigungsgruppe                       | Sandstein, auf breitem Sockel, Kreuzfuß mit christlichen Symbolen, spätbarock, 1743 | D-6-73-141-123 | BW                           |
| Hauptstraße 17 (Standort)                                                    | Bauernhaus                              | Dreigeschossiger giebelständiger Halbwalmdachbau, Obergeschosse Fachwerk, um 1800 | D-6-73-141-110 | weitere Bilder               |
| Hauptstraße 18 (Standort)                                                    | Hausfigur                               | Pietà, gefasste Skulptur, barock, 17./18. Jahrhundert | D-6-73-141-115 | weitere Bilder               |
| Hauptstraße 20 (Standort)                                                    | Gemeindegasthaus                        | Auf Eckgrundstück, traufständiger zweigeschossiger Sandsteinquaderbau mit Satteldach, 1874 | D-6-73-141-196 | weitere Bilder               |
| Hauptstraße 20 (Standort)                                                    | Fachwerkscheune                         | Mit Satteldach, um 1875 | D-6-73-141-196 | weitere Bilder               |
| Hauptstraße 21 (Standort)                                                    | Hausfigur                               | Heiliger Georg, gefasste Sandsteinskulptur, 18. Jahrhundert | D-6-73-141-111 | BW                           |
| Eyershäuser Straße (Standort)                                                | Kilometerstein                          | Sandstein, nach 1872 | D-6-73-141-237 | weitere Bilder               |
| Herbstadter Weg, am nordwestlichen Ortsausgang Richtung Herbstadt (Standort) | Heiligenhäuschen                        | Geschwungener Sockel mit stichbogiger Bildnische mit Relief der Kreuzigungsgruppe, Sandstein, barock, Mitte 18. Jahrhundert | D-6-73-141-119 | Heiligenhäuschen             |
| Hutwiese, an einem Feldweg südwestlich des Dorfes (Standort)                 | Heiligenhäuschen                        | Rundbogige Bildnische mit Relief, Sandstein, barock, wohl 1751, starke Witterungsschäden | D-6-73-141-120 | Heiligenhäuschen             |
| Kirchenweg (Standort)                                                        | Kriegerdenkmal 1914–18                  | Sandsteinskulptur des auferstandenen Christus auf blockförmigem Sockel, um 1920/25 | D-6-73-141-238 | weitere Bilder               |
| Kriegergasse, Hauptstraße (Standort)                                         | Heiligenhäuschen                        | Geschwungener Sockel mit stichbogiger Bildnische und Relief der Marienkrönung, bekrönt von St.-Wendelin-Statue, Sandstein, 18. Jahrhundert                                                                                              | D-6-73-141-114 | weitere Bilder               |
| Kirchenweg 4 (Standort)                                                      | Bauernhof                               | Zweigeschossiges giebelständiges Wohnhaus auf hohem Sandsteinsockel mit traufseitig vorgelagerter doppelläufiger Freitreppe, Erdgeschoss Ziegelmauerwerk, Obergeschoss und Giebel Fachwerk, Satteldach, historistisch, um 1900 und 1934 | D-6-73-141-204 | weitere Bilder               |
| Kirchenweg 4 (Standort)                                                      | Bauernhof, langgestrecktes Nebengebäude | Erdgeschoss aus Sandsteinquadern, Obergeschoss Fachwerk mit Laubengang, zweite Hälfte 19. Jahrhundert | D-6-73-141-204 | weitere Bilder               |
| Kirchenweg 6 (Standort)                                                      | Ehemaliges Pfarr- und Schulhaus         | Heute Kindergarten, zweigeschossiger zur Straße abgewalmter Bau, massives Erdgeschoss über Sandsteinsockel, verputztes Fachwerkobergeschoss, Mitte 18. Jahrhundert, mit jüngeren Veränderungen und Anbau                                | D-6-73-141-195 | weitere Bilder               |
| Kirchenweg 8 (Standort)                                                      | Katholische Pfarrkirche St. Wendelin    | Saalbau mit Satteldach und polygonalem Chor, Westfassade mit Fassadenturm, Sandsteinquader, Zwiebelhaube, spätbarock, von Johann Müller aus Arnstein, 1752–54; mit Ausstattung                                                          | D-6-73-141-109 | weitere Bilder               |
| Kirchenweg 8 (Standort)                                                      | Kirchhofummauerung                      | Sandsteinquader mit Deckplatten, 17./18. Jahrhundert | D-6-73-141-109 | weitere Bilder               |
| Kirchenweg 8 (Standort)                                                      | Friedhofskreuz                          | Sandstein, von 1861, zwischen zwei Priestergrabsteinen | D-6-73-141-109 | weitere Bilder               |
| Kirchenweg 8 (Standort)                                                      | Zwei Priestergrabsteine                 | Reliefiert, roter Sandstein, zweite Hälfte 19. Jahrhundert | D-6-73-141-109 | weitere Bilder               |
| Mittelweg, an der Straße nach Trappstadt (Standort)                          | Säulenbildstock                         | Mit Kreuzschlepper, Sandstein, barockisierend, 1907 | D-6-73-141-122 | weitere Bilder               |
| Mittelweg (Standort)                                                         | Steinkreuz                              | Lateinische Form mit kurzen Armen und Ritzzeichnung auf der Vorderseite, Sandstein, bezeichnet „1.24“ (wohl 1624) | D-6-73-141-306 | weitere Bilder               |
| Seeweg, am Ortsausgang nach Trappstadt (Standort)                            | Bildstock                               | Mit Säule, Aufsatz mit Relief der Kreuzigung, an den Seiten Barbara und Margareta, rückseitig Ölbergszene, Sandstein, spätbarock, bezeichnet „1761“                                                                                     | D-6-73-141-121 | weitere Bilder               |
| Vorstadt (Standort)                                                          | Heiligenhäuschen                        | Einfacher Sockel mit stichbogiger Bildnische mit Relief der Kreuzaufrichtung, Sandstein, barock, 18. Jahrhundert | D-6-73-141-113 | weitere Bilder               |

### Gabolshausen
| Lage                                                                | Objekt                                  | Beschreibung | Akten-Nr.      | Bild           |
| ------------------------------------------------------------------- | --------------------------------------- | --- | -------------- | -------------- |
| Am Haag; Am Mühlweg; Torstraße (Standort)                           | Gabolshausener Bildstock                | In reichen Rokokoformen, Aufsatz mit Relief der Kreuzigungsgruppe, bezeichnet „1767“ | D-6-73-141-128 | weitere Bilder |
| Grasweg; am Ortsausgang nach Königshofen (Standort)                 | Säulenbildstock                         | Mit gebauchtem Sockel, Aufsatz mit Reliefs der Dreifaltigkeit und der Anbetung der Könige, seitlich Heilige, Sandstein, 18. Jahrhundert                                                       | D-6-73-141-129 | weitere Bilder |
| Haag; am Ortsausgang nach Untereßfeld vor dem Sportplatz (Standort) | Sandsteinkruzifix                       | Sockel mit trauernder Maria, 18. Jahrhundert | D-6-73-141-131 | weitere Bilder |
| Mühlhügelstraße 18 (Standort)                                       | Maria Immaculata                        | Auf Postament, Sandstein, 19. Jahrhundert | D-6-73-141-127 | weitere Bilder |
| Nähe Torgasse; an der Kirchhofmauer (Standort)                      | Heiligenhäuschen                        | Geschwungener Sockel mit stichbogiger und bekrönter Bildnische mit Kruzifix, an den Innenseiten christliche Symbole, Sandstein, bezeichnet „1779“                                             | D-6-73-141-126 | weitere Bilder |
| Oberschaar (Standort)                                               | Bildstock                               | Reliefs: Gnadenstuhl, Immaculata, Sandstein, bezeichnet „1946“, Sockel um 1900 | D-6-73-141-225 | weitere Bilder |
| Oberschaar (Standort)                                               | Bildstock                               | Sockel mit Pfeiler, aufsatz mit Relief der Pietà, Sandstein, bezeichnet „1716“ | D-6-73-141-130 | BW             |
| Torstraße 1 (Standort)                                              | Torhaus                                 | Eingeschossiger Fachwerkbau mit Satteldach und seitlicher Straßendurchfahrt, 16./17. Jh., Fachwerk im 18./19. Jh. erneuert; 1988 ab- und mit vergrößerter Durchfahrt bis 1991 wiederaufgebaut | D-6-73-141-125 | weitere Bilder |
| Torstraße 3 (Standort)                                              | Katholische Filialkirche St. Laurentius | Sandsteinquaderbau, Saalbau mit Satteldach, seitlicher Turm mit Oktogon und Mansardhelm, neugotischer Chor, 1911; mit Ausstattung                                                             | D-6-73-141-124 | weitere Bilder |
| In Gabolshausen (Standort)                                          | Aufsatz eines Grabmals                  | Bezeichnet 1617 | D-6-73-141-124 | weitere Bilder |
| In Gabolshausen (Standort)                                          | Friedhofskreuz                          | Kalkstein, um 1910 | D-6-73-141-124 | BW             |
| In Gabolshausen (Standort)                                          | Kriegerdenkmal                          | Bekrönt Skulptur Sterbender Soldat, Kalkstein, signiert von Schneider, um 1920 | D-6-73-141-124 | weitere Bilder |
| In Gabolshausen (Standort)                                          | Friedhofsmauer                          | mit Tor, 18. Jahrhundert | D-6-73-141-124 | weitere Bilder |

### Göckesmühle
| Lage             | Objekt      | Beschreibung                               | Akten-Nr.      | Bild           |
| ---------------- | ----------- | ------------------------------------------ | -------------- | -------------- |
| B 279 (Standort) | Meilenstein | Sandstein, drittes Viertel 19. Jahrhundert | D-6-73-141-242 | weitere Bilder |

### Haumühle
| Lage                  | Objekt                    | Beschreibung | Akten-Nr.      | Bild |
| --------------------- | ------------------------- | --- | -------------- | ---- |
| Haumühle 2 (Standort) | Haumühle                  | Vierseithofanlage, eingeschossiges Wohnhaus mit Halbwalmdach, Fachwerkbau zum Teil verputzt, zum Mühlbach Sandsteinquader, Giebel verschiefert, Ende 18. Jahrhundert | D-6-73-141-241 | BW   |
| Haumühle 2 (Standort) | Haumühle, Fachwerkscheune | Mit Satteldach, um 1800 | D-6-73-141-241 | BW   |
| Haumühle 2 (Standort) | Haumühle, Nebengebäude    | Mit Fachwerkobergeschoss und Satteldach, zweite Hälfte 19. Jahrhundert                                                                                               | D-6-73-141-241 | BW   |

### Ipthausen
| Lage                                                                                          | Objekt                               | Beschreibung | Akten-Nr.      | Bild              |
| --------------------------------------------------------------------------------------------- | ------------------------------------ | --- | -------------- | ----------------- |
| Kirche 3 (Standort)                                                                           | Wallfahrtskirche Mariä Geburt        | Saalbau mit Satteldach, eingezogener polygonal geschlossener Chor mit Dachreiter mit Zwiebelhaube, Westfassade Sandsteinquader mit Figurennischen, 1746–54, von Johann Michael Schmidt, Fassadenfiguren von Sebastian Metz, Renovierung des Chors nach Brand durch Karl Trott 1868–71; mit Ausstattung des Rokoko von Bernhard Hellmuth und Georg Anton Urlaub u. a. | D-6-73-141-132 | weitere Bilder    |
| Kirche 5; südlich vor der Kirche (Standort)                                                   | Steinkreuz                           | Sogenanntes Pestkreuz, Sandstein, frühneuzeitlich | D-6-73-141-133 | weitere Bilder    |
| Kirchleinsweg; an der Birkenallee nach Königshofen (Standort)                                 | Bildstock                            | Pfeiler mit Aufsatz und Reliefs der Kreuzigung und der Dreifaltigkeit, Sandstein, 19. Jahrhundert | D-6-73-141-141 | weitere Bilder    |
| Kirchleinsweg; an der Birkenallee nach Königshofen (Standort)                                 | Kreuzschlepper                       | Auf einem Pfeiler, Sandstein, erste Hälfte 19. Jahrhundert | D-6-73-141-143 | weitere Bilder    |
| Kirchleinsweg; an der Birkenallee nach Königshofen (Standort)                                 | Schmerzensmann                       | Sockel mit Inschrift, Sandstein, 18./19. Jahrhundert | D-6-73-141-142 | weitere Bilder    |
| Kirchleinsweg; am Beginn der Birkenallee vor der Kirche (Standort)                            | Bildstock                            | Säule mit Aufsatz und Reliefs der Stifterfamilie unter Kreuzigungsgruppe, rückseitig Figurengruppe, Sandstein, 17. Jahrhundert | D-6-73-141-134 | weitere Bilder    |
| Nähe Kirchleinsweg; südöstlich vor der Kirche (Standort)                                      | Statue des heiligen Johannes Nepomuk | Gebauchter Sockel mit Inschrift, Sandstein, barock, Anfang 19. Jahrhundert | D-6-73-141-135 | weitere Bilder    |
| Linde 1 (Standort)                                                                            | Hofpforte                            | Mit geohrter profilierter Rahmung, Sandstein, bezeichnet „1720“ | D-6-73-141-136 | BW                |
| Merklach; Ecke Simmern (Standort)                                                             | Sandsteinkruzifix                    | Mit Sockel, klassizistisch, Ende 18. Jahrhundert | D-6-73-141-140 | BW                |
| Weißbach 3 (Standort)                                                                         | Wohnhaus                             | Eingeschossiger giebelständiger Satteldachbau, Fachwerk verputzt, 18. Jahrhundert | D-6-73-141-138 | BW                |
| Weißbach 5 (Standort)                                                                         | Wohnhaus                             | Eingeschossiger giebelständiger Fachwerkbau mit Satteldach, 18. Jahrhundert | D-6-73-141-139 | BW                |
| Merzenweg; außerhalb der Ortslage Ecke Dr.-Hans-Kentmann-Weg/Bgm.-Eschenbach-Allee (Standort) | Sandsteinkruzifix                    | Mit Sockel, letztes Viertel 19. Jahrhundert | D-6-73-141-145 | Sandsteinkruzifix |
| Spitalwaldstraße 12; im Neubaugebiet von Bad Königshofen (Standort)                           | Jüdischer Friedhof                   | Mit Grabsteinen bis 1939, angelegt 1921 | D-6-73-141-199 | weitere Bilder    |
| Weißer Steg; an der Weide (Standort)                                                          | Säulenbildstock                      | Aufsatz mit Relief Mariens, rückseitig Kreuzigung, Sandstein, 1938 | D-6-73-141-144 | BW                |

### Merkershausen
| Lage                                                       | Objekt                             | Beschreibung | Akten-Nr.      | Bild           |
| ---------------------------------------------------------- | ---------------------------------- | --- | -------------- | -------------- |
| Am Einbäumlein; am Ortsausgang nach Königshofen (Standort) | Bildstock                          | Säule mit Aufsatz und Reliefs der Marienkrönung, rückseitig Kreuzigungsgruppe, seitlich heilige Bischöfe, barock, 1718 | D-6-73-141-166 | BW             |
| Bäckergasse 1 (Standort)                                   | Hofpforte                          | Mit Schulterbogen und Torpfeiler mit Rosettenornament, Naturstein, 18. Jahrhundert | D-6-73-141-158 | BW             |
| Bäckergasse 2 (Standort)                                   | Hofpforte                          | Mit Schulterbogen, Naturstein, 18. Jahrhundert | D-6-73-141-160 | BW             |
| Bäckergasse 9 (Standort)                                   | Hofpforte                          | Vorhangbogen, Sandstein, bezeichnet „1713“ | D-6-73-141-159 | BW             |
| Erb; an Feldweg südöstlich der Ortschaft (Standort)        | Heiligenhäuschen                   | Sockel mit stichbogiger Bildnische, Sandstein, 1773, gemalter heiliger Wendelin, neu | D-6-73-141-167 | BW             |
| Flossig; am Ortsausgang nach Kleinbardorf (Standort)       | Sandsteinkruzifix                  | Sockel mit trauernder Maria, Sandstein, 1765 | D-6-73-141-163 | weitere Bilder |
| Kapellenweg (Standort)                                     | Bildstock                          | Pfeiler mit Aufsatz mit Relief der Kreuzigungsgruppe, darüber Wappen, Sandstein, bezeichnet 1607; ehemals an der Straße nach Kleinbardorf | D-6-73-141-164 | BW             |
| Kapellenweg 20; nordöstlich des Ortes (Standort)           | Schutzmantelkapelle                | Sogenannte Schwedenkapelle, Kriegergedächtniskapelle für 1866, Sandsteinquaderbau, Saalbau mit Satteldach, runder Apsis und Giebelreiter, neugotisch, 1867/68 | D-6-73-141-200 | BW             |
| Obere Gasse 3 (Standort)                                   | Pfarrhof: Pfarrhaus                | Zweigeschossiger giebelständiger Halbwalmdachbau, massives Erdgeschoss mit Renaissancefenstern 1584, verputztes Obergeschoss 1773, Sandsteinmadonna um 1350 | D-6-73-141-146 | weitere Bilder |
| Obere Gasse 3 (Standort)                                   | Pfarrhof; Hoftor                   | Mit Pforte und Wappenstein Abt Thomas III. von Kloster Langheim, um 1680 | D-6-73-141-146 | weitere Bilder |
| Nähe Ringgasse (Standort)                                  | Pfarrhof: Nebengebäude             | teils Fachwerk, teils massiv, mit Sattel- bzw. Halbwalmdach, 18. Jahrhundert | D-6-73-141-146 | weitere Bilder |
| Obere Gasse 3 (Standort)                                   | Bildstock                          | Aufsatz mit Säulen und Verkröpfungen in Form eines Altars mit Dreifaltigkeitsrelief zwischen Paulus und Petrus, im Auszug Marienkrönung und Engel, rückseitig Nischen mit den Heiligen Andreas Katharina und Barbara, Sandstein, barock, bezeichnet „1727“                                                                                           | D-6-73-141-223 | weitere Bilder |
| Obere Gasse 5 (Standort)                                   | Katholische Pfarrkirche St. Martin | Turm an Chornordseite mit Pyramidendach, Untergeschoss spätgotisch, 14. Jahrhundert, 1601 von Valentin Dietz nachgotisch erhöht, Langhaus, Saalkirche mit reicher steinsichtiger Westfassade, Satteldach, verputzte Traufseiten, eingezogener Chor, barock, Planung Johann Michael Schmidt, Überarbeitung Balthasar Neumann 1737–43; mit Ausstattung | D-6-73-141-147 | weitere Bilder |
| Obere Gasse 5, Nähe Obere Gasse (Standort)                 | Kirchhofmauer                      | Mit Kriegerdenkmal für 1914–18, Relief Christus krönt toten Soldaten, um 1920, und Mariengrotte mit Stuckmadonna, um 1900 | D-6-73-141-147 | weitere Bilder |
| Obere Gasse 5; Nähe Obere Gasse; im Friedhof (Standort)    | Friedhofskreuz                     | Zweite Hälfte 19. Jahrhundert | D-6-73-141-147 | weitere Bilder |
| Obere Gasse 5; Nähe Obere Gasse (Standort)                 | Marienstatue                       | Historistisch, Sandstein, zweite Hälfte 19. Jahrhundert | D-6-73-141-147 | weitere Bilder |
| Obere Gasse 6 (Standort)                                   | Ehemaliges Schulhaus               | Walmdachbau, massives Erdgeschoss, Fachwerkobergeschoss, Anfang 19. Jahrhundert | D-6-73-141-148 | weitere Bilder |
| Obere Gasse 17 (Standort)                                  | Hoftoranlage                       | Kugelbekrönte Pfeiler, Pforte mit Figur der Maria Immaculata, Sandstein, 1747 | D-6-73-141-149 | weitere Bilder |
| Ringgasse 2 (Standort)                                     | Bildstock                          | Sockel mit Säule auf Postament, Aufsatz mit Relief der hl. Familie, flankiert von Christus und hl. Kilian, bekrönt von Engeln und hl. Michael, Rückseite mit Relief des hl. Martin, 1734 von Jakob Bindrim | D-6-73-141-161 | BW             |
| Ringgasse, vor Nr. 31 (Standort)                           | Bildstock                          | Immaculata zwischen Apostel Paulus und heiliger Ursula, Bekrönung St. Andreas, Rückseite Szene mit heiligem Antonius, Akanthusrahmung, barock, von Jakob Bindrim, bezeichnet „1729“ | D-6-73-141-162 | BW             |
| Rosengarten; Ecke Am Erb/Althäuser Weg (Standort)          | Bildstock                          | Reliefs: Taufe Jesu zwischen Josef und Maria, Rückseite Joachim und Anna, Bekrönung Dorothea, Sandstein, barock, bezeichnet „1738“ | D-6-73-141-165 | BW             |
| Triebweg; südlich der Kiesgrube, alte Straße (Standort)    | Bildstock                          | Mit Steinmetzzeichen, Sandstein, bezeichnet „1603“, angeschraubt naive Malereien Bauer mit Pflug, seitlich Saat und Ernte | D-6-73-141-168 | BW             |
| Vogelgasse 12 (Standort)                                   | Pforte                             | Vorhangbogen, Sandstein, bezeichnet „1731“ | D-6-73-141-152 | BW             |
| Vogelgasse 17 (Standort)                                   | Wohnhaus                           | Eingeschossiger giebelständiger Massivbau mit Satteldach, Straßenfront bezeichnet „1733“; Hofpforte mit Vorhangbogen, bezeichnet „1736“ | D-6-73-141-151 | weitere Bilder |
| Vogelgasse 17 (Standort)                                   | Hofpforte                          | Mit Vorhangbogen, bezeichnet „1736“ | D-6-73-141-151 | weitere Bilder |
| Wirtsgasse 11 (Standort)                                   | Pforte                             | Vorhangbogen, Sandstein, 17. Jahrhundert | D-6-73-141-155 | weitere Bilder |

### Untereßfeld
| Lage                                              | Objekt                                                     | Beschreibung | Akten-Nr.      | Bild           |
| ------------------------------------------------- | ---------------------------------------------------------- | --- | -------------- | -------------- |
| Am Herrenhof; Ortsmitte (Standort)                | Mariendenkmal                                              | Neugotische Sandsteinstatue auf hohem Sockel innerhalb gusseiserner Einfriedung, 1885 | D-6-73-141-186 | weitere Bilder |
| Am Herrenhof 1 (Standort)                         | Pfarrhof: Pfarrhaus                                        | Zweigeschossiges massives Pfarrhaus mit Satteldach, hoher Keller mit vorgesetzter Freitreppe, Renaissance, 1612 | D-6-73-141-171 | weitere Bilder |
| Am Herrenhof 1 (Standort)                         | Pfarrhof: Wirtschaftsgebäude                               | mit Natursteinunterbau und Fachwerkkniestock, Kreuzigungsrelief, 17./18. Jahrhundert | D-6-73-141-171 | weitere Bilder |
| Am Herrenhof 1 (Standort)                         | Pfarrhof: Hofmauer mit Pforte                              | Sandstein, bezeichnet „1710“ | D-6-73-141-171 | weitere Bilder |
| Am Herrenhof 2 (Standort)                         | Bauernhof: Wohnstallhaus                                   | Giebelständiges erdgeschossiges Wohnstallhaus, Giebel mit Zierfachwerk, Hofseite Fachwerk mit Laube, Rückwand in Haustein, 17. Jahrhundert | D-6-73-141-172 | weitere Bilder |
| Am Herrenhof 2 (Standort)                         | Bauernhof                                                  | Seitengebäude, zweigeschossiges Austragshaus mit Laube, Fachwerk, 18. Jahrhundert | D-6-73-141-172 | weitere Bilder |
| Am Herrenhof 2 (Standort)                         | Bauernhof, Scheune                                         | Fachwerk, 18./19. Jahrhundert | D-6-73-141-172 | weitere Bilder |
| Am Herrenhof 6 (Standort)                         | Hofmauer                                                   | Naturstein, mit Hofpforte, rundbogig, um 1600, mit Jesusfigur, 19. Jahrhundert; Inschriftenstein, bezeichnet „1695“ | D-6-73-141-203 | weitere Bilder |
| Am Herrenhof 6 (Standort)                         | Hoflaube                                                   | Mit Holzsäulen, um 1700 | D-6-73-141-203 | BW             |
| Anger, Straße nach Alsleben (Standort)            | Bildstock                                                  | Reliefs Kreuzigungsgruppe, Rückseite St. Wendelin, Sandstein, bezeichnet „1836“ | D-6-73-141-187 | weitere Bilder |
| Eßfelder Straße 3 (Standort)                      | Bauernwohnhaus                                             | Zweigeschossiger traufständiger Fachwerkbau mit Krüppelwalmdach und Fußwalm als Geschosstrennung, 18./19. Jahrhundert | D-6-73-141-202 | weitere Bilder |
| Eßfelder Straße 5 (Standort)                      | Pforte                                                     | Vorhangbogen, Naturstein, 1742 | D-6-73-141-175 | weitere Bilder |
| Eßfelder Straße 10 (Standort)                     | Bauernhof: Wohnstallhaus                                   | eingeschossiger giebelständiger Satteldachbau Wohnteil mit Zierfachwerk sowie Stallteil massiv, um 1700 | D-6-73-141-201 | weitere Bilder |
| Eßfelder Straße 10 (Standort)                     | Bauernhof: Schweinestall                                   | 19. Jahrhundert | D-6-73-141-201 | weitere Bilder |
| Eßfelder Straße 10 (Standort)                     | Bauernhof: Scheune                                         | letztes Viertel 19. Jhd. | D-6-73-141-201 | weitere Bilder |
| Eßfelder Straße 12 (Standort)                     | Bauernhof: Torpfeiler und Einfriedung                      | 1. Hälfte 19. Jhd. | D-6-73-141-201 | weitere Bilder |
| Eßfelder Straße 12 (Standort)                     | Bauernhof: Wohnwirtschaftsgebäude                          | Eingeschossiges giebelständiges Wohnwirtschaftsgebäude mit Satteldach, Zierfachwerk, um 1700, rückwärtig erweitert 18. Jahrhundert | D-6-73-141-174 | weitere Bilder |
| Eßfelder Straße 12 (Standort)                     | Bauernhof: Nebengebäude                                    | Mehrteiliges Nebengebäude, Fachwerk, Satteldach, 17./18. Jahrhundert | D-6-73-141-174 | weitere Bilder |
| Eßfelder Straße 12 (Standort)                     | Bauernhof: Scheune                                         | Fachwerk, einseitig abgewalmtes Satteldach, 18. Jahrhundert | D-6-73-141-174 | weitere Bilder |
| Eßfelder Straße 12 (Standort)                     | Bauernhof: Hoftoranlage                                    | Naturstein, Rundbogenpforte bezeichnet „1695“, Torpfeiler um 1800 | D-6-73-141-174 | weitere Bilder |
| Eßfelder Straße 17 (Standort)                     | Hausfigur                                                  | Gefasste barocke Marienstatue, Sandstein, 18. Jahrhundert | D-6-73-141-176 | weitere Bilder |
| Eßfelder Straße 33 (Standort)                     | Hausfigur                                                  | Heiliger Wendelin, Anfang 19. Jahrhundert | D-6-73-141-181 | weitere Bilder |
| Eßfelder Straße 35 (Standort)                     | Hausfigur                                                  | Pietà, barock, 17./18. Jahrhundert | D-6-73-141-182 | weitere Bilder |
| Friedhofweg 1 (Standort)                          | Friedhof: Friedhofskreuz                                   | gestufte Sockelarchitektur mit Säulen und Reliefs der Evangelistensymbole, 1883 | D-6-73-141-170 | weitere Bilder |
| Friedhofweg 1 (Standort)                          | Friedhofskapelle                                           | mit spitzbogigen Öffnungen, Rundchor und Dachreiter, 1933 | D-6-73-141-170 | weitere Bilder |
| Friedhofweg 1, Eßfelder Straße (Standort)         | Friedhof                                                   | Friedhofsmauer mit Torpfosten | D-6-73-141-170 | weitere Bilder |
| Friedhofweg 1, auf der Friedhofsmauer (Standort)  | Vierzehn Kreuzwegstationen                                 | Naturstein mit Eisenreliefs, erste Hälfte 19. Jahrhundert | D-6-73-141-170 | weitere Bilder |
| Eßfelder Straße, in der Friedhofsmauer (Standort) | Heiligenhäuschen                                           | mit Kruzifix, von 1750 | D-6-73-141-170 | weitere Bilder |
| Mühlrangen (Standort)                             | Heiligenhäuschen                                           | Über dem Tabernakel aufragende Kreuzschlepperfigur, im tonnengewölbten Tabernakel Auge-Gottes-Relief, Sandstein, 1745 | D-6-73-141-178 | weitere Bilder |
| Nähe Auweg; Nähe Kläranlage (Standort)            | Dreifaltigkeitsbildstock                                   | Trinitätsrelief, Rückseite Immaculata, Sandstein, 1826 | D-6-73-141-188 | BW             |
| Schindeller, Straße nach Aub (Standort)           | Sogenannte Neue Marter                                     | Bildstock mit Beweinung, Sandstein, bez. 1854 | D-6-73-141-5   | BW             |
| Stiegel 1 (Standort)                              | Heiligenhäuschen                                           | Mit Aquilinusrelief, Naturstein, von 1750 | D-6-73-141-184 | weitere Bilder |
| Stiegel 2 (Standort)                              | Katholische Pfarrkirche St. Johann Baptist und St. Aquilin | Nach Norden gerichtete Saalkirche, Massivbau mit Satteldach, polygonaler Chorschluss, barock, 1698-1700 (1708 geweiht) möglicherweise von Joseph Greissing, ostseitig ehemaliger Chorturm des Vorgängerbaus, mit Spitzhelm, 14./15. Jahrhundert, Turmobergeschosse bezeichnet „1613“; mit Ausstattung | D-6-73-141-169 | weitere Bilder |
| Stiegel 2 (Standort)                              | Kirchhofmauer                                              | Haustein, 1598, mit Dreiecksgiebelportal, um 1700 | D-6-73-141-169 | Kirchhofmauer  |
| Stiegel 4 (Standort)                              | Marienstatue                                               | Von Johann Joseph Keßler, Sandstein, spätbarock, Mitte 18. Jahrhundert | D-6-73-141-173 | weitere Bilder |
| Wethgasse 2 (Standort)                            | Bauernhof: Wohnhaus                                        | Von 1852, eingeschossiges giebelständiges Wohnhaus mit Krüppelwalmdach, Haustein, 1857 | D-6-73-141-179 | weitere Bilder |
| Wethgasse 2 (Standort)                            | Bauernhof: Hofmauer mit Pforte                             | mit neugotischem Fries, bezeichnet „1857“ | D-6-73-141-179 | weitere Bilder |
| Wethgasse 3 (Standort)                            | Ehemalige Dorfmühle                                        | Fachwerkhaus, teils massiv, mit Mansardhalbwalmdach, bezeichnet „1754“ | D-6-73-141-205 | weitere Bilder |
| Wethgasse 6 (Standort)                            | Ehemaliges Gemeindehaus                                    | Jetzt Feuerwehrhaus, eingeschossiger Steinbau mit Satteldach, zwei Inschriftkartuschen, 1842 von Michael Vorndran | D-6-73-141-183 | weitere Bilder |

## Ehemalige Baudenkmäler
In diesem Abschnitt sind Objekte aufgeführt, die früher einmal in der Denkmalliste eingetragen waren, jetzt aber nicht mehr. Objekte, die in anderem Zusammenhang – also z. B. als Teil eines Baudenkmals – weiter eingetragen sind, sollen hier nicht aufgeführt werden. Aktennummern in diesem Abschnitt sind ehemalige, jetzt nicht mehr gültige Aktennummern.

| Lage                                                                          | Objekt             | Beschreibung | Akten-Nr.      | Bild             |
| ----------------------------------------------------------------------------- | ------------------ | --- | -------------- | ---------------- |
| Bad Königshofen Hindenburgstraße 19, an der Rückseite des Gebäudes (Standort) | Inschrifttafel     | In Form einer Ädikula mit Wappen des Maria Bildhausener Abtes Valentin Reinhard, Sandstein, 1573                                                 | D-6-73-141-1   | BW               |
| Bad Königshofen Marktplatz 33 (Standort)                                      | Erdgeschossfassade | Reich gegliederte Erdgeschossfassade eines Wohn- und Geschäftshauses, bezeichnet mit „IGK 1760“, Obergeschosse wiederholt erneuert, zuletzt 2013 | D-6-73-141-48  | BW               |
| Bad Königshofen Martin-Reinhard-Straße 26 (Standort)                          | Immaculata         | um 1750 von Johann Joseph Keßler | D-6-73-141-56  | BW               |
| Bad Königshofen Wirtsgasse 7 (Standort)                                       | Pforte             | 1792 | D-6-73-141-154 | BW               |
| Bad Königshofen Wirtsgasse 10 (Standort)                                      | Pforte             | 1776 | D-6-73-141-157 | BW               |
| Althausen An der Hut; am Ortsausgang nach Königshofen (Standort)              | Heiligenhäuschen   | Sandstein, 20. Jahrhundert | D-6-73-141-91  | Heiligenhäuschen |
| Althausen Zur Grotte; Feldweg am östlichen Ortsrand (Standort)                | Heiligenhäuschen   | Sandstein, 20. Jahrhundert | D-6-73-141-90  | BW               |
| Ipthausen Linde 21 (Standort)                                                 | Hoftoranlage       | Pfeiler mit Blütenreliefs, Naturstein, 19. Jahrhundert                                                                                           | D-6-73-141-137 | BW               |
| Ipthausen Linde 29 (Standort)                                                 | Scheune            | Massiv mit Satteldach, Fachwerkgiebel, 18. Jahrhundert                                                                                           | D-6-73-141-198 | BW               |
| Merkershausen Obere Gasse; Obere Gasse 1 (Standort)                           | Torpfeiler         | Mit geputzter Quaderung, Stein, 18. Jahrhundert                                                                                                  | D-6-73-141-156 | BW               |
| Merkershausen Vogelgasse 9 (Standort)                                         | Hausfigur          | Muttergottes mit Putten, Holz, 18./19. Jahrhundert                                                                                               | D-6-73-141-150 | BW               |
| Untereßfeld am nordwestlichen Ortsrand (Standort)                             | Heiligenhäuschen   | Von 1753 | D-6-73-141-185 | BW               |
| Untereßfeld Lache (Standort)                                                  | Bildstock          | Relief des hl. Wendelin, 1836 | D-6-73-141-189 | BW               |